# Liste der Straßenbrunnen im Berliner Bezirk Mitte
Die Liste der Straßenbrunnen im Berliner Bezirk Mitte ist eine Übersicht der derzeit existierenden Notwasserbrunnen in den Ortsteilen dieses Berliner Bezirks. Gleichzeitig ist die Aufstellung ein Bestandteil von Straßenbrunnen in Berlin mit den Listen der Straßenbrunnen in anderen Bezirken Berlins.

## Überblick

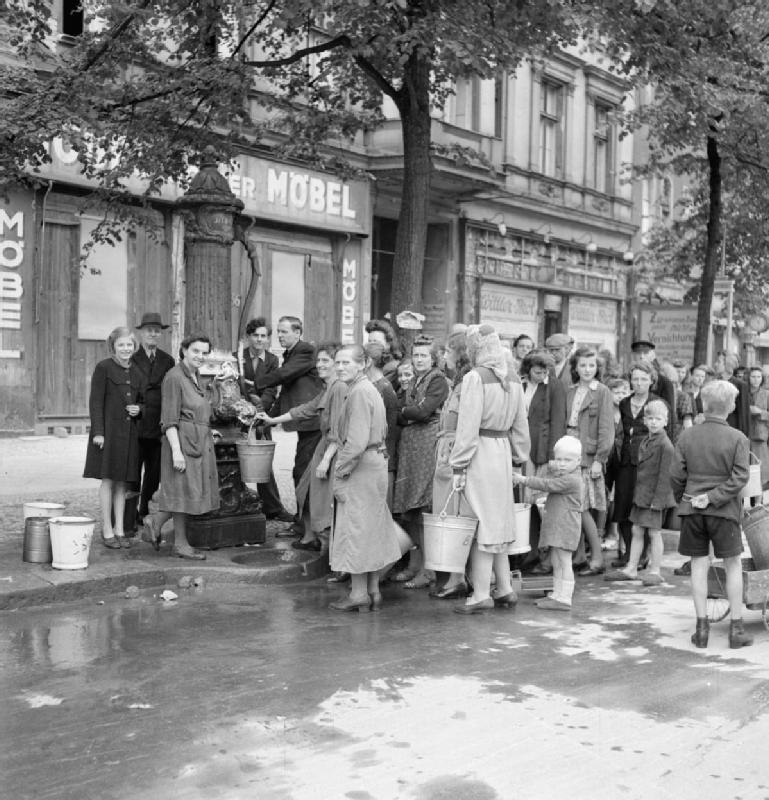
Wasserentnahme, Brunnenstraße 36
N.S. Clark: Sommer 1945
Brunnen 5 ist noch vorhanden (2020).

Entsprechend der Auskunft des Bezirksamtes Mitte vom November 2019 stehen im Bezirk insgesamt 208 Brunnen, 2009 waren es 205. Für Trinkwasserzwecke nicht unmittelbar geeignet sind demnach 138 Standorte wegen chemischen und 50 wegen bakteriologischen Verunreinigungen. Für 2016 wurden aus dem Bezirksamt auf eine schriftliche Anfrage von 2017 206 funktionsfähige Brunnen genannt. Die Liste (Stand 11/2019) enthält 218 Einträge, davon sind jedoch acht Brunnen abgebaut, eingelagert oder Schmuckbrunnen ohne Funktion. Bei einer angestrebten Anzahl von 1500 Einwohnern je Brunnen folgt aus der Einwohnerzahl (384.172) ein Bedarf von 245 Straßenbrunnen.
Nach Angaben aus dem Bezirksamt auf eine schriftliche Anfrage von 2017 existieren 194 (funktionsfähige) Notwasserpumpen im Bezirk. Zudem wurde die Aussage gemacht, dass eine gleiche Anzahl bereits vor 20 Jahren (1998) vorhanden war. Im Jahr 2015 ergab eine schriftliche Anfrage aus dem Abgeordnetenhaus an den Senat, dass 82 Brunnen, in den fünf Jahren 2011 bis 2015 das Schild „Kein Trinkwasser“ haben, da deren Qualität unter die Ansprüche der Trinkwasserverordnung sank. Zur Anzahl stillgelegter oder neu errichteter Brunnen waren keine Angaben gemacht. Nach der Drucksache 17/15418 gibt es im Bezirk 117 Landesbrunnen. Da für diese Liste keine Aufstellung der Notwasserversorgung aus dem Bezirksamt zur Verfügung stand, könnte diese unvollständig sein. Während die Anzahl und damit die Dichte beschriebener Brunnen für die Ortsteile Gesundbrunnen und Wedding groß ist, ist nach der Zuordnung zu LOR-Planungsräumen der Ortsteil Mitte unterrepräsentiert. Die untere Tabelle gibt die Verteilung der (vorgefundenen und ermittelten) Straßenbrunnen zur Anzahl der Einwohner im jeweiligen Planungsraum nach der Systematik der Lebensweltlich orientierten Räume an.
In der folgenden Liste sind (Stand Sommer 2019) insgesamt 218 Einträge erfolgt. Davon sind allerdings an sechs Standorten die Brunnen abgebaut und wohl auch die Bohrungen versiegelt. Zudem stehen an sechs Standorten Brunnenkörper, die Stadtplätzen oder auf Spielplätzen als Schmuckwerk, nicht für die Notwasserversorgung geeignet, aufgestellt sind. Brunnenkörper wurden an 188 Standorten vorgefunden. Laut Mitteilung aus dem Straßen- und Grünflächenamt sind von den insgesamt 206 Brunnen im Bezirk (im Jahr 2018) 179 wasserführend und funktionsfähig.
Nach Ortsteilen sortiert stehen in Gesundbrunnen 58, im Wedding 49 und in Moabit 52 Brunnen, im Ortsteil Mitte – dem vormaligen Ostberliner Stadtbezirk – sind es (Stand 2019) 31 „grüne Plumpen“. 13 Brunnen sind es in Tiergarten und im Hansaviertel, dem nach der Fläche kleinsten Ortsteil, stehen vier Brunnen. Nach der Modellvielfalt (Stand 06/2019) stehen im Bezirk (Stand 01/2019). Vergleiche dazu die Ausführungen zu Formen Berliner Straßenbrunnen
- 06 Borsigsäulen: in den 2010er Jahren eingeführte sechskantige Brunnenkörper mit Kegel oder Pyramide als Säulenaufsatz
- 14 Brunnen der Form Neue-Krause: Sie besitzen den dickeren Unterteil, der mit einer quadratischen Platte angeschraub ist. Daran angebracht der Wasseraustritt, das obere Rohr für das Kolbengestänge zum Schwengelansatz und einem geringeren Durchmesser. Zwei dieser Körper sind in halber Höhe verjüngt, wie ähnliche Anlagen in Kreuzberg. Bei den anderen zwölf Brunnen sind diese zwei Teile verschraubt.
- 07 dreiteilige Säulen gehören zu FSH-Pumpen, die auf einem Brunnenständer sitzen. Die „Hülse“ am Wasseraustritt kann dabei kurz oder lang sein. Diese Brunnenkörper sind besonders für große Fördertiefen geeignet.
- 67 Brunnen bestehen aus einem durchgehenden Rohr, wobei sich diese äußerlich durch Wasseraustritt und Ansatz für den Schwengel unterscheiden, sowie das Schwengelgewicht am Handgriff. Diese Brunnenkörper nach System Wolf können nach der Ausführung verschiedenen Zeitpunkten der Aufstellung zugeordnet werden.
  - Mit dem Zusatz „Wed“ in der Tabelle sind 39 Aufstellungen markiert, die offensichtlich vorrangig im vormaligen Bezirk Wedding (jetzt Ortsteile Wedding und Gesundbrunnen) eingesetzt wurden. Charakteristisch ist der Ansatz für den Drehpol des Schwengels und ein Rhombenköper als Gegengewicht in Nähe zum Handgriff sowie eine von oben aufgesetzte Verstärkung am Wasserrohr. Meist ist dieser Ansatz in einer Hülse an der Säule angebracht. Oft ist der Austritt aus drei Teilen (Säulenansatz, Mittelteil, Rohrbogen) verschweißt. An manchen Säulen ist der Austritt mit dem stützenden Aufsatz aber auch am Brunnenkörper angeschweißt.
  - Drei solcher Wolf-Brunnen besitzen einen spezifisch geformten eckigen Handgriff, in der Tabelle mit „Eck“ bezeichnet.
  - 14 Brunnen mit dem Zusatz „Z“ (in der Tabelle) haben als Gegengewicht oberhalb vom Handgriff an der Schwengelstange Zylinder- oder Quaderkörper.
  - 11 Brunnen sind als Wolf oder Wolf 2 mit Kugeln als Gegengewicht am Handgriff erkenntenlich, wie diese Form berlinweit eingesetzt ist.
- 37 Freyersäulen sind markiert mit der angegossenen Schriftzeile der Eisengussfirma versehen und erkenntlich an der getrennt auf den Austrittsteil aufgesetzten Schwengeleinheit. Die Freyersäulen sind im ehemaligen Bezirk Wedding besonders häufig, aber wohl in späteren Jahren aufgestellt.
- 25 Krausebrunnen: Diese Brunnenkörper stammen von der Eisengießerei Krause in Neusalz/Oder aus der Serie der 1920er Jahre. Nach dem Schriftzug am Brunnenfuß „Berlin / 1978“ wurden (wenigstens) einige[17] vor dem Neuaufstellen ergänzt und saniert. Außerdem stehen noch zwei Krausebrunnen ohne Funktion als Schmuck auf Spielplätzen in Gesundbrunnen.
- 41 Lauchhammer-Brunnen stehen im Bezirk. Diese traditionellen repräsentativen Brunnenkörper entstammen der Gehäuseproduktion der Eisengießerei Lauchhammer aus den 1890er Jahren und wurden bis 1900 aufgestellt. Von Otto Spahn wurden sie für eine Ausschreibung des Berliner Magistrats 1890 gestaltet und ausgewählt. 1978 wurden einige von der Eisengießerei Carl Schoening in Reinickendorf saniert, ergänzt und erneuert, bevor sie wieder aufgestellt wurden.[17] Dabei fällt die Häufung für Fußgängerzonen auf. Neben den 32 Aufstellungen vom häufigen Typ I (Fischmotiv), stehen acht vom Typ II (Drachenmotiv). An der Liebenwalder Straße steht der (wohl) einzige Brunnen vom Typ III mit der Bärenkrone, er ist denkmalgeschützt.
- 09 Schliephacke-/Rümmlerbrunnen: Dieser nutzungsorientierte Brunnenkörper wurde vom Stadtbaudirektor Rümmler in den 1960er Jahren beauftragt und von Designer Schliephacke entworfen. In der Zeit des Kalten Kriegs als sich die Lage im Westteil der Stadt nach 1961 verschärft hatte, kam diese Form für den Ausbau der Wasserversorgung im Katastrophenfall berlinweit zum Einsatz. Auf Grund des Alters werden diese Pumpen sukzessive durch Wolf- und FSH-Pumpen und seit den 2000er Jahren auch mit Borsig-Säulen ersetzt.

Charakteristisch für die Brunnensäulen im Wedding (damals Bezirk Wedding) ist eine graue Lackierung, die falls nötig in Grün lackiert wurden, wie dies für –Grüne Plumpe berlinweit erfolgt. Zu abgebauten oder eingelagerten Brunnen ist keine belegte Aussage möglich. Ein Vergleich mit den StreetView-Abbildungen von 2008 belegen in den Ortsteilen Wedding und Gesundbrunnen zudem kaum Veränderungen gegenüber 2018.

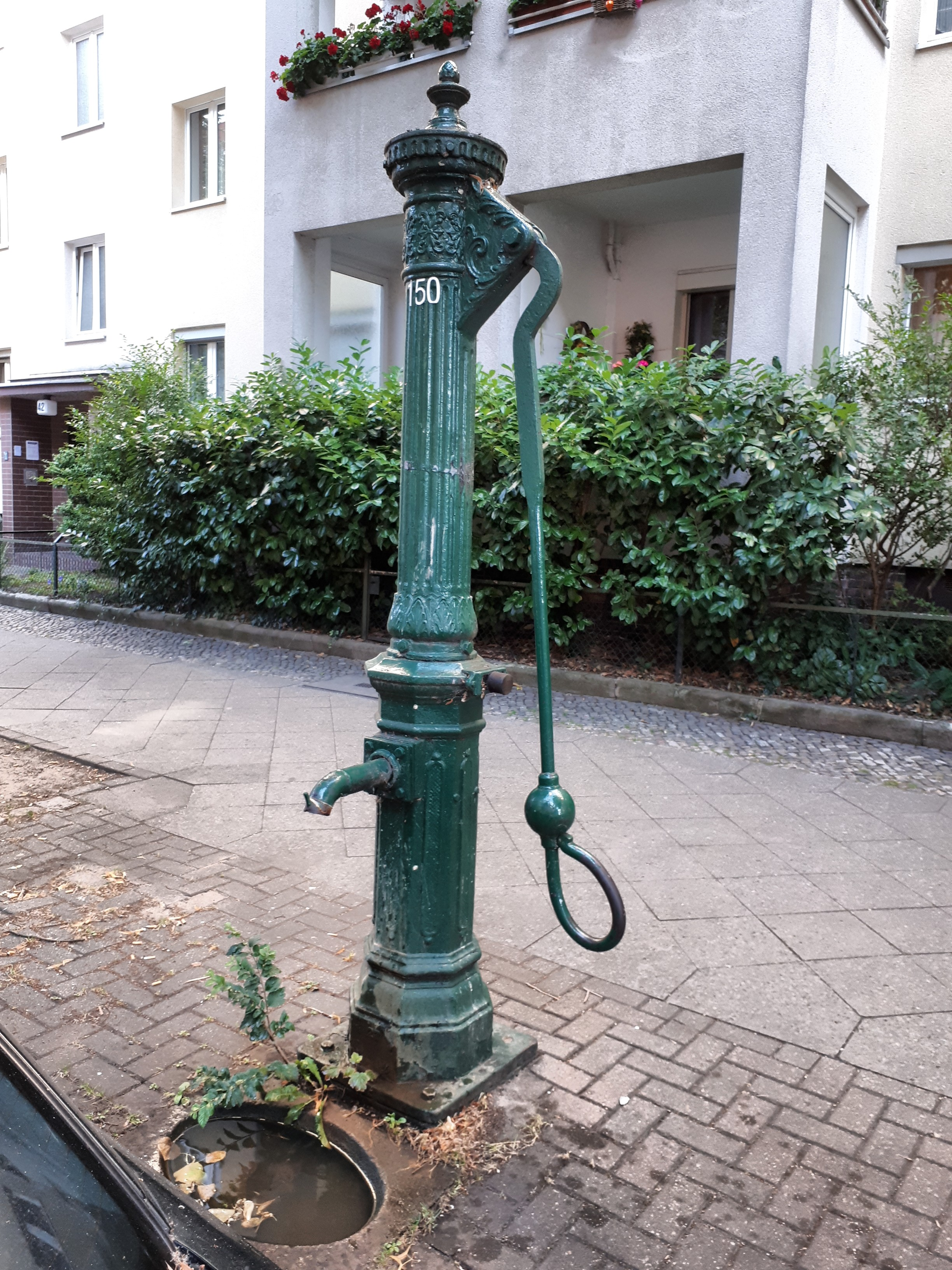
Krausebrunnen
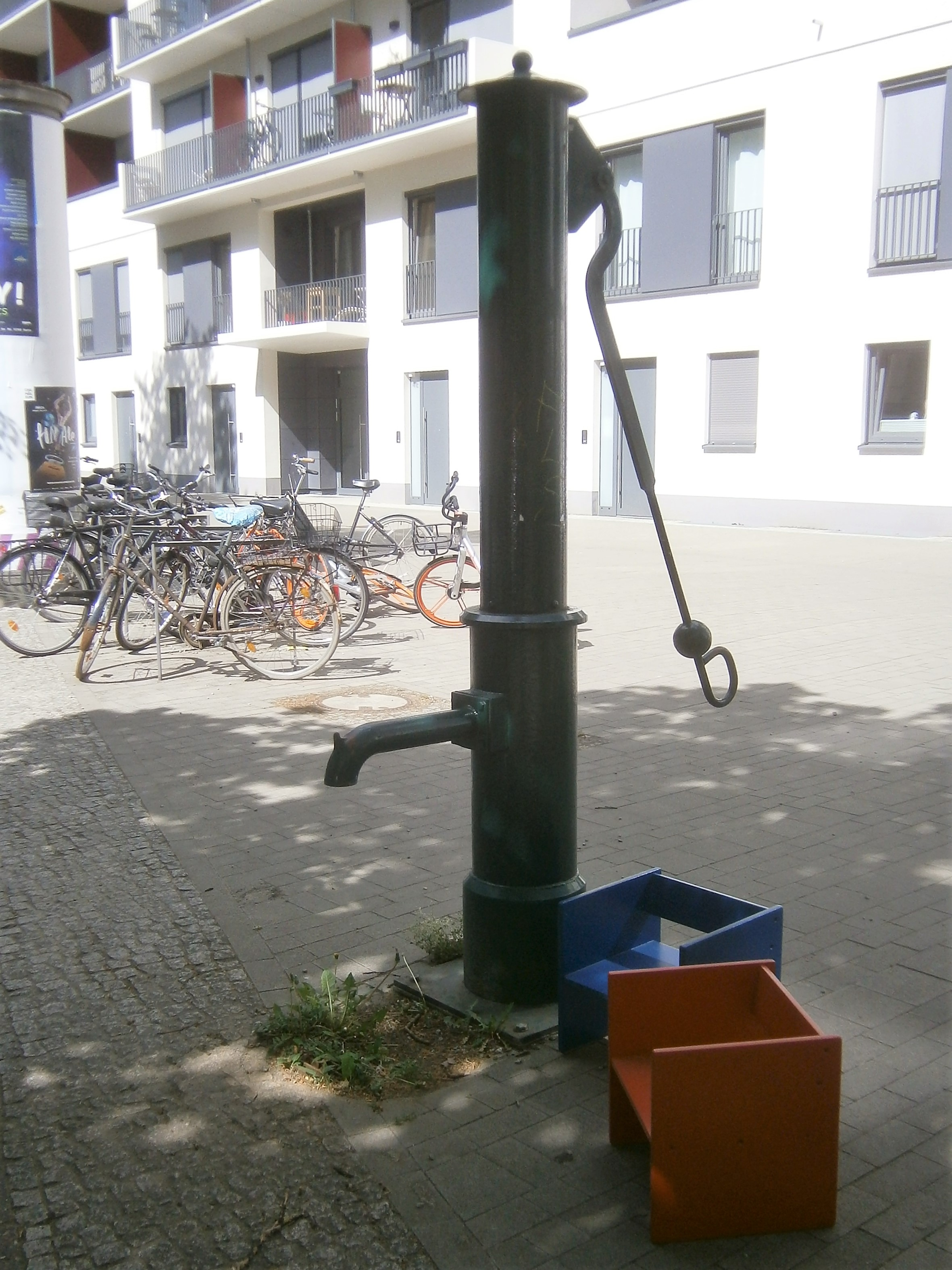
Typ: Neue Krause
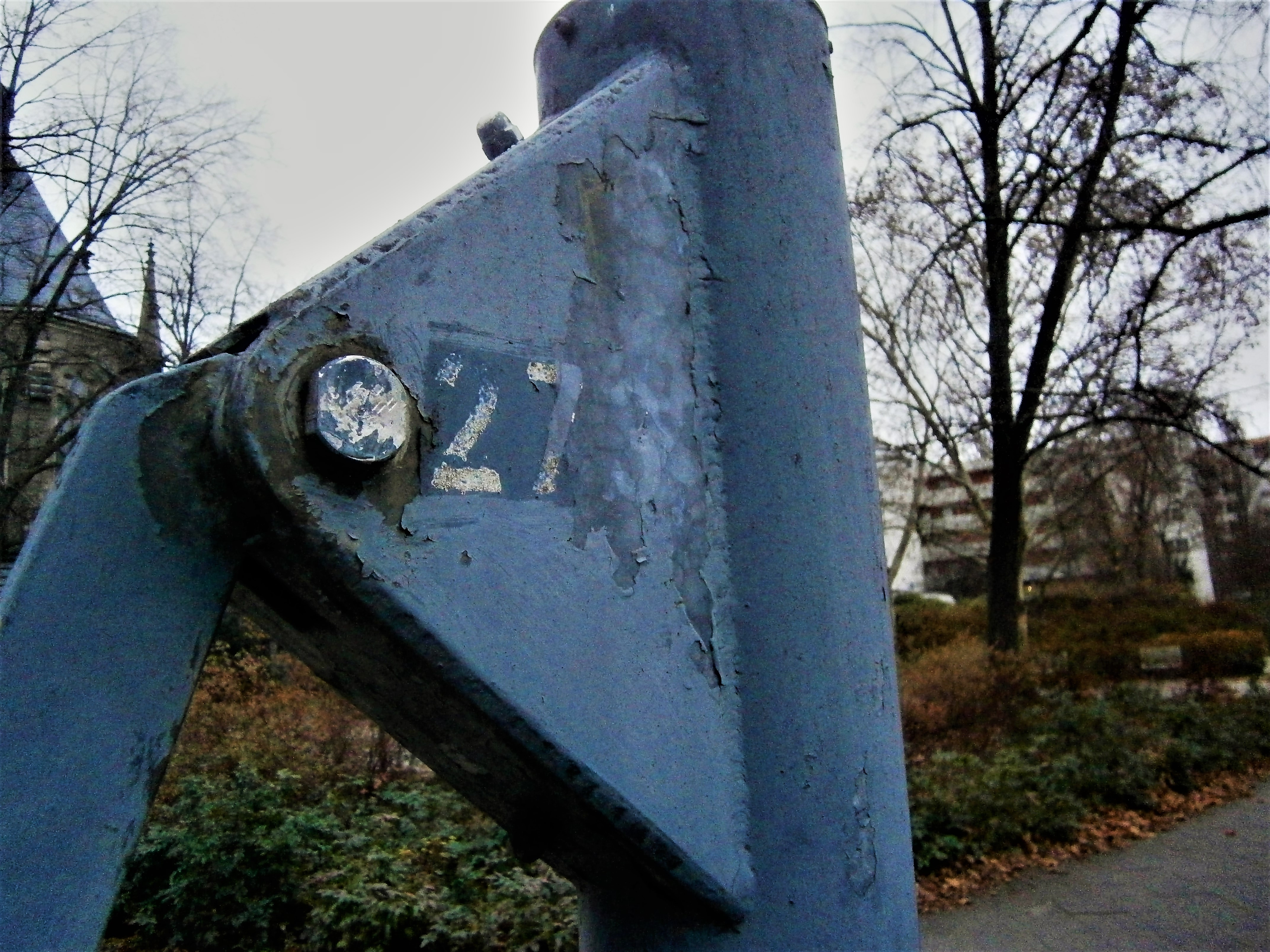
Schwengelansatz Wolfsäule
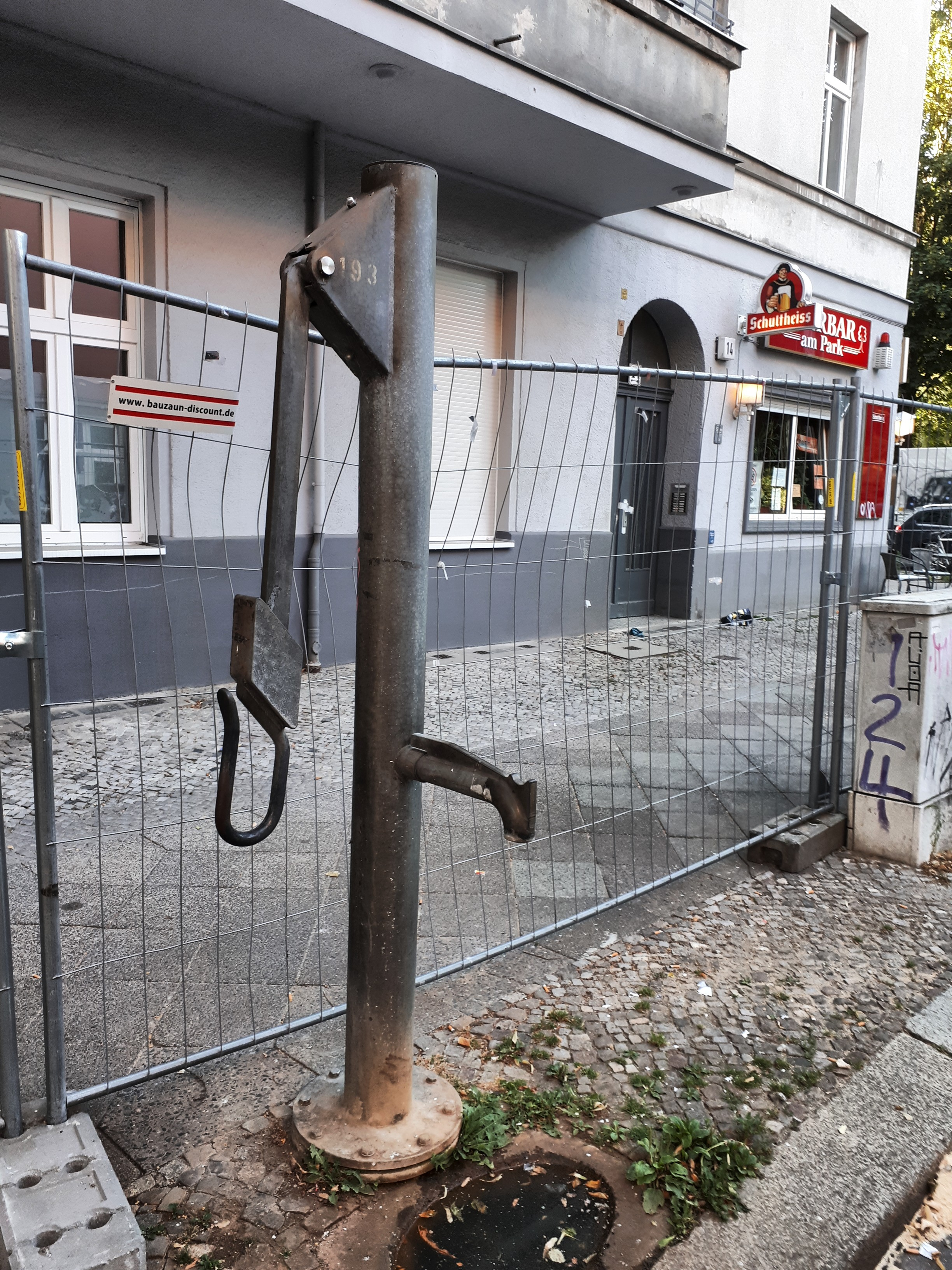
Wolfsäule Auslaufrohr (verstärkt)
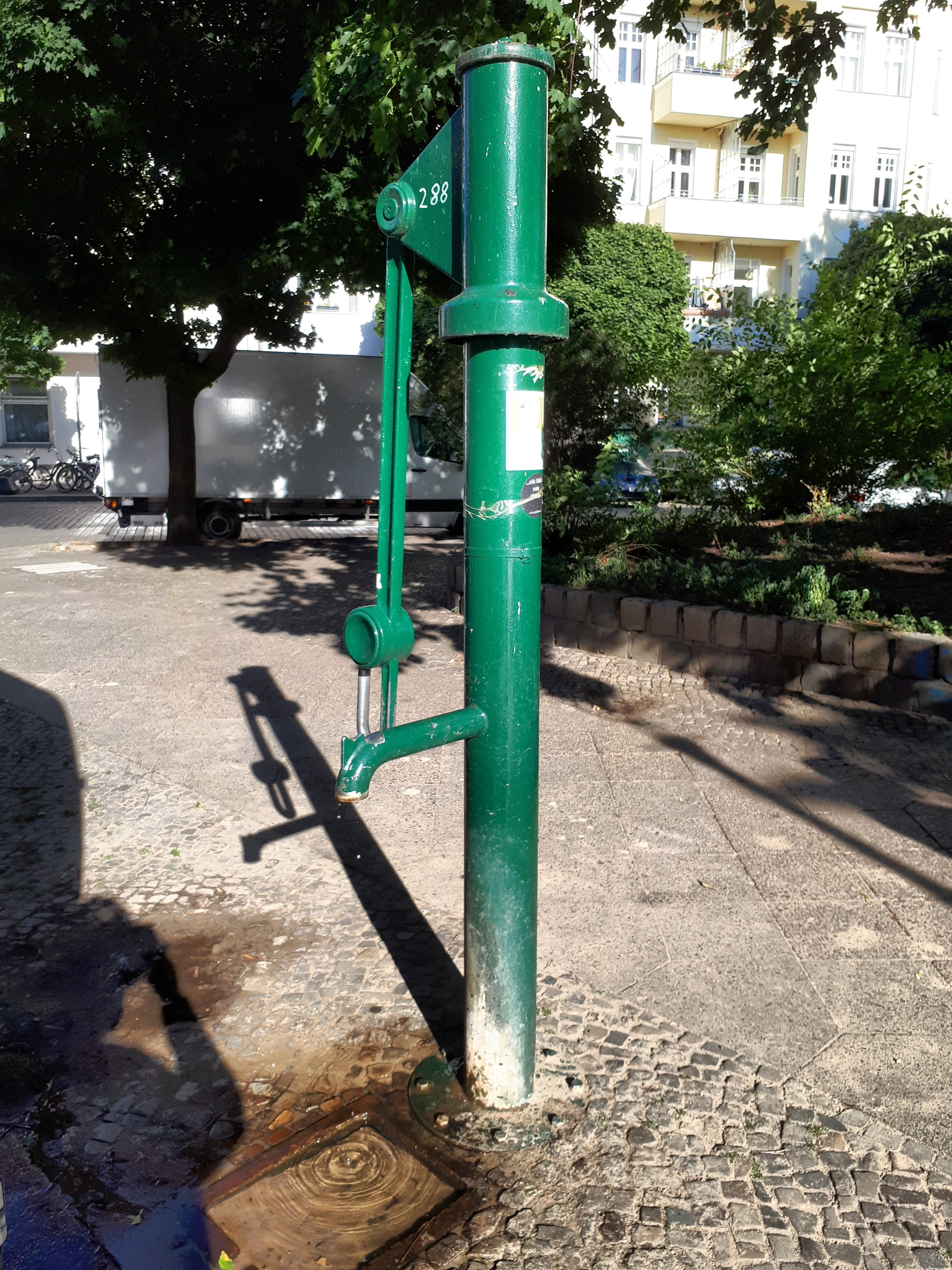
Freyer-Säule
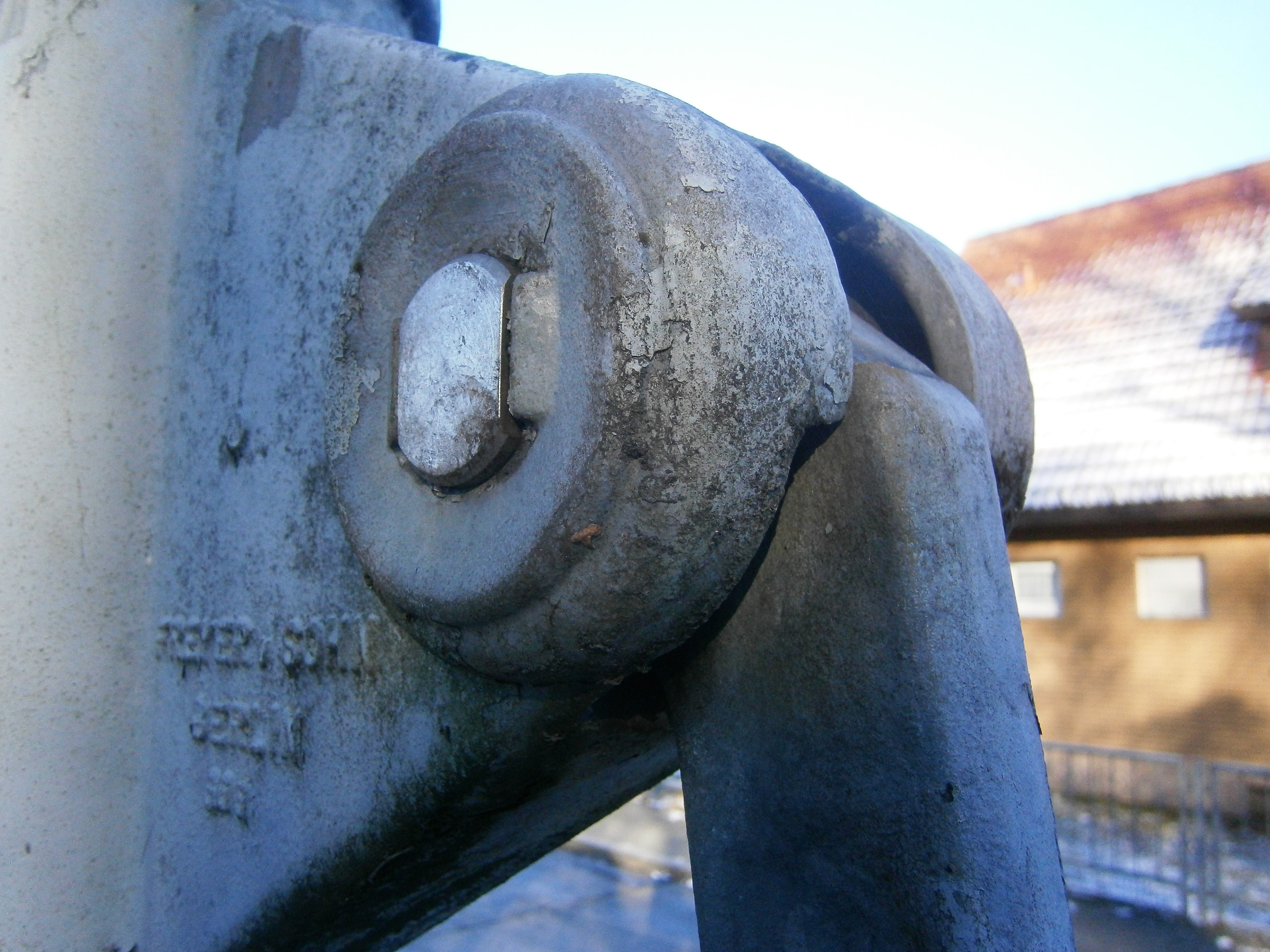
Schwengelansatz Freyer
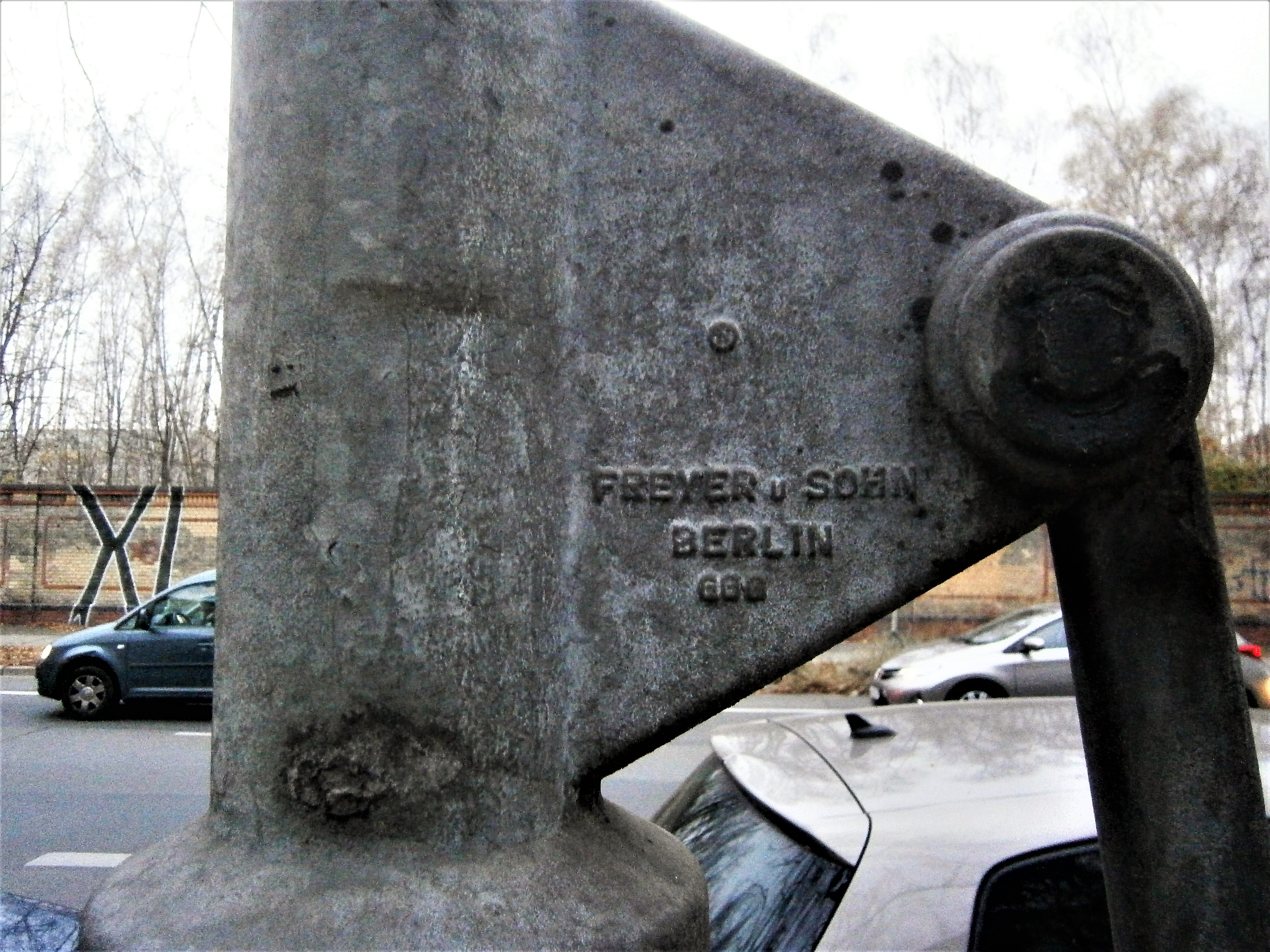
Angabe der Gussfirma

Die Schlüsselnummern an den Säulen wurden vor der Bezirksfusion von 2001 innerhalb der Alt-Bezirke Wedding, Tiergarten und Mitte vergeben. Im (Groß-)Bezirk Mitte verblieb die vorhandene Nummerierung, so treten gleiche Nummern mehrfach auf. Jedoch ist an den beiden in Moabit stehenden Lauchhammerbrunnen Kaiserin-Augusta-Allee und Schliephacke in Lehrter Straße die Zahl 21 aufgetragen. Intern wird die Unterscheidung der Nummern nach den Alt-Bezirken Mi, Tg, Wd genutzt und diese Form bei Überholungen auch am Brunnenkörper aufgetragen. Also Tg 001, Mi 001, Mi 002, Mi 003, Tg 003, Tg 004, Mi 004, wobei die Weddinger und Gesundbrunner Standorte bereits die höheren Zahlen haben.
Die im Bezirk vorhandenen Trinkbrunnen pumpen kein Grundwasser, sondern sind an das öffentliche Trinkwassernetz angeschlossen und sprudeln somit ständig. Sie werden von den Berliner Wasserbetrieben an viel besuchten Orten aufgestellt. Die Aufstellung und auch der Betrieb werden von diesem Unternehmen gesponsert.
Folgende Straßenbrunnen im Bezirk Mitte stehen als Baudenkmal Hydrant unter Denkmalschutz:
- Lauchhammermodell 09030397, Wedding, Malplaquetstraße/Liebenwalder Straße[20]
- Lauchhammermodell 09030419, Gesundbrunnen, Putbusser Straße[21]
- Krausepumpe 09030360, Wedding, Bristolstraße & Oxforder Straße[22]
- Lauchhammermodell 09030396, Wedding, Malplaquetstraße & Utrechter Straße[23]
- Öffentlicher Straßenbrunnen mit Tränkstein 09030344, Gesundbrunnen, Badstraße & Buttmannstraße[24]
- Lauchhammermodell 09030454, Gesundbrunnen, Humboldthain. Im südlichen Humboldthain befindet sich ein öffentlicher Straßenbrunnen mit einer Wasserpumpe des Modells Lauchhammer Nr. 1.

## Notwasserbrunnen im Bezirk

Brunnensäule Französische Straße 9 („ggü.62“) (3. Juli 1945)

In Friedens- und Normalzeiten sind die Brunnen der Katastrophen- und Zivilschutzfälle als öffentliche Zapfstellen durchaus geeignet und zugelassen. In der Beschreibung der folgenden Liste sind markante Umstände zusammengetragen und mit Bildern ergänzt, die nach Ortsteil gegliedert in verschiedener Ansicht auch auf Wikimedia-Commons anzusehen sind. Die Liste ist nach Ortsteilen, Flurabstand des Grundwassers (im Jahr 2009) und der Pumpenform sortierbar. Nicht näher erkennbare oder eindeutige Grundstücksnummern sind in Klammern und teilweise mit vorgesetzten „#“ in der Adresse markiert. Für die Ortsteile des (2001 geschaffenen) Bezirks werden Abkürzungen der LOR-Listen des Statistik-Amtes genutzt. Unter OpenStreetMap besteht als „Berliner Plumpen“ eine Standortübersicht mit den in diesem Projekt zusammengetragenen Werten und Daten, die teilweise für diese Wikipedia-Aufstellung übernommen wurden. Zur gegenseitigen Abstimmung sind die ID der Knoten aufgenommen.
Die in der Brunnen-Liste notierten Fakten wurden 2018 festgestellt. Bei regelmäßigen Beprobungen auf Wasserqualität oder den Komplexkontrollen durch Brunnenbaufirmen und das Bezirksamt können Änderungen entstehen. Im Bedarfsfall ist individuell der zeitgerechte Zustand am jeweiligen Standort festzustellen. Laut Straßen- und Grünflächenamt sind die meisten Straßenbrunnen in Mitte, Wedding und Tiergarten funktionsfähig. Bei der vergangenen (2018) Beprobung der insgesamt 206 Brunnen im Bezirk seien 179 wasserführend gewesen.
Eine aktuelle Standortbestimmung ergibt sich aus der Darstellung der Ergebnisse der Straßenbefahrung, die 2014/2015 vom Senat beauftragt wurde. Digital wurden danach die Straßenmöbel und Ausstattungszustücke ausgewertet und auf Kartenmaterial unter Geoportal des Landesvermessungsamtes dargestellt. Erreichbar ist das Kartenmaterial über den Link des Geoportals. Die für diesen Artikel wichtigen Kartendetails sind mit dem Suchwort „Straßenbefahrung 2014“ erreichbar und mit der entsprechenden Adresse zu suchen. Standorte der Straßenbrunnen sind mit einem blauen Quadrat markiert. Als Untergrund für die Darstellung kann verschiedenes Kartenmaterial ausgewählt werden. Der Überblick über die Standorte von Berliner Straßenbrunnen ist über eine OSM-gestützte Karte im Vergleich der WP-erfassten und der 2014 erfassten Plumpen zu erreichen.
Mitte = Mitte   Moabi = Moabit   Hansa = Hansaviertel   Tierg = Tiergarten   Weddg = Wedding   Gesbr = Gesundbrunnen
| Ortsteil | Kennung | Adresse Lage LOR/Kiez                                               | Form                                      | Flurabstand Jahr | Bild, Anmerkungen |
| -------- | ------- | ------------------------------------------------------------------- | ----------------------------------------- | ---------------- | --- |
| Mitte    | 001     | Schwartzkopffstraße ggü. 8 Lage Invalidenstraße                     | Neue Krause dicke Säule (zweiteilig)      | 04–7 m           | Der Standort (OSM-ID: 1210108226) ist an der Nordecke der Schwartzkopff- mit der Pflugstraße auf dem Randstreifen des Gehwegs. Wasseraustritt und Schwengel liegen quer in Höhe des Vorgartens von Pflugstraße 1. Beim Probepumpen konnte im Mai 2018 ein klarer Wasserstrahl erreicht werden. Der Wasserabfluss gelangt direkt auf die Pflasterfläche rund um den Brunnenkörper und von da zum Fahrbahngerinne. |
| Moabi    | 001     | Arminiusstraße 1 Lage Emdener Straße                                | einteilige Säule (Z)                      | 04–7 m           | Der Brunnen (OSM-ID: 940066698) steht an der Rückseite vom Rathaus Tiergarten am südlichen Gehweg zwischen Bremer und Jonasstraße mittig, gegenüber befindet sich der Eingang der Moabiter Zunfthalle (Arminiusmarkthalle, Arminiusstraße 2). Der Ablauf von Pumpenwasser erfolgt an den Fahrbahnrand. Das Austrittsrohr steckt in einer Hülse am Brunnenständer, es hat einen hornartigen Haken am Rohrbogen. Der Schwerekörper ist ein Zylinder direkt oberhalb vom Handgriff des Schwengels, gedämpft wird der Aufschlag durch eine am Brunnenkörper angeschraubte Hartgummiplatte. Die Achse am Drehpunkt des Schwengels ist von beiden Seiten durch verschraubte Halterungen gegen Herausrutschen gesichert. |
| Mitte    | 002     | Scharnhorststraße 4b Lage Charitéviertel                            | Neue Krause dicke Säule (zweiteilig)      | 04–7 m           | Der Brunnen (OSM-ID: 1157197275) steht vor dem Wohnkarree Am Pankepark auf einem Dreieck neben dem Kinderspielplatz, wo mittlerweile ein Wohnblock (3b, 3c) errichtet ist. Der Pumpenwasserablauf erfolgt auf die Gehwegplatte. Südwestlich befindet sich der Eingang zum Invalidenfriedhof. Der Lauf der Panke, seit der Wiederaufnahme als Südpanke bezeichnet, liegt 150 nordöstlich. Der Berlin-Spandauer Schifffahrtskanal befindet sich 160 Meter nordwestlich. |
| Moabi    | 002     | Agricolastraße 10b Lage Elberfelder Straße                          | Krause                                    | 03–4 m           | Der Brunnen (OSM-ID: 938653721) steht vor dem Haus 10b und wurde 2017/2018 abmontiert und überholt. Im Juni 2018 war der Krause-Brunnenkörper wieder vorhanden und er ist auch in der BA-Liste von 2018 (Agricolastraße 11) aufgenommen. Der Brunnenkörper hat seine Lage auf dem Randstreifen des südöstlichen Gehwegs, dabei läuft das abfließende Wasser direkt auf die Pflasterfläche und über den Bordstein an das Gerinne der Asphaltfahrbahn. Der Standort befindet sich im Spreebogen des Westfälischen Viertels und ist 200 Meter (Hansa-Ufwe) nach Südost und 300 Meter (Wikinger-Ufer) nach Nordwest vom Spreeufer entfernt. Auf dem gegenüberliegenden Grundstück Nr. 23 / Levetzowstraße 11 befand sich das Postamt 212, vorher NW87. |
| Moabi    | 003     | Zinzendorfstraße 15 Lage Elberfelder Straße                         | Borsig Sechseckiger Schaft                | 04–7 m           | Der Brunnen (OSM-ID: 938653725) steht vor der Sporthalle (Nr. 15) der Miriam-Makeba-Schule. Vom Brunnenstandort zur Levetzowstraße (100 Meter) wird der Grundwasserabstand größer und zu Alt-Moabit (100 Meter) geringer. Die Borsigsäule besitzt einen flachen Kegel als oberen Abschluss und das Bezirkswappen. Dem Abfluss dient eine rechteckige Muldenplatte mit Ablaufrinne zur Fahrbahn. |
| Mitte    | 003     | Chausseestraße 33 Lage Invalidenstraße                              | Lauchhammer Typ II                        | 04–7 m           | Der Straßenbrunnen (OSM-ID: 1600066927) im Bezirk Mitte steht vor dem 2010er-Gewerbeneubau (Hotelbau TRYP Berlin-Mitte) Chausseestraße 33 gegenüber der Mündung der Habersaathstraße. Es ist ein Brunnengehäuse der Eisengießerei Lauchhammer vom Ende der 1890er Jahre und steht unter Denkmalschutz. Mit dem Drachenkopf als Verkleidung des Wasseraustritts für diese von Otto Stahn entworfenen Straßenmöbel steht hier ein Model vom Typ II. Die Seiten sind ebenfalls mit kleinen Drachen verziert und am oberen Gehäuseende sind Bänder als Verzierung, sowie gegenüber vom Schwengelansatz ein grimmiges (Geister-)Gesicht eingegossen. Abgeschlossen wird der zylindrische und kannelierte Brunnenschaft mit einem durch (Drachen-)Schuppen bedeckten Kegel, der in einem Pinienzapfen endet. Zum Handschwengel liegt der Wasseraustritt 90° im Gegenuhrzeigersinn. Sein Ablauf fällt in einen Tränkstein mit rechteckiger Mulde und Zulaufbogen. Eingearbeitet ist jener in einem Bordstein, dessen gewölbte Seite zum Brunnen liegt, sodass er zur Straße geradlinig verläuft. Bei der Besichtigung im Januar 2018 vor Ort war die Benutzung durch ein Blechband im Schwengel und um den Brunnenschaft verhindert. |
| Mitte    | 004     | Zinnowitzer Straße 2 Lage Invalidenstraße                           | Lauchhammer Typ I                         | 04–7 m           | Der als Baudenkmal gelistete Straßenbrunnen (OSM-ID: 1433138032) mit Fischkopf und kugeligen Abschlusskegel mit (symbolisierten Seerosen-)Blättern ist nach Entwurf von Otto Stahn als Typ I der Brunnen aus der Kunst- und Glockengießerei Lauchhammer geführt. Der Standort befindet sich vor dem Gewerbeneubau Zinnowitzer Straße 2 vom Ende der 1990er Jahre (Eckhaus mit Chausseestraße 23). Der Notwasserbrunnen steht 40 Meter von der Südostecke Chausseestraße, ihm gegenüber befindet sich die Tordurchfahrt Zinnowitzer Straße 1, um einige Meter versetzt der Eingang für Nummer 2. Der Ablauf von Pumpenwasser gelangt in die ovale Tränksteinmulde in einem Bordstein der seinerseits auf dem Baumrandstreifen der Zinnowitzer Straße liegt. Dessen glatte Seite zur Fahrbahn und die gewölbte zum Brunnen ausgerichtet, liegt er selbst vier Breiten des Kleinpflasters von der Kante des Bordstein der Fahrbahn. Der Pinienzapfen als Krone auf dem Brunnen ist beschädigt und halb abgebrochen. Die beiden Schilde am oberen Kranz mit den steigenden Fröschen gegenüber er Schwengelseite sind unbeschriftet. Die als Zugangsklappe geeignete Oval-Kappe mit Rankenmuster am Fuß des Gehäuses gegenüber der Schwengelseite ist verschraubbar. |
| Moabit   | 004     | Alt-Moabit ggü. 84b Lage Elberfelder Straße                         | Schliephacke Rümmler                      | 02–3 m           | Der Straßenbrunnen (OSM-ID: ) steht im westlichen Teil des Kleinen Tiergartens am Weg neben der Heilandskirche und damit gegenüber dem Haus 84b, das an das Gebäude über dem U-Bahneingang grenzt. Der grün lackierte Brunnenkörper steht auf dem ungepflasterten Rand am Weg der neben der Kirche von Alt-Moabit zur Turmstraße reicht. Der Wasserabfluss geschieht in den Boden des Parks. |
| Moabi    | 005     | Alt-Moabit ggü. 100 Lage Thomasiusstraße                            | Lauchhammer Typ I                         | 04–7 m           | Der Brunnen (OSM-ID: 938653722) steht nördlich am Straßenrand vor dem Kleinen Tiergarten. Der Standort liegt neben einem Straßenbaum auf einer Gehwegfläche zwischen den hier angelegten Schräg-zur-Fahrbahn-Parkflächen. Es existiert kein gesonderter Straßeneinlass, das Wasser unter dem Fischkopf parallel zur Fahrbahn fließt auf das Kleinpflaster. Schutz gegen Anstoß bieten zwei Verkehrsschilder, ein Pfosten und letztlich der Straßenbaum. Auf der gegenüberliegenden Straßenseite befindet sich die Einfahrt zum „Der Spreebogen“ (als Alt-Moabit 100) mit den Gewerbeflächen. Eine Besonderheit ist der am Gehäuse unter dem Handschwengel auf einem Metallblock eingegossene Schriftzug KEIN TRINKWASSER. Auf den oberen Schildflächen ist der Schriftzug „Schoening Berlin“ und gegenüber im Dreieck das „cS“, sowie die Jahreszahl 1978 eingegossen. |
| Mitte    | 005     | Brunnenstraße 36 Lage Arkonaplatz                                   | Lauchhammer Typ II                        | 15–20 m          | Der Brunnen (OSM-ID: 1476098726) steht am Parkstreifen des östlichen Fahrbahnrandes auf dem Baumstreifen vor dem Haus 36, 65 Meter vom Ausgang des U-Bahnhofs Brunnenstraße entfernt. An diesem Brunnen wurde 1945/1946 von einem britischen Offizier die Menschenansammlung bei der Wasserentnahme aufgenommen. Das Lauchhammer-Gehäuse wurde (wenigstens) mit der Platte gegenüber vom Wasseraustritt in Form des Drachenkopfes ausgebessert. Hier ist die Aufschrift „Lauchhammer-Pumpe Typ I“, die Jahreszahlen 1894 (original) und 1987 (saniert) und das Eisengußunternehmen (VEB Kunstschmiede Berlin) eingegossen. Unter dem Austrittsrohr fließt das Wasser in einen ovalen Tränkstein mit Ablaufrinne am Straßenrand. |
| Moabi    | 006     | Bandelstraße 37(zu)38 Lage Lübecker Straße                          | Lauchhammer Typ I                         | 03–5 m           | Der Brunnen (OSM-ID: 940066721) steht an der Westseite der Straße und neben dem Grundstück und dem Bau der Christ Embassy Church (Bandelstraße 40). Der Standort liegt auf einer ausgesparten Fläche zwischen den Parktaschen am Straßenrand. Zum Brunnenfuß seitwärts liegt der Tränkstein zwischen dem Kleinpflaster. Auf den Spiegeln am Brunnenkopf sind das Jahr 1978 und die Firma der erfolgten Rekonstruktion aufgenommen. |
| Mitte    | 006     | Elisabethkirchstraße 21 Lage Invalidenstraße                        | Krause                                    | 5–7 m            | Der Straßenbrunnen Nr. 6 steht an der Rückseite der St. Elisabethkirche (Invalidenstraße 3). Die Pumpe entwässert in einen ovalen Tränkstein mit Überlaufrinne zum Mosaikpflaster, das hier als Parkbucht erweitert, aber durch Poller abgesperrt ist. Die Elisabethkirchstraße führt von der Invalidenstraße um die Kirche und deren Nebengebäude (Nummer 21) zur Ackerstraße. Der Brunnen steht gegenüber der nördlich mündenden Strelitzer Straße. In der BA-Liste von 2018 ist Strelitzer Straße ggü. 1 als Standort vermerkt. |
| Moabi    | 007     | Beusselstraße 8a Lage Zwinglistraße                                 | Lauchhammer Typ I                         | 02–2,5 m         | Der Brunnen (OSM-ID: 778710948) steht vor dem Wohnhaus 8a und 15 Meter gegenüber der Einmündung der Erasmus- und 30 Meter zur einmündenden Zwinglistraße. Der Schwengel liegt in Straßenrichtung, der Wasseraustritt zur Fahrbahn, der Standort im Randstreifen der Straßenbäume. Bis zum Spreeufer an der Kaiserin-Augusta-Allee sind es 200 Meter. |
| Mitte    | 007     | Kastanienallee 43 Lage Arkonaplatz                                  | Lauchhammer Typ II                        | 15–20 m          | Der Brunnen (OSM-ID: 778710948) steht auf dem Baumstreifen zwischen Gehweg und Fahrbahn. Der Brunnen steht vor einer Gaststätte mit Straßenbetrieb direkt am Rand der Bordsteine, dadurch liegt die geschwungene Seite des Tränksteins mit ovaler Mulde zur Fahrbahn. |
| Moabi    | 008     | Birkenstraße 71 Lage Lübecker Straße                                | Schliephacke Rümmler                      | 04–7 m           | Der Straßenbrunnen Nummer 8 (OSM-ID: 940066692) in Moabit steht auf dem Baumstreifen der Birkenstraße, Vorplatz am Haus Birkenstraße 71. Von der spitzwinkligen Südostecke mit der Wilsnacker Straße liegt der Brunnen zehn Meter entfernt. Die durchgehend grün lackierte Pumpe steht parallel zum Straßenrand zwischen Kleinpflaster. Der Wasserablauf erfolgt über den Bordstein ins Straßengerinne. |
| Mitte    | 008     | Schlegelstraße 11 Lage Invalidenstraße                              | Krause                                    | 04–7 m           | Der Brunnen steht in der Schlegelstraße an der Kreuzung Eichendorffstraße am südlichen Bürgersteig, das südwestliche Eckhaus vor dessen Rand der Brunnen steht ist als Eichendorffstraße 17 notiert. Schräg über die Kreuzung (Nordost) befindet sich ein Spielplatz mit dem „Planschbecken am Nordbahnhof“ auf einer durch Kriegsschäden entstandenen und ruinenberäumten Freifläche. Am Brunnenkörper der Krausepumpe fehlt der Vermerk der Sanierung im Jahr 1978, wegen des gewölbten Bordsteins als Tränkstein mit seitlicher Ausflussrinne könnte dieser Standort bereits seit den 1900er Jahren existieren. Noch 2008 stand hier ein Lauchhammerbrunnen. |
| Moabi    | 009     | Essener Straße 22 Lage Elberfelder Straße                           | einteilige Säule Wolf 2                   | 03–4 m           | Der Brunnen (OSM-ID: 938653723) steht an der Südseite der Essener Straße östlich der Bochumer Straße. Nach der Ansicht in StreetView stand bis 2010 an diesem Ort noch eine Schliephackepumpe, die offensichtlich seither durch ein Wolf-System ersetzt wurde. Am Standort liegt im Bordstein ein (ovaler) Muldenstein mit Abflussrinne direkt auf den Fahrbahnrand. Allerdings reicht der Wasseraustritt am Rohrbogen nicht über diesen Stein, auch ist um den Brunnenständer im Randstreifen des Gehwegs eine Änderung der Kleinpflasterung zu sehen. Der Handschwengel ließ sich bewegen und Wasser floss. |
| Mitte    | 009     | Borsigstraße 28 Lage Invalidenstraße                                | Krause                                    | 04–7 m           | Der Brunnen (OSM-ID: 1161503001) steht am westlichen Straßenrand vor dem Restaurant mit Vorgarten am Eckhaus 28 / Tieckstraße 13. Der Wasseraustritt endet über einem Tränkstein, dessen geschwungene Seite mit einer Abflussrinne zur Fahrbahn reicht, der Brunnen selbst steht im Pflaster des Pflasterstreifens am Gehsteigrand. |
| Moabi    | 010     | Calvinstraße 9 Lage Thomasiusstraße                                 | FSH-L                                     | 04–7 m           | Der Straßenbrunnen (OSM-ID: 938653713) steht an der Westseite der Calvinstraße. Die grünlackierte Pumpe hat den Schwengel parallel zum Bürgersteig und den Wasseraustritt zur Fahrbahn. Der Ablauf von Pumpwasser fällt in einen Tränkbordstein mit ovaler Mulde, wobei die glatte Seite in der Bordsteinkante liegt. Die gewölbte Seite zum Brunnen liegt im Randstreifen des Gehwegs. Die FSH-L-Pumpe wurde im Jahr 2020 aufgestellt und ersetzte eine Rümmler-Pumpe. |
| Mitte    | 010     | Torstraße (#196) / Ecke Tucholskystraße Lage Invalidenstraße        | Neue Krause dicke Säule (zweiteilig)      | 04–7 m           | Der Straßenbrunnen (OSM-ID: 1389419229) steht in der Torstraße Südseite zur Ecke Tucholskystraße. Das sechsgeschossige Plattenbauhaus ist deutlich mit „196“ bezeichnet, jedoch neben dem Eckhaus zu Tucholskystraße 51 mit Torstraße 204 adressiert. Ein Blechschild zur Straßenseite enthält den Hinweis „Kein Trinkwasser“ in zwei Sprachen. Der Standort der Pumpe 20 Meter von der Straßenecke befindet sich mit dem runden, halboffenen Ablaufrost auf einem leicht erhöhten Betonsockel. Die Fläche darum ist in der zwei Meter breiten Heckenzone am Straßenrand ausgespart, entsprechend ist das sonst durchgehende niedrige Schutzgeländer unterbrochen. |
| Tierg    | 011     | Derfflingerstraße 5 Lage Lützowstraße                               | Borsig Sechseckiger Schaft                | 03–4 m           | Die um 2012/2013 aufgestellte Borsig-Säule ersetzt den noch 2008 hier vorhandenen Schliephackebrunnen. Die Brunnensäule wurde (wohl) auf dem gleichen Sockelrohr, der gleichen Quellbohrung aufgestellt. Der Wasserabfluss erfolgt weiterhin über das Pflaster des Randstreifens am Gehweg und den Bordstein zur Regenentwässerung. Der Stand an der westlichen Straßenseite befindet sich an der Ecke nahe zum Französischen Gymnasium (Grundstück Derfflingerstraße 6–11). Der Brunnen ist im Eigentum des Landes Berlin. |
| Mitte    | 011     | Zehdenicker Straße 16 Lage Arkonaplatz                              | FSH-L dreiteilige Säule                   | 07–10 m          | Der Brunnen steht 100 Meter vom Weinbergsweg am südlichen Gehsteig, genau genommen bereits vor dem Gebäude Nummer 17. Auf diesem Grundstück steht das John-Lennon-Gymnasium mit 70 Meter Straßenfront als Baudenkmal. Auch das Wohnhaus Nummer 16 ist denkmalgeschützt, ebenso wie weitere Mietshäuser und Anlagen. Nach der aktuellen FSH-Form wurde die Brunnensäule in den 1990er Jahren gesetzt, der im Bordstein integrierte Tränkstein als Wasserauffang unter dem Austrittsrohr legt einen vorhergehenden in historischer Gestalt nahe. Austritt und Schwengel stehen parallel zum Bordstein, der betriebsbereite Brunnen wird von den Anwohnern regelmäßig bepumpt. Der Austritt ist am Ansatz einer langen Hülse angeflanscht. Die Bezirksgrenze zu Pankow liegt 200 Meter nach Osten an der Choriner Straße, die Zehdenicker Straße setzt sich dort fort. |
| Moabi    | 012     | Dortmunder Straße 9a Lage Elberfelder Straße                        | Krause                                    | 04–7 m           | Der Brunnen (OSM-ID: 938653719) steht östlich der Mündung der Dortmunder von der Elberfelder Straße auf dem Baumstreifen am Gehweg. Der zur Fahrbahn gerichtete Austritt endet über einer Bordsteinplatte mit Zuflussaussparung und Abflussrinne, zum Straßengerinne gerade geformt. |
| Mitte    | 012     | Linienstraße ggü. 133 Lage Oranienburger Straße                     | Krause                                    | 03–4 m           | Der Brunnen (OSM-ID: 960944165) steht im Zuge der Linienstraße vor dem Wohnhaus 133. Zur Oranienburger Straße bildet die Häuserfront einen dreieckigen Platz der mit der Spitze westlich an der Friedrichstraße liegt, die Pumpe befindet sich auf dieser Bürgersteigfläche. Der Brunnen befindet sich direkt am Bordstein und entwässert in einen daneben liegenden runden Straßeneinlass. An dieser Stelle stand bereits vor 1890 ein Kastenbrunnen auf dem „Wochenmarkt am Oranienburger Tor“. |
| Moabi    | 013     | Emdener Straße 32 Lage Emdener Straße                               | einteilige Säule Wolf 2                   | 5–7 m            | Der Brunnen (OSM-ID: 940066701) steht vor dem Eckhaus Emdener Straße 32 (Südwest-Ecke Siemensstraße), auf einer die Verkehrsfläche beschränkenden Pflasterfläche vor dem Bordstein am eigentlichen Bürgersteig. Über die Siemensstraße hinweg liegt ein Großmarkt. Noch 2008 stand hier eine Schwengelpumpe der Serie Neue Krause (dicke zweiteilige Säule) mit Austritt und Handhebel parallel zur Fahrbahn und zudem etwa 25 Meter weiter in die Emdener Straße hinein, jedoch auf der gleichen Straßenseite (Hausnummer 33). |
| Mitte    | 013     | Koppenplatz 13 Lage Oranienburger Straße                            | Krause                                    | 04–7 m           | Der Straßenbrunnen (OSM-ID: 833111836) steht vor der Apotheke Am Koppenplatz. Der Wasserablauf entwässert in einen rechteckigen Tränkbordstein und per Überlaufrille direkt über den Bordstein. Das Schild „Kein Trinkwasser“ befindet sich am Pumpenkörper an der Seite des Pumpschwengels. |
| Moabi    | 014     | Emdener Straße 9 Lage Emdener Straße                                | Lauchhammer Typ II                        | 04–7 m           | Der Straßenbrunnen Nr. 14 (OSM-ID: 940066697) steht in der Emdener Straße Ecke Waldenserstraße in Moabit. Mit einem Drachenkopf als Wasseraustritt und dem Abschlusskegel mit Drachenschuppen ist er als Lauchhammer-Brunnen Typ II gekennzeichnet. Der Handschwengel liegt parallel zum Gehweg der Waldenserstraße, der Auslauf fällt quer dazu in einen ovalen Tränkstein, der in den Rinnstein entwässert. Das überlaufende Wasser tritt aus der Rinne und fließt in die Straßenentwässerung. Einen gesonderten Abflussrost gibt es nicht. Die als Anwohnsterstraße verengte Breite wurde für Parkbuchten genutzt, in deren Breite steht die Pumpe auf dem Mosaikpflaster. |
| Mitte    | 014     | Alte Schönhauser Straße ggü. 7/8 Lage Oranienburger Straße          | Neue Krause dicke Säule (zweiteilig)      | 04–7 m           | Der Brunnen steht am Westrand vom Schendelpark und somit am östlichen Bürgersteig der Alten Schönhauser Straße (Grundstück 54). Der Park zwischen Alter Schönhauser, Linien-, Max-Beer-Straße (vormals Dragoner Straße) und Schendelgasse entstand auf Grundstücken, deren Gebäude im Zweiten Weltkrieg zerstört wurden. Der Brunnenkörper steht nahe am Bordstein parallel zu diesem. Unter dem Austrittsrohr ist der Straßeneinlass im Kleinpflasterstreifen eingelassen. Ein Hinweis „Kein Trinkwasser“ befindet sich nicht am Brunnen, dafür sind mehrere (Werbe-)Aufkleber angebracht. |
| Moabi    | 015     | Erasmusstraße 15 Lage Beusselkiez                                   | Freyer Säule mit Kopfaufsatz              | 02–3 m           | Der Brunnen (OSM-ID: 940066727) steht an der südlichen Straßenseite versetzt zum Wohnhaus 16 und an der Zufahrt in das benachbarte Gewerbegrundstück, insbesondere der Firma Reo Elektronik (Erasmusstraße 14). Der Standort ist 60 Meter von der westlicheren Reuchlinstraße entfernt. Der Wasserabfluss erfolgt über das Kleinpflaster. |
| Mitte    | 015     | Reichstagufer (#9) vor Wilhelmstraße 67a Lage Unter den Linden Nord | Neue Krause dicke Säule (zweiteilig)      | 04–7 m           | Der Brunnen (OSM-ID: 1859228114) steht am Reichstagufer 40 Meter östlich der Marschallbrücke vor dem Gebäude des ARD-Hauptstadtstudios mit der Adresse Wilhelmstraße 67a. Die Spree liegt an dieser Stelle (kanalisiert) am Reichstagufer dem ARD-Gebäude gegenüber. Der Wasserabfluss erfolgt über das Kleinpflaster des Bürgersteigs. |
| Moabi    | 016     | Eyke-von-Repkow-Platz ggü. 2 Lage Elberfelder Straße                | Schliephacke Rümmler                      | 03–4 m           | Der Brunnen (OSM-ID: 938653716) steht auf dem nordöstlichen Parkteil zwischen Wullenweber- und Till-Wardenberg-Straße, gegenüber vom Haus Nummer 2. Das Haus Christophorus wird vom Verein Gemeinschaftshilfe und Altersheim-Berlin e. V. betrieben. |
| Mitte    | 016     | Keibelstraße vor 37 Lage Alexanderplatzviertel                      | Krause                                    | 04–7 m           | In der Keibelstraße steht der Brunnen auf dem östlichen Bürgersteig der Keibelstraße 15 Meter von der Kreuzung Wadzeckstraße zwischen den Gehwegplatten. Der Ablauf aus dem Rohr, das gegenüber vom Schwengel parallel zum Straßenlauf liegt, erfolgt über diese Platten zum Straßengerinne. Eine rostigbraune Färbung spricht für die aktive Nutzung des Brunnenstandortes. Über die Wadzeckstraße hinweg steht das Polizeipräsidium (Polizeiabschnitt 32, Zentrale Service Einheit II, Keibelstraße 36, dazu Senatsverwaltung für Bildung, Jugend und Wissenschaft). Am Brunnenstandort schließt das 1970 erbaute Wohnhaus (QP 71, Zehngeschosser) Nummer 37 an, dessen Eingang von der Hofseite erfolgt. Die über die Kreuzung hinweg stehenden Neubauten Alex-Wedding-Straße 1–7 (Wohnquartier am Alexanderplatz) ersetzten Mitte der 2010er Jahre das vorherige Parkhaus gegenüber vom Polizeipräsidium. |
| Mitte    | 017     | Berolina-/Mollstraße Lage Karl-Marx-Allee                           | Neue Krause dicke Säule (zweiteilig)      | 04–7 m           | Der Brunnen steht an der Ostseite der Mollstraße, die hier mit einem Seitenast ab der Berolinastraße mündet. Das an dieser Straßenecke anliegende Grundstück Berolinastraße 8 gehört der Charlotte-Pfeffer-Schule (vorher Egon-Schulz-Oberschule, dann Arno-Fuchs-Schule). Die Fußplatte des Brunnenkörpers steht zusammen mit dem Straßeneinlass auf einem Betonaufguss zwischen den Gehwegplatten. Bis zur Stadtumgestaltung (hier Mitte der 1960er Jahre, östlich vom Alex) verlief die Landsberger Straße zwischen Alexanderplatz und Büschingplatz, sie kreuzte den Straßenlauf nördlich vom Brunnenstandort und Schulgelände. Die westlich vom Brunnen liegende (unbebaute) Grünfläche ist ein Rest der alten Straßenführung. Hinweis auf Google Earth Pro: Stichwort: Schwengelpumpe, Berolinastraße, Berlin. Der Brunnen wurde (wohl) in den 1990er Jahren gesetzt. |
| Hansa    | 017     | Flensburger Straße 2 Lage Hansaviertel                              | Schliephacke                              | 03–4 m           | Der Brunnen (OSM-ID: 938653717) steht an der Flensburger Straße gegenüber vom Stadtbahnbogen 415. Der Standort an der Nordseite der Straße liegt mittig zwischen Claudiusstraße und Bartningallee, an letzterer liegt der Bahnhof Berlin Bellevue. Zur Spree am Holsteiner Ufer (Moabiter Brücke) sind es 160 Meter. Unweit vom Brunnen an der Bartningallee befindet sich der S-Bahnhof Bellevue. Der Ablauf der Pumpe fließt ohne weitere Einrichtung über das Kleinpflaster ab. Schwengel und gegenüberliegendes Austrittsrohr stehen parallel zur Fahrbahn. |
| Moabi    | 018     | Huttenstraße 26 Lage Huttenkiez                                     | FSH-L dreiteilige Säule                   | 04–7 m           | Der Brunnen (OSM-ID: 940066695) steht am Straßenrand vor dem Wohnhaus 26a/26b an der östlichen Ecke zur Ufnaustraße. Auf dem verbreiterten Gehweg steht der Brunnen zwischen zwei Straßenbäumen. Unter dem Austritt liegt eine Charlottenburger Platte. Das Wasserrohr ist am Ansatz der langen Manschette angeschraubt. An dieser Stelle stand noch im Oktober 2009 ein Lauchhammerbrunnen Typ II am Bordstein des breiten Bürgersteigs. |
| Mitte    | 018     | Schillingstraße (Magazinstraße) Lage Karl-Marx-Allee                | FSH-L dreiteilige Säule                   | 03–4 m           | Der Brunnen steht auf einem Randstreifen des östlichen Gehsteigs der Schillingstraße zwischen Bordstein und Hochbeetbegrünung im Zug der Baumflucht. Die Straße dient hier als Parken quer zur Fahrbahn. Der Standort befindet sich gegenüber der Mündung der Magazinstraße (Landespolizeiverwaltungsamt, Nummer 5). An der Brunnenseite in der angrenzenden Schillingstraße 12 befindet sich ein Ambulatorium. Der Fußflansch des Brunnens mit dem Frosthahn ist über einen Zwischenring auf dem Rohrsockel verschraubt. Der Wasseraustritt an länger Hülse liegt gegenüber vom Schwengel, unter diesem der gesonderte Straßeneinlass. Die Gebäude der Magazinstraße wurden in den 1950er Jahren nach Beseitigung von Kriegsschäden neu genutzt. Die Bebauung an der Schillingstraße entstand im Zusammenhang mit dem Bau der Stalinallee. Der Standort des Brunnens lag vor der Umstrukturierung an der Südostecke Schillingstraße mit Blankenfeldstraße, wobei hier Totalschäden an der Vorkriegsbebauung 1945 verblieben. |
| Mitte    | 019     | Neue Blumenstraße ggü. 1 Lage Karl-Marx-Allee                       | Neue Krause dicke Säule (zweiteilig)      | 03–4 m           | Der Brunnen steht an der Nordwestecke von Neue Blumen- mit Singerstraße am westlichen Gehsteigrand (Straßenlauf mit Parkordnung: Quer zur Fahrbahn) an einer kleinen Grünfläche vor der Stirnseite des Wohnblocks Singerstraße 118(–121). Die Fußplatte des Brunnenkörpers ist zusammen mit dem Straßeneinlass auf einem Betonrechteck zwischen den Gehwegplatten verschraubt. Wie im Bezirk Friedrichshain-Kreuzberg ist an diesem Brunnenkörper oberhalb des dicken Rohrteils ein zweisprachiger Hinweis auf „Kein Trinkwasser“ angebracht. Der Brunnen wurde (wohl)um 2000 aufgestellt. Bei der Nachkriegsbebauung in den 1950er Jahren (Stalinallee, südöstlich vom Alex) wurde der alte Verlauf der Blumenstraße aufgegeben, so befindet sich der Standort an der ursprünglichen Nordseite der Blumenstraße auf dem (aufgehobenen) hinteren Grundstück Nummer 88. |
| Mitte    | 020     | Ifflandstraße ggü. 12 Lage Karl-Marx-Allee                          | einteilige Säule (Wed)                    | 03–4 m           | Die Ifflandstraße ist im Vorkriegsverlauf (zwischen Blumen- und Wallnertheaterstraße) als Straßenlauf noch erhalten und von den Umgestaltungen der 1950er und 1970er Jahre unbeeinflusst. So stehen noch Schulgebäude (Ifflandstraße 9/11) von 1910, die anderen Bauten sind von 1960. Das Gelände an der Westseite der Ifflandstraße (südlich vom Wohnblock 1–4) blieb städtebaulich bis zum Wohnblock Holzmarktstraße 56–65 zunächst unbeachtet, als Grünfläche und Parkplätze genutzt. Der Brunnen steht an der Westseite des südlichen Straßenendes wo sich bis Ende der 2010er Jahre die Parkplätze lagen. Der Brunnenkörper als einteilige Wolfsäule besitzt einen Wasseraustritt, der von oben mit einem Stahlstreifen verstärkt den Exemplaren in Wedding entspricht. Ergänzt wird dies durch den Rhombenkörper am Handgriff des Schwengels, der an einem geraden Vierkantstab zur Dreieckabdeckung am Schwengelhaken führt. Für den Wasserablauf liegt eine Viereckplatte mit Mulde darunter. Die Aufstellung erfolgte (wohl) Mitte der 1990er Jahre. Das vom Gesundheitsamt vergebene „Kein Trinkwasser“-Schild ist zweisprachig. Bei der Aufnahme des Standortes im Frühjahr 2019 wurden die genannten Parkplätze für die Bebauung ausgehoben. Das Gebäude Ifflandstraße 12 gegenüber vom Brunnen wurde statt des Vorgängerbaus 2005 neu gebaut und wird von „Casino Mitte“ im Verbund von „Mosaik für Behinderte“ genutzt. |
| Moabi    | 020     | Jagowstraße 18 Lage Elberfelder Straße                              | Lauchhammer Typ II                        | 03–4 m           | Der Brunnen (OSM-ID: 938653733) steht am Straßenrand vor dem Altbauhaus Jagowstraße 18. Für den Wasserablauf liegt ein in den Bordstein eingearbeiteter Tränkstein mit ovaler Mulde und Ausflussrinne. Die Pumpe ist erst vor Kurzem restauriert worden und befindet sich (Juni 2018) in einem sehr schönen Zustand. Der Standort liegt zwischen Alt-Moabit und Levetzowstraße. |
| Weddg    | 020     | Willdenowstraße 21 Lage Sparrplatz                                  | <abgebaut>                                | 04–7 m           | Die Wolfsäule mit einem Rautenkörper am Handgriff (OSM-ID: 2225887779) stand zwischen Lynar- und Burgsdorfstraße am Straßenrand vor dem Haus 21 der Willdenowstraße. Im März 2013 stand die Säule mit einer Muldenplatte noch auf dem gepflasterten Randstreifen des Bürgersteigs, auch bei der Senatsbefahrung 2015 wurde dieser noch digital erfasst. In der ersten Hälfte der 2010er Jahre wurde sie ersatzlos abgebaut, das Brunnenrohr wurde (wohl) verfüllt und geschlossen. Der Standort ist in der Antwort-Liste zur Abgeordnetenhausanfrage mit „Brunnen Willdenowstraße 20“ (PLZ 13353) angegeben. Der Standort ist im Eigentum des Landes Berlin. |
| Moabi    | 021     | Kaiserin-Augusta-Allee 16–24 Lage Huttenkiez                        | Lauchhammer Typ I                         | 03–4 m           | Der Straßenbrunnen Nr. 21 (OSM-ID: 940066707) steht an der Kaiserin-Augusta-Allee 16–24 vor einem Gewerbeneubau. Die Pumpe steht auf einer Kleinpflasterfläche, die um PKW-Länge für ein Querparken in der Kaiserin-Augusta-Allee benötigt wurde. Der Wasseraustritt in Form eines Fischkopfs liegt zur Straßenseite, ohne Ablaufrost fließt das Pumpenwasser über den Bordstein ab. Am Gehäusefuß ist gegenüber dem Pumpenschwengel eine ovale ausgeformte Zugangsklappe, deren Verschluss wiederum von einer Muschel abgedeckt ist. An der Rückseite ist ein zweisprachiges Schild „Kein Trinkwasser“ angebracht. |
| Mitte    | 021     | Fischerinsel zw. 1 und 2 Lage Heine-Viertel West                    | Neue Krause dicke Säule (zweiteilig)      | 03–4 m           | Fischerinsel ist der (Neubau-)Kiez zwischen Spree und Spreekanal östlich vom Mühlendamm, als Straße (historisch: Roßstraße) die Verbindung zwischen Breite Straße/Mühlendamm und Neue Roßstraßenbrücke (Neue Roßstraße). Der Brunnen steht im Norden zwischen den beiden Doppel-Wohnhochhäusern 1 und 2 innerhalb eines kleinen Parkstreufens am Gehweg zwischen den Häusern. Die Grundplatte der Neuen Krause ist mit vier Schrauben auf dem Sockelrohr angeflanscht. Einschließlich des Straßeneinlasses ist diese auf einem Betonviereck aufgebracht. Von Anwohnern ist eine Wanne auf dem Straßeneinlass gestellt, so ist beispielsweise eine Vogeltränke möglich. Schwengel und Wasserausritt liegen sich gegenüber, der Hinweis „Kein Trinkwasser“ ist zweisprachig. Nach Osten und am Rand der Zufahrtstraße befinden sich Parkplätze, vom Brunnen durch Strauchwerk getrennt. Nach der historischen Grundstücksaufteilung 50 Meter vom Spreeufer (nahe der Mühlendammschleuse) befindet sich der Standort zwischen den bestehenden Wohnhochhäusern am rückwärtigen Teil An der Fischerbrücke 4 im Bereich des linken Hinterhauses. |
| Mitte    | 022     | Fischerinsel zw. 9 und 10 Lage Heine-Viertel West                   | Neue Krause dicke Säule (zweiteilig)      | 04–7 m           | Fischerinsel ist der (Neubau-)Kiez zwischen Spree und Spreekanal (Kupfergraben) östlich vom Mühlendamm, als Straße (historisch: Roßstraße) die Verbindung zwischen Breite Straße/Mühlendamm und Neue Roßstraßenbrücke (Neue Roßstraße). Der Brunnen steht im Süden (zwischen Getrauden- und Neue Gertraudenbrücke) zwischen den beiden Doppel-Wohnhochhäusern 9 und 10 innerhalb eines kleinen Parks an der Zufahrtsstraße hinter der Schwimmhalle Fischerinsel 11. Die Grundplatte der Neuen Krause ist mit vier Schrauben auf dem Sockelrohr angeflanscht. Einschließlich des Straßeneinlasses ist diese auf einem etwa fünf Zentimeter erhöhten Betonviereck aufgebracht.Schwengel und Wasserausritt liegen sich gegenüber parallel zur Straße, der Hinweis „Kein Trinkwasser“ ist zweisprachig. Nach der historischen Grundstücksaufteilung 45 Meter vom Spreekanal befindet sich der Standort zwischen den bestehenden Wohnhochhäusern. Altbauhäuser bis um 1970 unter Grünstraße 6 (vormals linker Seitenflügel Nummer 6). |
| Tierg    | 022     | Keithstraße 29 Lage Stülerstraße                                    | einteilige Säule Wolf 2                   | 04–7 m           | Der Brunnen steht am westlichen Gehsteig im Kleinpflasterrand. Zum Brunnen gehört ein eigener Straßeneinlass seitwärts am Fußflansch. Die Wolfsäule steht mindestens seit 2017 hier, noch 2008 befand sich an dieser Stelle ein Brunnen vom Typ „Neue Krause“ zweiteilig und mit dem dickeren unteren Schaft. Nach Augenschein wurde der Standort dabei (wohl) um 20 Meter in Richtung Kurfürstenstraße versetzt und für den Ablauf der Straßeneinlass gesetzt. Gegenüber vom Brunnen befindet sich die Landespolizeidirektion (Außenstelle) als „LKA 1“ in Keithstraße 28/30. Im Übrigen verläuft die Kurfürstenstraße 75 Meter nach Süden und an deren südlichem Straßenrand liegt die Bezirksgrenze von Tempelhof-Schöneberg (Ortsteil Schöneberg) |
| Mitte    | 024     | Annenstraße zw. 2 und 3 Lage Heine-Viertel Ost                      | Neue Krause dicke Säule (zweiteilig)      | 02–3 m           | Der Brunnen steht östlich der Kaufhalle (Annenstraße 4a, Ecke Heinrich-Heine-Straße) abseits zwischen einer Anlage neben einem Abstellplatz für Recyclingtonnen der umgebenden Wohnhäuser. Der Brunnen war im Frühjahr 2019 nicht betriebsbereit, der Bolzen zum Schwengel war verrutscht und der Schwengelarm hing unbenutzbar daneben, allerdings noch mit dem Haken am Gestänge des Kolbens verbunden. Der Standort liegt zwischen dem WBS 70/11-Wohnblock Annenstraße 2 (mit 1) und der Stirnseite von Annenstraße 3, die beiden Wohnblöcke, einschließlich jener zur Schmidstraße hin, wurden 1976 auf ruinenberämtem Gelände errichtet. Die Zufahrtstraße beginnt gegenüber der Alt-Lutherischen Kapelle (Annenstraße 53, daneben Heinrich-Heine-Platz, zuvor Kaiser-Franz-Grenadier-Platz). Der Brunnenfuß des erweiterten Brunnenkörperunterteils liegt mit dem Straßeneinlass auf einer Betonplatte ungünstig für die Nutzung neben einem Baum und unmittelbar am Zaun des Recyclingplatzes. Entsprechend der Lage wurde der Brunnen wohl Ende der 1960er Jahre aufgestellt. Das Hinweis-Schild „Kein Trinkwasser“ ist nicht zweisprachig. |
| Moabi    | 027     | Lehrter Straße 55 Lage Stephankiez                                  | Schliephacke Rümmler                      | 04–7 m           | Der Moabiter Brunnen 21 (OSM-ID: 940066704) steht in der Lehrter Straße. Unter dem Wasseraustritt liegt eine glatte Platte im Pflastermosaik. Die Gebäude schräg gegenüber wurden zu Gunsten eines Spielplatzes (Grundstück 31) beräumt auf 35 steht die Kulturfabrik. Der Standort ist in der Antwort-Liste zur Abgeordnetenhausanfrage mit „Brunnen Lehrter Straße 55“ (PLZ 10557) angegeben. Der Brunnen ist im Eigentum des Landes Berlin. |
| Tierg    | 023     | Kurfürstenstraße vor 50 (Parkplatz) Lage Lützowstraße               | Schliephacke Rümmler                      | 03–4 m           | Der Brunnen (OSM-ID: 2159605295) steht am Straßenrand vor dem Parkplatz am Häuserblock Kurfürstenstraße 48/49/50. Er steht mit dem Straßenland im Ortsteil Tiergarten, die gegenüberliegenden Grundstücke gehören zum Bezirk Tempelhof-Schöneberg, Ortsteil Schöneberg. Zur Ecke Genthiner Straße sind es 40 Meter. Für den Wasserablauf liegt eine Platte unter dem Austritt. |
| Mitte    | 023     | Neue Jakobstraße vor 16 Lage Heine-Viertel West                     | Neue Krause dicke Säule (zweiteilig)      | 03–4 m           | Der Brunnen (OSM-ID: 4423944126) steht nahe der Neuen Jakobstraße 16 an der Südostecke mit der Annenstraße. Der Brunnen steht auf der Grünfläche neben dem Bürgersteig vor zurückgesetzten Wohnhäusern und er entwässert in einen runden Straßeneinlass. |
| Tierg    | 024     | Kurfürstenstraße 168 Lage Körnerstraße                              | Lauchhammer Typ I                         | 02,5–3 m         | Der Brunnen (OSM-ID: 1296266106) steht am Südrand der Kurfürstenstraße und steht noch im Bezirk Mitte, während die Bezirksgrenze an der Fluchtlinie der südlichen Bebauung verläuft, die dadurch bereits im Ortsteil Schöneberg steht. Vom Wasserabfluss ist das Kleinpflaster in Richtung Fahrbahn rostbraun verfärbt, zwei glatte Platte haben (wohl) den Tränkstein ersetzt. |
| Moabi    | 025     | Krefelder Straße 6 Lage Elberfelder Straße                          | Schliephacke Rümmler                      | 03–4 m           | Der Brunnen (OSM-ID: 938653727) steht an der Westseite der Straße vor dem fünfgeschossigen Altbauhaus Nummer 6, im Erdgeschoss ist ein Restaurant mit Straßenbetrieb vorhanden. Der Standort ist 30 Meter von der Nordwestecke mit der Essener Straße entfernt. Die Pumpe trägt oberhalb der Austrittseinheit (nach Rümmler) ein Fahrradschloss und am Handschwengel den Rest einer Feststellung, der Schwengel lässt sich bewegen, aber es ließ sich kein Wasser erpumpen, was beim Zustand der Plumpe nach Rümmler/Schliephacke erklärbar ist. Neben dem Standort liegt eine Charlottenburger Platte unter dem Wasseraustritt. |
| Mitte    | 025     | Neue Jakobstraße 22 Lage Heine-Viertel West                         | Krause                                    | 03–4 m           | Der Brunnen (OSM-ID: 1237776912) steht auf dem Gehwegrandstreifen zur Rückseite des Wohnblocks an der südlichen Straßenseite. Über die Rasenfläche liegt das Wohnhaus Neue Jakobstraße 22, mit dem Eingang auf der abgewandten Seite. Über den Straßenlauf hinweg befindet sich ein Parkplatz und schräg über die Straßenabzweigung des Finanzamtes Mitte / Tiergarten (Neue Jakobstraße 7). |
| Mitte    | 026     | Poststraße 25 Lage Alexanderplatzviertel                            | Lauchhammer Typ II                        | 04–7 m           | Der Straßenbrunnen (OSM-ID: 1037675385) mit einem Drachenkopf als Wasseraustritt und dem Abschlusskegel mit Drachenschuppen steht im Nikolaiviertel an der Nordecke der Post- und Propststraße. Vom Pumpenstandort 7,5 m vom Wohnhaus 25 (vor Vorgarten und Gehweg) liegt 40 m nach Osten (schräg zum Straßenraster) der Eingang der als Museum genutzten Nikolaikirche. Der Handschwengel zum Fördern von oberflächennahem Grundwasser liegt parallel zum Gehweg, der Auslauf von Pumpwasser fällt quer dazu in einen Bordstein mit ovaler Tränkmulde. Der Bordstein ist mit der geraden Kante zum Brunnen und der gewölbten Seite mit Auslauf zur Straße eingesetzt. Das überlaufende Wasser tritt aus der Rinne und fließt zum direkt daneben liegenden Rost des Sinkkastens in die Straßenentwässerung. Die in Vorbereitung zur 750-Jahrfeier Berlin „historisierend“ gestaltete Poststraße hat einen Belag aus Kopfsteinpflaster. Der gewölbte Bordstein ist mit zwei Pflasterreihen betont. Vergleiche auch das Bild auf Flickr (HEN-Magonza). |
| Tierg    | 026     | Landgrafenstraße 7 Lage Stülerstraße                                | dicke Säule (einteilig) Neue Krause (alt) | 04–7 m           | Der Brunnen besteht aus einem dickeren Rohrteil mit dem angeschraubten Wasseraustritt. Der obere Teil trägt den Schwengel und hat einen geringeren Durchmesser, beide Teile sind festverbunden. Der Ansatz für den Drehpol des Schwengels ist am Oberrohr angeschweißt. Zwei weiße Punkte am unteren Teil sind (wohl) scherzhaft angebracht worden, denn sie ergeben mit dem Austrittsrohr als Nase ein Gesicht. An der kreuzenden Wichmannstraße liegen benachbart die Botschaften von Panama, Bolivien und Namibia (Wichmannstraße 6). Die umgebenden Grundstücke waren im Ergebnis der Luftangriffe zerstört und wurden um 1950 beräumt. Zwischen 1955 und 1957 wurden die Wohnhäuser der Landgrafenstraße erbaut. Der Standort ist in der Antwort-Liste zur Abgeordnetenhausanfrage mit „Brunnen Landgrafenstraße 7“ (PLZ 10787) angegeben. Der Brunnen ist im Eigentum des Landes Berlin. |
| Mitte    | 027     | Jacobystraße hinter 1 (Parkplatz) Lage Karl-Marx-Allee              | Neue Krause dicke Säule (zweiteilig)      | 04–7 m           | Der Brunnen (OSM-ID: 5212438897) steht am Parkplatz in der Jacobystraße vor dem Spielplatz und so 40 Meter hinter Jacobystraße 1 und andererseits 25 Meter gegenüber dem Haus Karl-Marx-Allee 10. Über den Parkplatz hinweg liegt die Kongresshalle. Der Brunnen steht parallel auf dem Fußweg zu den Häusern Alexanderstraße 13–17. Der Ablauf erfolgt über den runden Straßeneinlass. |
| Mitte    | 028     | Hannoversche Straße 15 Lage Charitéviertel                          | Lauchhammer Typ II                        | 03–4 m           | Die Wasserpumpe mit Drachenkopf, kegeligem Abschluss und Bandornament steht in der Hannoverschen Straße 10 Meter rechts (westlich) vom Hauseingang Nummer 15 an der Ausfahrt vom Gebäude Luisenstraße 10, sie trägt die Nummer 28. Der Wasseraustritt des Brunnens liegt dem Schwengel gegenüber und trifft ohne Auffang auf die Granitgehwegplatte und das Kleinpflaster am Bordsteinrand. Ein Hinweis „Kein Trinkwasser!“ ist zum Handschwengel hin angebracht, das Blechschild mit rotem Rand wurde mit einem Blechband befestigt. Der Standort liegt in der Mitte (jeweils 40 Meter) zwischen Luisen- und Hessischer Straße. Der Lauf der Panke befand sich an der Hessischen Straße. Die nach der Öffnung der Mauer wieder eingerichtete (Süd-)panke fließt in diesem Bereich verrohrt und tritt an der vorherigen Brücke Haus 18, 19 wieder aus. |
| Moabi    | 028     | Levetzowstraße 26 Lage Elberfelder Straße                           | Lauchhammer Typ II                        | 04–7 m           | Der Brunnen (OSM-ID: 938653720) steht am nördlichen Straßenrand mittig vor der Sporthalle der Miriam-Makeba-Schule / Gotzkowsky-Schule, die unmittelbar an das Wohnhaus Nummer 25 anschließt. Die Entfernung zur Ecke Zinzendorfstraße sind 60 Meter. Der Standort ist in der Antwort-Liste zur Abgeordnetenhausanfrage mit „Brunnen Levetzowstraße 26“ (PLZ 10555) angegeben. Der Brunnen ist im Eigentum des Landes Berlin. |
| Moabi    | 029     | Lübecker Straße 24 Lage Lübecker Straße                             | Krause                                    | 04–7 m           | Der Straßenbrunnen (OSM-ID: 940066694) steht an der Ostseite der Lübecker Straße mittig (je 65 Meter) zwischen Perleberger und Birkenstraße vor dem Nachkriegswohnhaus Nummer 24. Der Wasserablauf erfolgt über eine Stahlplatte und den Bordstein. Die Größe der Platte legt nahe, dass vor 2007 ein Tränkstein ersetzt wurde. |
| Mitte    | 030     | Swinemünder Straße 10 Lage Arkonaplatz                              | Krause                                    | 15–20 m          | Der Brunnen (OSM-ID: 1485677294) steht in der Swinemünder Straße vor dem Eckhaus Nummer 10 / Granseer Straße 7 (Nordostecke), und damit unweit südöstlich vom Arkonaplatz. Vor dem Krausebrunnen liegt in den Bordstein ein Tränkstein mit Zu- und Abflussrinne und der geschwungenen Kante zur Fahrbahn. |
| Moabi    | 030     | Helgoländer Ufer #1 (Spielplatz) Lage Thomasiusstraße               | Krause                                    | 03–4 m           | Der Brunnen „Moabit 30“ (OSM-ID: 4372038390) steht östlich der über die Spree führenden Bahnbrücke. Der Brunnenfuß ist mit der Jahreszahl 1978 und dem Eintrag Berlin einschließlich dem S-Dreieck (für Schoening) markiert. Der Wasseraustritt liegt parallel zum Bürgersteig, der Ablauf erfolgt über das Kleinpflaster. Neben einer halben glatten Platte zwischen Brunnenfuß und Bordstein hatte sich ein Bäumchen hervorgezwängt, welches des Brunnenschacht am Sockelrohr zurstört hätte. Das Frosthahn ist über den Inspektionsschacht unter der runden Platte zugänglich. Der Standort am nördlichen Bürgersteig der beginnenden Lüneburger Straße befindet sich gegenüber vom Bahnkörper, etwas schräg nach Südwest von der Stirnseite der Spenerstraße 19, 40 Meter westlich der Mündung Spenerstraße. Zum kanalisierten Spreeufer sind es 40 Meter jenseits der (hochgelegten) Stadtbahnstrecke. In der Antwort-Liste zur Abgeordnetenhausanfrage ist der „Brunnen Lüneburger Straße 30“ (PLZ 10557) angegeben. Das Grundstück Lüneberger Straße 30 liegt an der westlichen Ecke der Mündung Spenerstraße und wurde 1958 mit dem Wohnhaus Spenerstraße 19 bebaut. An der Südseite der Straße liegt die Bahnstrecke, die 60 Meter entfernt über die Spree führt. Der Brunnens ist im Eigentum des Landes Berlin. |
| Mitte    | 031     | Charlottenstraße 23 Lage Leipziger Straße                           | einteilige Säule Wolf                     | 03–4 m           | Der Brunnen (OSM-ID: 1025685503) steht an der Ostseite der Charlottenstraße zwischen Leipziger und Krausenstraße vor der unbebauten Grünfläche auf Grundstück 23 (Park zwischen Krausen-/ Charlotten-/ Leipziger Straße (Hochhaus 40/41)). Die Wolfsäule steht im Randstreifen des östlichen Bürgersteigs auf einem Pflastermosaik, etwas erhöht auf dem Sockelrohr verschraubt. |
| Tierg    | 031     | Lützowstraße 99 Lage Körnerstraße                                   | Krause                                    | 02–2,5 m         | Der Brunnen (OSM-ID: 1739575804) steht an der Lützowstraße Südostecke Körnerstraße. Gegenüber den geparkten Fahrzeugen quer zur Fahrbahn ist der Brunnenkörper durch einen Findling gesichert. Der Abfluss erfolgt direkt auf und über das Kleinpflaster hinweg. |
| Tierg    | 032     | Magdeburger Platz #6 Lage Lützowstraße                              | Lauchhammer Typ I                         | 04–7 m           | Der Brunnen steht am nördlichen Gehsteig an der südöstlichen Ecke des Magdeburger Platzes mit 15 Meter Abstand zur Kluckstraße. Die südwestliche Ecke des Platzes (Hausnummer 1) entlang der Genthiner Straße befindet sich das Landesarbeitsgericht Berlin-Brandenburg und das Arbeitsgericht Berlin. Das Eckhaus am Brunnenort ist mit Kluckstraße 30 adressiert. Am Brunnenfuß liegt der Tränkbordstein, dessen geschwungene Seite mit der Ablaufrinne zeigt zur Fahrbahn Der Standort ist in der Antwort-Liste zur Abgeordnetenhausanfrage mit „Brunnen Magdeburger Platz 6“ (PLZ 10785) angegeben. Der Brunnen ist im Eigentum des Landes Berlin. |
| Moabi    | 033     | Melanchthonstraße 8 Lage Thomasiusstraße                            | Lauchhammer Typ I                         | 04–7 m           | Der Brunnen (OSM-ID: 938653724) steht zwischen Spener- und Paulstraße in der Melanchthonstraße am Zugang zum zurückgesetzten Haus 8–10 und gegenüber vom Wohnhaus 23. Der Wasseraustritt ist zur Fahrbahn gerichtet, der Abfluss erfolgt auf das Kleinpflaster und über die Bordsteinkante. Der Brunnen wurde 1978 restauriert. Die in den oberen Schild zu beiden Seiten von der Schwengelachse eingegossenen Inschriften sind „Schoening“ und gegenüber „cS“ im Dreieck sowie die Jahreszahl 1978. Die verschließbare Inspektionsklappe ist als Muschel ausgebildet. Der Standort ist in der Antwort-Liste zur Abgeordnetenhausanfrage mit „Brunnen Melanchthonstraße 5-7“ (PLZ 10557) angegeben. Der Brunnen ist im Eigentum des Landes Berlin. |
| Moabi    | 034     | Oldenburger Straße 31 Lage Emdener Straße                           | Lauchhammer Typ I                         | 04–7 m           | Der Brunnen (OSM-ID: 940066726) steht zwischen Wiclef- und Siemensstraße am Straßenrand der Oldenburger Straße vor Haus 31 nahe der Theodor-Heuss-Schule. Durch verkehrsberuhigende Maßnahmen wurde die Straßenbreite verringert, wodurch der Brunnen auf einer Großpflasterfläche steht. Die Parktaschen quer zur Fahrbahn werden durch den Brunnenstandort getrennt, an einer Seite steht eine Sitzbank an der anderen ein Baum. Der Standort ist in der Antwort-Liste zur Abgeordnetenhausanfrage mit „Brunnen Oldenburger Straße 31“ (PLZ 10551) angegeben. Der Brunnen ist im Eigentum des Landes Berlin. |
| Moabi    | 035     | Pritzwalker Straße ggü. 5 Lage Lübecker Straße                      | Lauchhammer Typ I                         | 03–4 m           | Der Brunnen (OSM-ID: 940066711) steht an der Westseite der Pritzwalker Straße nahe zum Haus 16 mit dem Durchgang bis Nummer 13. Die Aufstellung des Brunnens nach 1978 in Moabit war verbunden mit der Verkehrsregulierung in Moabit. Der Fußgängerbereich liegt zwischen Turm- und Dreysestraße (jeweils 84 Meter). Der Brunnen steht innerhalb einer halbrunden Mosaikpflasterung, die auf der gewonnenen Fläche durch Verringerung der Fahrbahnbreite entstand. Vor dem Brunnen ist eine halbrunde Auffangplatte und der Abfluss von Brunnenwasser gelangt in den benachbarten Quadrateinlass. Auf den Spiegeln am Brunnenkopf sind keine Angaben zu Jahr und die Firma einer Rekonstruktion aufgenommen, was für den Originalzustand spricht. Der Standort ist in der Antwort-Liste zur Abgeordnetenhausanfrage mit „Brunnen Pritzwalker Straße 15-16“ (PLZ 10559) angegeben. Der Brunnen ist im Eigentum des Landes Berlin. |
| Tierg    | 036     | Pohlstraße 65 Lage Lützowstraße                                     | Krause                                    | 03–4 m           | Der Brunnen (OSM-ID: 738996195) steht in der Pohlstraße vor dem Eckhaus 65 zur Potsdamer Straße mit 20 Meter Abstand. Der Brunnenfuß ist mit vier Schrauben am Sockelrohr befestigt und steht auf einem kleinen Pflastermosaik zwischen den Formsteinen am Rand des breiten südlichen Bürgersteigs. Der Abfluss fällt auf die Formsteine. Am Brunnenfuß des Krauseformkörpers unterhalb vom Wasseraustritt ist die Inschrift 1987 Berlin und das S-Symbol im Dreieck aufgegossen, was für ein saniertes Krausegehäuse spricht. |
| Moabi    | 037     | Quitzowstraße 139 Lage Stephankiez                                  | Lauchhammer Typ I                         | 04–7 m           | Der Brunnen steht am südlichen Gehsteig in der Baumflucht vor der Mauer des Sportplatzes (Nr. 139/140) der Theodor-Heuß-Oberschule (Gymnasium, Stephanstraße 2; Gemeinschaftsschule Quitzowstraße 141 und derzeit als Gemeinschaftsschule Mitte). Gegenüber dem Brunnen befindet sich ein Discountermarkt. Das Gehäuse gehört zu den 1978 sanierten Exemplaren mit dem Schriftzug „Winkelhoff Berlin“ am Spiegel des Brunnenkopfs. Der Wasseraustritt liegt zur Fahrbahn hin, der Ablauf erfolgt über den Bordstein. Der Standort ist in der Antwort-Liste zur Abgeordnetenhausanfrage mit „Brunnen Quitzowstraße 137“ (PLZ 10559) angegeben. Bis 1987 stand er vor dem Spielplatz Quitzowstraße 137. Der Brunnen ist im Eigentum des Landes Berlin. |
| Moabi    | 038     | Huttenstraße 5 Lage Beusselkiez                                     | Lauchhammer Typ I                         | 02,5–3 m         | Der Brunnen (OSM-ID: 940066724) steht an der Ecke Hutten- und Rostocker Straße, am Straßenrand vor dem Eckhaus Rostocker Straße 1 und Huttenstraße 5. Zum Bordstein liegen vom Brunnen drei Reihen Kleinpflaster ohne Tränkstein. Auf den zwei Spiegeln am Brunnenkopf sind die Signien „Winkelhoff Berlin“ und „1978“ eingegossen, was auf die Restaurierung des Gehäuses bei der Firma Winkelhoff verweist. Dieser Brunnenkörper stand bis 1987 an der Rostocker Straße 51. Der Standort ist in der Antwort-Liste zur Abgeordnetenhausanfrage mit „Brunnen Huttenstraße 5“ (PLZ 10553) angegeben. Der Brunnen ist im Eigentum des Landes Berlin. |
| Moabi    | 039     | Sickingenstraße 13 Lage Huttenkiez                                  | Lauchhammer Typ I                         | 04–7 m           | Der Brunnen (OSM-ID: 940066730) steht gegenüber der Mündung der Berlichingenstraße vor dem Gewerbegrundstück Sickingenstraße 9–13. Zum Bordstein liegen vom Brunnen drei Reihen Kleinpflaster ohne Tränkstein. Das Brunnengehäuse wurde 1978 saniert, worauf die Gussmarkierungen „Winkelhoff Berlin“ und dem Jahr „1978“ auf den Spiegeln am Brunnenkopf verweist. Ein Tränkstein oder eine Ablaufplatte liegt nicht am Brunnen. Der Standort ist in der Antwort-Liste zur Abgeordnetenhausanfrage mit „Brunnen Sickingenstraße 7“ (PLZ 10553) angegeben, bis 1988 stand er noch vor Sickingenstraße 5/7 gegenüber der Rostocker Straße. Der Brunnen ist im Eigentum des Landes Berlin. |
| Moabi    | 040     | Stendaler Straße 19 Lage Stephankiez                                | Lauchhammer Typ I                         | 04–7 m           | Der Brunnen (OSM-ID: 940066689) steht an der Stendaler Straße mittig zwischen Rathenower und Havelberger Straße am Straßenrand der Südseite. Am Brunnenkopf sind die Jahreszahl „1978“ und „Schoening Berlin“ eingetragen und am Brunnen liegt eine Platte mit ovaler Tränksteinmulde. Der Standort ist in der Antwort-Liste zur Abgeordnetenhausanfrage mit „Brunnen Stendaler Straße 18“ (PLZ 10559) angegeben. Der Brunnen ist im Eigentum des Landes Berlin. |
| Moabi    | 041     | Stephanstraße 52 Lage Stephankiez                                   | einteilige Säule Wolf                     | 04–7 m           | Der Brunnen (OSM-ID: 940066713) steht an der Stephanstraße mittig zwischen Rathenower und Havelberger Straße am Straßenrand der Südseite vor Haus 52 zu 53. Die Wolf-2-Säule ersetzt an dieser Stelle eine vorherige Schliephacke, ebenfalls mit 41 nummeriert. Der Wasserablauf erfolgt in einen Tränkstein im Bordstein, dessen geschwungene Seite zum Gehweg zeigt. Dieser lag bereits an dem Schliephacke-Brunnengehäuse. Der Standort ist in der Antwort-Liste zur Abgeordnetenhausanfrage mit „Brunnen Stephanstraße 53“ (PLZ 10559) angegeben. Der Brunnen ist im Eigentum des Landes Berlin. |
| Moabi    | 042     | Stephanstraße 35 Lage Stephankiez                                   | Freyer Säule mit Kopfaufsatz              | 03–4 m           | Der Brunnen (OSM-ID: 3495483873) steht am Straßenrand der Stephanstraße auf dem Vorplatz Ecke zur Putlitzstraße. Der Schwengelansatz am oberen Säulenende ist mit einer gekröpften Erweiterung aufgesetzt. Der Brunnen steht zwischen zwei Recyclingsammlern, über die Straße hinweg befindet sich das Einkaufszentrum Moa-Bogen. Über den Gehweg am Brunnenstandort befindet sich ein Kiosk (15 × 15 m²) für Verkauf und Essen als Flachbau. Der Freyerbrunnen stand bereits 2008 hier. Der Standort ist in der Antwort-Liste zur Abgeordnetenhausanfrage mit „Brunnen Stephanstr. 35“ (PLZ 10559) angegeben. Zuvor stand der Brunnen 150 Meter südlicher vor dem Gebäude Straßemstraße 31. Der Brunnen ist im Eigentum des Landes Berlin. |
| Moabi    | 043     | Unionstraße ggü. 7 Lage Emdener Straße                              | einteilige Säule Wolf                     | 03–5 m           | Der Brunnen (OSM-ID: 940066709) steht in der Fußgängerzone der Unionstraße nahe am Unionplatz vor der Sporthalle Tiergarten gegenüber vom Wohnhaus 7. Von der Bremerstraße her als Spielstraße und Sackgasse markiert steht der Brunnen am nördlichen Bürgersteig. Das abgehende Wasser fließt über die Pflasterfläche zum Regenwasserabgang. Im Oktober 2009 stand statt der Wolf 2-Säule an dieser Stelle eine Schliephacke, die in den 2010er Jahren ersetzt wurde. Der Standort ist in der Antwort-Liste zur Abgeordnetenhausanfrage mit „Brunnen Unionplatz“ (PLZ 10551) angegeben. Der Brunnen ist im Eigentum des Landes Berlin. |
| Moabi    | 044     | Waldstraße (ggü. 10) Lage Emdener Straße                            | Lauchhammer Typ I                         | 03–4 m           | Der Straßenbrunnen 44 (OSM-ID: 926945586) steht an der Ecke Waldstraße in die Waldenserstraße hinein. Der Brunnen wurde im Jahr 1978 durch die Eisengießerei Winkelhoff/Schoening repariert und in seinen bedürftigen Teilen ersetzt. Die Angaben sind den beiden Schildflächen in Höhe des Schwengelansatzes zu entnehmen. Der Standort gegenüber der Hausecke Waldstraße 10 an der Waldenser Straße. Mitte der 1980er Jahre wurde auf der östlichen Fahrbahn der Waldstraße eine Grün- und Erholungsfläche geschaffen. Somit steht der Brunnen am ehemaligen Straßenrand der Waldstraße seitwärts vom Spielplatz Waldenserstraße 19 / Waldstraße 8/9. Neben einem Baum und einer Hecke steht der Notwasserbrunnen auf einer Kleinpflasterfläche, die um PKW-Länge für ein Querparken in der Waldenser Straße benötigt wurde. Der Wasseraustritt liegt zur Waldenserstraße, ohne Ablaufrost fließt das Pumpenwasser über den Bordstein ab. Am Gehäusefuß ist gegenüber vom Fischkopfaustritt eine ovale ausgeformte Zugangsklappe, deren Verschluss ist wiederum von einer Muschel abgedeckt. Der Standort ist in der Antwort-Liste zur Abgeordnetenhausanfrage mit „Brunnen Waldenser Straße 19“ (PLZ 10551) angegeben. Der Brunnen ist im Eigentum des Landes Berlin. |
| Moabi    | 045     | Werftstraße ggü. 5a Lage Lüneburger Straße                          | FSH-L dreiteilige Säule                   | 03–4 m           | Der Brunnen (OSM-ID: 938653732) steht nahe der Gerhardtstraße zwischen zwei kleinen Grünfläche an der östlichen Seite der Werftstraße. Der FSH-Brunnen auf einem Brunnenständer steht innerhalb einer Schmuckfläche und besitzt (wohl vor dem Straßenumbau) innerhalb der Schmuckumrandung eine Platte mit Formmulde. Diese gab es schon 2009, als an diesem Standort noch eine Lauchhammerbrunnen vom Typ 2 gestanden hat, der sich ebenfalls zentriert in der Umrandung mit Wegrandsteinen befand. Der Standort ist in der Antwort-Liste zur Abgeordnetenhausanfrage mit „Brunnen Werftstraße 16“ (PLZ 10557) angegeben. Der Brunnen ist im Eigentum des Landes Berlin. |
| Moabi    | 046     | Wiclefstraße 43*44 Lage Emdener Straße                              | Borsig                                    | 03–4 m           | Der Brunnen (OSM-ID: 926945723) steht am südlichen Gehweg vor der Freifläche zwischen dem Wohnhaus 44 und dem Eckhaus 43. Eine Pumpennummer ist nicht mehr erkennbar. An der gegenüberliegenden Nordostecke von Wiclef- und Waldstraße befindet sich ein Kinderspielplatz „Am SOS-Kinderdorf“. Zur Fahrbahn hin befindet sich eine in die Bordsteine eingefügter Tränkstein an dessen beiden Seiten Betonpoller zum Schutz des Brunnenkörpers stehen. Die Parkordnung hier ist „quer zur Fahrtrichtung“, wodurch ein Anfahrunfall möglich wäre. Der Standort ist in der Antwort-Liste zur Abgeordnetenhausanfrage mit „Brunnen Wiclefstraße 43“ (PLZ 10551) angegeben. Der Brunnen ist im Eigentum des Landes Berlin. |
| Moabi    | 047     | Wiclefstraße 1 Lage Emdener Straße                                  | Krause                                    | 03–4 m           | Die Handpumpe Nummer 47 (OSM-ID: 940066720) steht vor dem Hauseingang des Eckhauses Wiclefstraße 1 (Wilhelmshavener Straße 57), 20 Meter von der Nordecke der Straßenmündung an der Wilhelmshavener Straße. Der Brunnen hatte seinen Standort am Straßenrand, durch die Verringerung der Straßenbreite beim Anlegen von Parkbuchten kam er auf die gepflasterte Fläche vor dem Parkstreifen. Der Wasseraustritt ist vom Gehweg weg angeordnet, der Schwengel 90° nach rechts. Die Entwässerung des Ablaufs erfolgt über die Regenwasserentsorgung. Eine Kette auf dem Bild vom August 2007 verweist darauf, dass die Pumpe (zeitweise) nicht benutzbar war, auf StreetView vom Oktober 2009 fehlt diese wieder und auch 2018 war die Pumpe benutzbar. Am Fuß des Brunnenständers die erhabene Inschrift „1978 S // Berlin“ sichtbar, rechts daneben der Inspektionszugang. Die Pumpennummer ist handschriftlich angebracht.Der Standort ist in der Antwort-Liste zur Abgeordnetenhausanfrage mit „Brunnen Wiclefstraße 69“ (PLZ 10551) angegeben. Der Brunnen ist im Eigentum des Landes Berlin. |
| Moabi    | 048     | Wilsnacker Straße (32 zu 33) Lage Stephankiez                       | Lauchhammer Typ I                         | 04–7 m           | Der Brunnen (OSM-ID: 940066718) in der Wilsnacker Straße steht am nördlichen Bürgersteig steht 50 Meter nördlich der Kruppstraße. Am Rand zur Fahrbahn zwischen den Formsteinen befindet er sich direkt am Bordstein mit Auffangmulde, dessen geschwungene Seite zur Fahrbahn gerichtet ist. Die zwei Spiegel am Kopf sind unbeschriftet, die Brunnennummer als Zahl ist aufgeklebt. Der Standort ist in der Antwort-Liste zur Abgeordnetenhausanfrage mit „Brunnen Wilsnacker Straße 33“ (PLZ 10559) angegeben. Der Brunnen ist im Eigentum des Landes Berlin. |
| Moabi    | 049     | Zwinglistraße 5a Lage Zwinglistraße                                 | <abgebaut>                                | 02,5–3 m         | Der Brunnen (OSM-ID: 940066691) wurde in den 2010er Jahren entfernt. Neben dem Standort befindet sich der Spielplatz ZickZackZwingli (Grundstück 6). Die Entfernung zur Ottostraße beträgt 120 Meter nach Osten. Erkennbar ist noch die (offensichtlich) geschlossene und verfüllte Bohrung für den vormals am Straßenrand stehende Schliephackebrunnen. Durch eine Verringerung der Straßenbreite wurde in Höhe des Standortes der Fußweg um die Breite der Parkordnung quer zur Fahrbahn erweitert. Der Standort ist in der Antwort-Liste zur Abgeordnetenhausanfrage mit „Brunnen Zwinglistraße 5“ (PLZ 10555) angegeben. Der Brunnen ist im Eigentum des Landes Berlin. |
| Moabi    | 050     | Havelberger Straße 17 Lage Stephankiez                              | Krause                                    | 03–4 m           | In der Havelberger Straße am westlichen Bürgersteig vor dem Hauseingang 17 zum Eckhaus Quitzowstraße 119 befindet sich der Brunnen „Moabit 50“ (OSM-ID: 940066700) Am Brunnenfuß ist die Aufschrift „1978 Berlin“ angegossen, das Brunnengehäuse gehört zu den restaurierten und ergänzten Exemplaren. Vor dem Brunnen befindet sich eine quadratische Platte mit runder Mulde als Auffang. Der Standort ist in der Antwort-Liste zur Abgeordnetenhausanfrage mit „Brunnen Havelberger Straße 17“ (PLZ 10559) angegeben. Der Brunnen ist im Eigentum des Landes Berlin. |
| Moabi    | 051     | Quitzowstraße 104 Lage Emdener Straße                               | Lauchhammer Typ I                         | 03–4 m           | Der Brunnen (OSM-ID: 940066717) steht am südlichen Bürgersteig der Quitzowstraße am Eckhaus der Wilhelmshavener Straße. Der Standort unmittelbar am Bordstein bedingt die Richtung des Fischkopfrohrs zur Querstraße und der Schwengel geht zum Fußweg. Der Brunnen steht auf einem Karree aus Pflaster zwischen den Gehwegplatten ohne Auffang. Der Standort des Brunnens befand sich zuvor 120 Meter gegenüber an der Quitzowstraße 72/73. |
| Moabi    | 052     | Thomasiusstraße (#13) Lage Thomasiusstraße                          | Krause                                    | 03–4 m           | Der Brunnen (OSM-ID: 938653714) steht an der spitzen Ecke der Thomasiusstraße mit dem Helgoländer Ufer 30 Meter vom kanalisierten Spreeufer entfernt. Der Standort liegt 10 Meter in die Thomasiusstraße mit Schwengel und Austrittsrohr parallel, er liegt in der Häuserflucht des Helgoländer Ufers. Der Abfluss fällt in eine rechteckige Auffangschale, und von deren eine rinne über den Bordstein zum Straßengerinne. |
| Tierg    | 053     | Genthiner Straße 3 Lage Lützowstraße                                | einteilige Säule Wolf                     | 04–7 m           | Die Brunnensäule (Wolf 2) steht auf dem östlichen Gehsteig südlich vom Lützowufer und 65 vom (kanalisierten) Spreeufer. Wasseraustritt und Schwengel liegen parallel zur Fahrbahn, so fällt der Ablauf auf das Kleinpflaster. Anzumerken ist, dass das Ablaufpflaster ein kleineres Karree innerhalb des unregelmäßigen Pflasters der Aufstellfläche bildet, die ihrerseits vom Pflasterrandstreifen zwischen Gehwegplatten und Bordstein anders gepflastert ist. Der Standort ist in der Antwort-Liste zur Abgeordnetenhausanfrage mit „Brunnen Genthiner Straße 3“ (PLZ 10785) angegeben. Für 2008 ist noch eine zweiteilig zusammengesetzte Brunnensäule (hinter dem Bauzaun, ebenfalls mit 53 markiert) mit dickerem Unterrohr zu sehen. Der Brunnen ist im Eigentum des Landes Berlin. |
| Tierg    | 054     | Burggrafenstraße 16 Lage Stülerstraße                               | einteilige Säule Wolf                     | 03–4 m           | Der Brunnen (OSM-ID: 1876600068) befindet sich am südlichen Bürgersteig 75 Meter zur Wichmannstraße. An der gegenüberliegenden Straßenseite steht das Franziskus-Krankenhaus (Haus 1/2, Wichmannstraße 13, 14–16, Budapester Straße 15/19). Der mit acht Schrauben auf dem Sockelrohr befestigte Brunnenfuß besitzt den Zugang zum „Frosthahn“. Neben der Wolfsäule liegt der runde Straßeneinlass für den Abfluss. Einen Meter vom Bordstein liegen Einlass und Brunnenfuß in der Reihe der Straßenbäume. |
| Tierg    | 055     | Lützowstraße 24 Lage Lützowstraße                                   | dicke Säule (einteilig) Neue Krause (alt) | 02–3 m           | Der Brunnen steht an der Nordseite der Lützowstraße etwa 40 Meter westlich der Kreuzung Potsdamer Straße. Der Brunnenkörper besteht aus einem dicken Säulenrohr, dessen unterer Teil einen größeren Umfang als der obere hat. Die Verjüngungsstelle liegt dabei auf halber Höhe. Der Wasseraustritt steht auf Dreiviertel der Höhe des unteren Rohrs und ist zur Fahrbahn gerichtet. Auffällig, dass die Säule auch im oberen Abschnitt nahezu doppelt so dick ist wie die Rohre der Wolfsäulen. Gegenüber vom Austritt ist der Schwengel am Ansatz oben am Körper befestigt, der Drehpol ist am äußeren Punkt des abgerundeten Dreiecks. Neben dem Standort liegt eine Tiefgarageneinfahrt die eine Grobpflasterung in Parkstreifenbreite besitzt. Am Brunnen ist diese Breite mit Kleinpflasterung fortgesetzt, gegen unbeabsichtigtes Anfahren des Brunnen stehen zwei Poller. Der Ablauf des gepumpten Wassers gelangt über die Kleinpflasterung in die Straßenentwässerung. Das am Brunnen anliegende Gebäude gehört zum Elisabeth-Krankenhaus (Evangelische Elisabeth-Klinik Berlin-Tiergarten Lützowstraße 24–26). Die Entfernung zum Landwehrkanal sind 300 Meter nach Norden. Über diesen hinweg befinden sich das Kulturforum und das nach dem Mauerfall erbaute Potsdamer Platz-Karree. |
| Moabi    | 056     | Wittstocker Straße 2 Lage Beusselkiez                               | Lauchhammer Typ I                         | 04–7 m           | Der Brunnen (OSM-ID: 1912183776) steht am nördlichen Gehsteig 40 Meter westlich der Beusselstraße. Dort steht Ecke Wiclefstraße die Reformationskirche (Beusselstraße 35 und Wiclefstraße 33–35). Der Wasserauslauf durch den Fischkopf erfolgt auf das Kleinpflaster am Bordstein. Am Brunnenkopf lautet die Inschrift außer „1978“ noch „Schoening Berlin“ am gegenüberliegenden Spiegel. Der ehemalige Standort dieses Brunnenkörpers war Sybelstraße/Droysenstraße. |
| Moabi    | 057     | Paulstraße 6*7 Lage Thomasiusstraße                                 | einteilige Säule Wolf                     | 04–7 m           | Der Brunnen (OSM-ID: 938653728, 2010 aufgenommen) steht am Straßenrand auf dem Kleinpflasterrand des Gehwegs, überlaufendes Pumpwasser fließt über den Bordstein ab. Offensichtlich wurden die Parktaschen „parallel zu Fahrbahn“ von der Gehwegbreite abgenommen. Hinter den Wohnhäusern der westlichen Straßenseite liegt der Carl-von-Ossietzky-Park, die Paulstraße südlich Alt-Moabit bis Melanchthonstraße. Die Wolf2-Säule ersetzte (um 2012) einen Schliephackebrunnen, der noch 2008 an gleicher Stelle stand. |
| Hansa    | 058     | Klopstockstraße (#19) Lage Hansaviertel                             | Borsig Sechseckiger Schaft                | 04–7 m           | Der Brunnen (OSM-ID: 938653730) steht am nördlichen Gehweg vor dem schrägstehenden Wohnblock 19–23 aus den 1960er Jahren. In den 1950er Jahren mündete hier die Cuxhavener Straße. Zum Hansaplatz hin standen noch kriegsbeschädigte Häuser und nach Südost waren die Ruinen beräumt. Der anliegende Block wurde nach Entwürfen von Luckhard und Hoffmann anlässlich der „Interbau 1957“ errichtet. Der Brunnen steht in der Baumflucht, davor ist noch ein breiter Gehweg an die Fahrbahn hin. Die Borsigsäule ersetzt eine Schliephacke-Pumpe, die noch bis in die 2010er Jahre auf gleicher Grundwasserbohrung stand. Der obere Säulenabschluss ist ein flacher Kegel. Der Ablauf gelangt auf eine Muldenplatte seitlich am Fuß, seine Rinne zur Fahrbahn. Der Brunnen trägt das Wappen des Bezirks Mitte. |
| Moabi    | 059     | Klarenbachstraße 10 Lage Huttenkiez                                 | FSH-L dreiteilige Säule                   | 03–4 m           | Der Brunnen (OSM-ID: 940066729, aufgenommen 2010) besteht aua dem Brunnenständer, dem Mittelzylinder mit Austrittsrohr an langer Hülse und dem Aufsatz mit Schwengel, die Pumpe ist vom Typ FSH-L. Alle Teile – einschließlich Austritt – sind verschraubt. Eingelassen ist der Brunnenfuß auf dem Sockelrohr in einem länglichen Pflastermosaik am Bordstein entlang. Die Formsteinfläche zwischen den Baumpatten wird zum Parken längs zur Fahrtrichtung genutzt, wodurch der Brunnen gefährdet sein könnte. Das kanalisierte Spreeufer (Außenseite Spreebogen) liegt 300 Meter nach Südwest, zum Charlottenburger Verbindungskanal 180 Meter nach Westen. Auf der gegenüberliegenden Straßenseite liegt Gewerbefläche. Das „Kein Trinkwasser“-Schild war bereits 2008 am Brunnen. |
| Moabi    | 060     | Lehrter Straße 66 (ggü. 9) Lage Huttenkiez                          | einteilige Säule Wolf                     | 03–5 m           | Der Brunnen (OSM-ID: 940066723) steht an der Südwestseite der Straße vor dem Neubau Nummer 66 etwa 20 Meter nördlich vom Knick an der Seydlitzstraße. Gegenüber liegt die Zufahrtsstraße zu den Gebäuden Lehrter Straße 6–9. An deren östlichen Seite der ehemalige Beamtenfriedhof am Geschichtspark. Der Brunnen steht in der Baumflucht auf einem kleinen Pflastermosaik zwischen Gehwegplatten mit einem runden Straßeneinlass als Abfluss, wodurch ein Grasbewuchs entstand. Der Wasseraustritt der Wolf-Säule ist am Ansatzstück verschraubt. |
| Moabi    | 061     | Wiclefstraße 65 Lage Emdener Straße                                 | <Lauchhammer Typ I>                       | 03–4 m           | Der Brunnen (OSM-ID: 940066706) stand in der Wiclefstraße an der Ecke zur Bremer Straße. Mitte 2020 war er abgebaut. Er stant zuvor mit dem Tränkstein mit ovaler Mulde auf einer Pflasterfläche am Gehweg. Die Lage des Tränksteins verweist auf eine um diese Breite verringerte Fahrbahn. Der Standort ist in der Antwort-Liste zur Abgeordnetenhausanfrage mit „Brunnen Wiclefstraße 65“ (PLZ 10551) verzeichnet. Der Brunnen ist im Eigentum des Landes Berlin. |
| Moabi    | 062     | Oldenburger Straße Ecke Waldenserstraße (#28) Lage Emdener Straße   | Lauchhammer Typ I                         | 03–4 m           | Die Handpumpe Nr. 62 (OSM-ID: 940066714) in der Oldenburger Straße steht am Zaun des Vorgartens der St. Paulus-Kirche in Moabit. Der Wasseraustritt der Lauchhammerbrunnen in Form eines Fischkopfs ist zum Gehweg gerichtet, der Schwengel steht zur Straße. Einen gesonderten Abflussstein gibt es nicht. Die als Anwohnerstraße verengte Breite wurde für Parkbuchten genutzt, in deren Breite steht die Pumpe auf dem Mosaikpflaster. Auf dem oberen Schaftende unterhalb des Eierstabmusters ist das Jahr 1978 und gegenüber „SCHOENING“ als Firma die die Restaurierung durchgeführt hat. Der Standort ist in der Antwort-Liste zur Abgeordnetenhausanfrage mit „Brunnen Waldenser Straße 28“ (PLZ 10551) angegeben. Der Brunnen ist im Eigentum des Landes Berlin. |
| Moabi    | 063     | Wilhelmshavener Straße 66 Lage Emdener Straße                       | Lauchhammer Typ I                         | 03–4 m           | Die Handpumpe Nr. 63 (OSM-ID: 940066710) steht vor dem Eckhaus Wilhelmshavener Straße 66 in Moabit. Der Brunnenstandort liegt direkt an der (Südwest-)Straßenecke mit der Bugenhagenstraße. Der Wasseraustritt der Lauchhammerbrunnen in Form eines Fischkopfs ist parallel zum Gehweg gerichtet, der Schwengel steht zur Straße. Einen gesonderten Abflussrost gibt es nicht. Beim Umbau zur Anwohnerstraße wurde die gewonnene Breite für Parkbuchten genutzt, in deren Breite steht die Pumpe neben der Heckenreihe. Sie ist mit einem Ziergeländer gegen PKW-Stöße zur Wilhelmshavener Straße und zur Bugenhagenstraße (direkt) durch den Fußgänger-Überweg gesichert. Auf dem oberen Schaftende unterhalb des Eierstabmusters ist als Inschrift das Jahr 1978 und gegenüber „SCHOENING“ als Firma, die die Restaurierung durchgeführt hat, eingegossen. Der Standort ist in der Antwort-Liste zur Abgeordnetenhausanfrage mit „Brunnen Wilhelmshavener Straße 66“ (PLZ 10551) angegeben. Der Brunnen ist im Eigentum des Landes Berlin. |
| Moabi    | 064     | Wilhelmshavener Straße 22 Lage Emdener Straße                       | Lauchhammer Typ I                         | 03–4 m           | Der Straßenbrunnen (OSM-ID: 940066703) steht vor dem Haus Nummer 22 an der Straßenostseite, 110 Meter nördlich der Einmündung der Wiclefstraße. Der Standort liegt auf der Großpflasterung zwischen den beiden Gehwegzugängen (Haus 22 und Einfahrt Haus 21). Der Schwengel ist zum Haus gerichtet und der Wasseraustritt rechtwinklig nach rechts, das ablaufende Wasser läuft über die Pflasterung zum Regenwasserrost am Straßenrand der Pflasterstraße. Die Firma, die 1978 die Restaurierung ausführte ist auf dem oberen Zierschild zwischen Schwengelansatz und dem Froschhalbrelief mit „Schoening“ gekennzeichnet. „Kein Trinkwasser“. Der Standort ist in der Antwort-Liste zur Abgeordnetenhausanfrage mit „Brunnen Wilhelmshavener Straße 23“ (PLZ 10551) angegeben. Der Brunnen ist im Eigentum des Landes Berlin. |
| Moabi    | 065     | Bredowstraße 44 Lage Emdener Straße                                 | Lauchhammer Typ I                         | 03–4 m           | Der Brunnen steht vor dem westlichen Gehsteig auf einer gesonderten Fläche im Straßenraum zwischen zwei den Straßenquerschnitt verringernden baumbestandenen Heckenflächen, wodurch die querparkenden Fahrzeuge ferngehalten werden. Am Brunnenkopf verweist die Inschrift „Schoening Berlin“ und 1978 auf die Aufstellung der sanierten Lauchhammer. Der Fischkopf am Wasseraustritt liegt gegenüber vom Schwengel parallel zur Fahrbahn, der Wasserabfluss erfolgt das Kopfsteinpflaster. Die Straße geht als Spielstraße von der Heilandskirche an der Turmstraße 120 Meter nach Norden 40 Meter zur Bugenhagenstraße als nächster Querstraße. Der Standort ist in der Antwort-Liste zur Abgeordnetenhausanfrage mit „Brunnen Bredowstraße 45“ (PLZ 10551) angegeben. |
| Moabi    | 066     | Seydlitzstraße 17 Lage Heinrich-Zille-Siedlung                      | Krause                                    | 04–7 m           | Der Brunnen (OSM-ID: 940066715) steht am Rand der Heinrich-Zille-Siedlung an der Ecke der Claire-Waldoff- zur Seydlitzstraße auf dem Randstreifen des südlichen Gehsteigs. Die Häuser der Siedlung zwischen Seydlitz-, Lesser-Ury-, Invaliden- und Rathenower Straße einschließlich Schulgebäude an der Südecke wurden zwischen 1977 und 1980 erbaut. Gegenüber vom Brunnen liegt der Moabiter Kinderhof (Seydlitzstraße 12), dahinter der Fritz-Schloß-Park. Der Wasseraustritt ist zu Fahrbahn und Bordstein gerichtet, der Schwengel quer dazu parallel zur Bürgersteigrichtung. Der Abfluss gelangt über das Kleinpflaster. Am Brunnenfuß ist der Hinweis auf die Sanierung der Krausepumpe im Jahr 1978 mit „1978 S Berlin“ vermerkt. |
| Tierg    | 067     | Matthäikirchplatz #13 Lage Nördlicher Landwehrkanal                 | Krause                                    | 02–4 m           | Der Brunnen (OSM-ID: 944470512) steht am Matthäikirchplatz östlich der Matthäuskirche Ecke der Sigismundstraße. Der anschließende freie Platz zur Potsdamer Straße war bis zur Kriegszerstörung bebaut. Die Nummer des Krausebrunnens ist mit Kreide auf den Schwengel aufgemalt, wahrscheinlich weil der Brunnen erst vor Kurzem gestrichen wurde. Der Standort befindet sich an einer Gehsteigschräge unmittelbar an der Straßenecke. Es existiert ein ovaler Tränkstein, von dem das Wasser seitwärts abfließt, mit einer rostigen Spur über das Kleinpflaster. Der Guss am Brunnenfuß „Berlin 1978“ besagt, dass dieses Gehäuse aus dem Bestand in jenem Jahr saniert wurde. Auf einem Bild von Pinterest fehlt der Brunnen 1960 auf weiträumig beräumter Fläche. Gegenüber vom Brunnenstandort befindet sich die Neue Nationalgalerie. |
| Tierg    | 068     | Drakestraße ggü. 1 Lage Großer Tiergarten                           | Krause                                    | 02–4 m           | Der Brunnen (OSM-ID: 944470481) steht südlich der Ecke Thomas-Dehler-Straße Hausnummer 7 auf dem am Standort erweiterten Randstreifen des westlichen Gehweges. Der Standort liegt zwischen dem südlichen Rand vom Tiergarten und dem westlich anschließenden Zoo. Die Botschaft Spaniens, unter Drakestraße 1 steht das ehemalige Dänische Gesandthaus. Der Tränkstein liegt seitwärts vom Brunnen unter dem Austrittsrohr, der Schwengel ist gegenüber. Am Fuß unter dem Wasseraustritt ist er mit dem „S-Symbol“ (Schoening) und der Jahreszahl 1978 bezeichnet, was in Tiergarten für sanierte Brunnenkörper steht. |
| Hansa    | 069     | Bartningallee (# 12) Lage Hansaviertel                              | Krause                                    | 03–4 m           | Der Brunnen (OSM-ID: 938653712) steht 10 Meter westlich vom Hanseatenweg auf einem ausgelegten Stück der Grünfläche. Der Brunnenkörper steht zwischen zwei Kunststeinpollern und besitzt einen Tränkstein mit ovaler Mulde ohne Rinne. Auf die Ausführung durch Schoening verweist am achteckigen Fuß die Jahreszahl 1978 und das S-im-Dreieck-Symbol. Die Aufstellfläche gehörte bis Mitte der 1950er Jahre zum Grundstück Brückenallee 29, einem kriegszerstörten Mehrparteien-Mietshaus. Nach Südosten liegt das Gelände der Akademie der Künste, zum (kanalisierten) Spreeufer sind es 250 Meter nach Ost. Die umgebenden Bauten stammen von der Interbau 1957. Das Nebengebäude zum Brunnen Hausnummer 12 entwarf der Architekt Otto Senn, 1956/1957. |
| Hansa    | 070     | Schleswiger Ufer ggü. 2 Lage Hansaviertel                           | Krause                                    | 02–3 m           | Der Brunnen (OSM-ID: 938653715) steht vor dem zurückgesetzten Eckhaus Flotowstraße 6 auf dem Pflasterkarree im Randstreifen des Gehsteigs. Am Brunnenfuß liegt die rechteckige Muldenplatte zum Ablauf mit der Rinne quer, wobei das Wasser über das Pflaster zum Bordstein läuft. Der am oberen Ansatz gebogene Schwengel besteht aus einem geraden Stahl mit einer Kugel am Handgriff. Der Brunnenfuß unterhalb vom Austritt ist ebenfalls mit „Berlin 1978“ und S-Symbol gekennzeichnet. Zur Spree sind es 30 Meter. |
| Gesbr    | 083     | Usedomer Straße 8 Lage Humboldthain Süd                             | Freyer Säule mit Aufsatz                  | 15–20 m          | Der Brunnen gehört zu den neu in Grün lackierten und besitzt für die Freyersäulen typisch die runden „Profilscheiben“ am Drehbolzen und am Handgriff. Vor dem Brunnenfuß liegt eine ausgebrochene Platte für den Ablauf, der über den Bordstein zum nahen Straßeneinlass läuft. Etwas in die Usedomer Straße steht der Brunnen an der Nordostecke Wattstraße. Das Eckhaus ist als Usedomer Straße 8 / Wattstraße 8 nummeriert. Es ist bereits auf dem Sraubeplan von 1910 verzeichnet und hat die Kriegsjahre überstanden. Der Standort ist in der Antwort-Liste zur Abgeordnetenhausanfrage mit „Brunnen Usedomer Straße 8“ (PLZ 13355) angegeben. Der Brunnen ist im Eigentum des Landes Berlin. |
| Gesbr    | 085     | Wolliner Straße 26 Lage Brunnenstraße                               | einteilige Säule (Z)                      | 20–30 m          | Der Brunnen ist grau lackiert, wobei die Zahl 85 wohl ausgespart wurde. Er besteht aus einem glatten Rohr, wobei für den Austritt eine Muffe angeschweißt ist. Am Abschluss des Drehbolzens für den Schwengel befindet sich der Deckplatte gegenüber eine Inschrift: LCTEO4 / ???. Der gerade Schwengelstab endet in einem Zylinder zur Beschwerung oberhalb vom Handgriff. Der Brunnen steht an der östlichen Straßenseite, benachbart ist die Freie Schule am Mauerpark (Wolliner Straße 25/26). Der Vinetaplatz liegt nach Westen, der Brunnen steht an seiner Südostecke. Hinter den Grundstücken liegt nach Osten der Mauerpark, mit der Grenze zum Bezirk Pankow verlief damals die Berliner Mauer. Der Standort ist in der Antwort-Liste zur Abgeordnetenhausanfrage mit „Brunnen Wolliner Straße 26“ (PLZ 13355) angegeben. Der Brunnen ist im Eigentum des Landes Berlin. |
| Gesbr    | 087     | Wriezener Straße 31 / Soldiner Straße Lage Soldiner Straße          | Lauchhammer Typ I                         | 03–4 m           | Der Brunnen (OSM-ID: 4665191193) steht vor dem nordwestlichen Eckhaus Wriezener Straße 31/Soldiner Straße 16 am westlichen Gehweg in die Wriezener Straße hinein. Am grasbewachsenen Brunnenfuß liegt ein Tränkstein. Die Mulde mit der Ausflussrinne ist im Bordstein eingebracht, dessen geschwungene Seite an der Fahrbahn liegt. Der Standort ist in der Antwort-Liste zur Abgeordnetenhausanfrage mit „Brunnen Wriezener Straße 31“ (PLZ 13359) angegeben. Der Brunnen ist im Eigentum des Landes Berlin. |
| Gesbr    | 088     | Soldiner Straße 68 Lage Soldiner Straße                             | Lauchhammer Typ I                         | 03–4 m           | Der Lauchhammerbrunnen besitzt statt des sonstigen Kopfaufsatzes einen einfachen Blechkegel als Abschluss. Im Jahr 2008 bestand dieser sogar nur aus einem kegeligen Blechdach oberhalb vom Zierkranz der Spiegel. Auch der Wasseraustritt besitzt nicht den Fischkopf als Verkleidung, sondern ist ein einfaches Rohr. Auf den Spiegeln am Brunnenkopf ist keine Inschrift aufgebracht. Er steht 40 Meter östlich der Koloniestraße am südlichen Bürgersteig dicht am Bordstein. Der Tränkstein ist als Bordstein mit der geschwungenen Seite zur Fahrbahn. Das dahinter stehende Haus ist Nummer 68, nahe zur Brandmauer 67. Das Eckgrundstück an der Koloniestraße wurde erst nach 1987 bebaut. Der Standort wurde in der Liste zur Drucksache 17/15418 mit <Brunnen Soldiner Straße 68> (PLZ 13359) aufgenommen. Der Brunnen ist im Eigentum des Landes Berlin. |
| Gesbr    | 093     | Ackerstraße (# 129) Lage Humboldthain Süd                           | Lauchhammer Typ I Originalstandort        | 04–7 m um 1897   | Der Standort ist in der Antwort-Liste zur Abgeordnetenhausanfrage mit <Brunnen Ackerstraße 129> (PLZ 10178) angegeben. Der Brunnen (OSM-ID: 3942971914) steht auf dem südlichen Baumstreifen der Ackerstraße 10 Meter östlich vom Theodor-Heuß-Weg (Ernst-Reuter-Siedlung). Das Grundstück 129 entspricht dem Brunnen, der Theodor-Heuß-Weg mündet über 128. Der Wasseraustritt gelangt über den erweiterten Bordstein mit ovaler Mulde und Rinne in die Straßenentwässerung. Der Brunnenkörper ist kein Reko von 1987 (auf den Spiegeln am Brunnenkopf fehlt Namenszug und die Jahreszahl), der Brunnen steht im Urzustand. mit einem Tränkstein am Rand des Gehsteigs stand vor Haus 130 neben der Frontseite von Meyers Hof (). Der Brunnen ist im Eigentum des Landes Berlin. |
| Gesbr    | 096     | Soldiner Straße (#1) Lage Soldiner Straße                           | einteilige Säule (Wed)                    | 04–7 m           | Der Brunnen (OSM-ID: 3574287494) steht in der Soldiner Ecke Grüntaler Straße. Der Brunnen ist grau lackiert. Durch den rautenförmigen Körper am Handgriff und die Verstärkung oben am Austrittsrohr als Weddinger Säule markiert. Der Brunnen auf dem Sockelrohr steht nahe zum Bordstein auf dem breiten Pflasterrand am Gehsteig. Der Tränkstein mit Mulde und Abflussrinne ist als Bordstein mit der geschwungenen Seite zur Fahrbahn eingesetzt. Das Eckhaus Grüntaler Straße 68 wurde um 1985 unter Einbeziehen des Grundstücks Soldiner Straße 1 erbaut. Der Standort wurde in der Liste zur Drucksache 17/15418 mit <Brunnen Soldiner Straße 1> (PLZ 13359) aufgenommen. Der Brunnen ist im Eigentum des Landes Berlin. |
| Weddg    | 099     | Tegeler Straße 34 Lage                                              | FSH-L dreiteilige Säule                   | 04–7 m           | Der Brunnen (OSM-ID: 2211711535) in der Tegeler Ecke Sprengelstraße. Im Juli 2018 wurde das Wasseraustrittsrohr (wohl) durch Anfahren abgerissen oder abgeschraubt. Diese befand sich an der kurzen Erweiterung am Mittelrohr der FSH-Säule. Im Funktionszustand endete das Rohr oberhalb eines Tränksteins in der Bordsteinkante mit Ablaufrinne und gewölbter Seite zur Fahrbahn. Der Standort ist in der Antwort-Liste zur Abgeordnetenhausanfrage mit „Brunnen Tegeler Straße 33“ (PLZ 13353) angegeben. Der Brunnen ist im Eigentum des Landes Berlin. |
| Gesbr    | 102     | Ackerstraße 69 Lage Humboldthain Süd                                | einteilige Säule (Wed)                    | 10–15 m          | Die Brunnensäule ist grau lackiert und steht auf einem gesonderten Pflasterkarree des Randstreifens vom Gehweg. Von der Ecke Feldstraße steht sie an der Nordostseite 30 Meter die Ackerstraße entlang. Unter dem Austritt liegt ein Tränkstein mit ovaler Mulde. Anzumerken der rautenförmige Beschwerungskörper am Handgriff des Schwengels und die Verstärkung am Austrittsrohr. Der Standort ist in der Antwort-Liste zur Abgeordnetenhausanfrage mit „Brunnen Ackerstraße 69“ (PLZ 13355) angegeben. Der Brunnen ist im Eigentum des Landes Berlin. |
| Gesbr    | 107     | Graunstraße 36 Lage Brunnenstraße                                   | Freyer Säule mit Kopfaufsatz              | (–)              | Der Brunnen auf dem Randstreifen des westlichen Gehsteigs etwa 40 Meter nördlich der Lortzingstraße. Etwas weiter in der Graunstraße 31 steht die St. Afra-Kirche im Hof des Gebäudekomplexes des St.-Afra-Stiftes. Der Standort ist in der Antwort-Liste zur Abgeordnetenhausanfrage mit „Brunnen Graunstraße 35“ (PLZ 13355) angegeben. Der Brunnen ist im Eigentum des Landes Berlin. |
| Weddg    | 142     | Manga-Bell-Platz 20 Lage Rehberge                                   | Krause                                    | 04–7 m           | Der Brunnen in der Friedrich-Ebert-Siedlung steht auf einem Stück ehemaligen Fußwegs mit eigenem Straßeneinlauf. Diese höherliegende Fläche mit dem Brunnenfuß auf dem Rohrsockel verblieb wohl bei der Einrichtung von Parkplätzen quer zur Fahrbahn mit Formsteinen im Zuge einer Verkehrsberuhigung (um 1980). Der Manga-Bell-Platz ist von der Afrikanischen Straße durchzogen, die Petersallee ist unterbrochen und an deren nordöstlichen Platzecke steht der Brunnen. Hinter der Blockrandbebauung liegt die KGA Togo. Der Wasserablauf geschieht direkt in den quadratischen Schleusendeckel vor dem Brunnenfuß. Graswuchs weist auf einen intakten Brunnen. Der Standort ist in der Antwort-Liste zur Abgeordnetenhausanfrage mit „Brunnen Nachtigalplatz 20“ (PLZ 13351) angegeben. Der Brunnen ist im Eigentum des Landes Berlin. |
| Gesbr    | 147     | Sternstraße 2 Lage Soldiner Straße                                  | einteilige Säule (Wed)                    | 02–3 m           | Der Brunnen steht am östlichen Bürgersteig 20 Meter nördlich der Gottschalkstraße. Auf dem Sockelrohr am Übergang vom Pflasterrand (Baumflucht) zu den Gehwegplatten befindet sich das Austrittsrohr der grau lackierten Brunnensäule nahe oberhalb vom Bordstein, über den das Wasser abläuft. Die Säule trägt einen angeschweißten Ansatz für das von oben verstärkte Austrittsrohr aus verschweißtem Bogen und Rohr. Die Rohrverstärkung besitzt den Eimerhaken. Der Schwengel hat am Handgriff einen Rhombenkörper als Pumphilfe. Zum Pankespeicherbecken (Franzosenbecken) sind es 200 Meter nach Westen. Der Standort ist in der Antwort-Liste zur Abgeordnetenhausanfrage mit „Brunnen Sternstraße 2“ (PLZ 13359) angegeben. Der Brunnen ist im Eigentum des Landes Berlin. |
| Weddg    | 150     | Kameruner Straße 41 Lage Rehberge                                   | Krause                                    | 03–4 m           | Der Brunnen steht auf dem Formsteinrandstreifen des südöstlichen Bürgersteigs. Zwischen Bordstein und Brunnenfuß liegt die Platte mit ovaler Mulde für den Ablauf. Am achteckigen Brunnenfuß steht die Zahl 22 unterhalb vom Wasseraustritt. Die Guineastraße kreuzt 20 Meter nach Südwesten. Der Brunnen ist intakt. Der Standort ist bereits in der Antwort-Liste zur Abgeordnetenhausanfrage mit „Brunnen Kameruner Straße 41“ (PLZ 13351) angegeben. Der Brunnen ist im Eigentum des Landes Berlin. |
| Weddg    | 152     | Genter Straße 51a Lage Westliche Müllerstraße                       | einteilige Säule (Z)                      | 04–7 m           | Der Brunnen steht vor dem Flachbau 51a, hinter dem sich ein Smarthostel im Hintergrundstück (adressiert als 53a) befindet. Der Brunnen befindet sich an der Südwestseite im Bürgersteigrand (mittig) zwischen Brüsseler und Ostender Straße. Der Wasseraustritt sitzt in einer angeschweißten Manschette der Brunnensäule, der Schwerekörper ist ein Zylinderstück oberhalb vom Schwengelgriff, daran auch der Hartgummidämpfer für den Aufprall beim Niederdrücken. Die Verkleidung für den Ansatz des Schwengels am Kolbengestänge und die Halterung deren Drehachse oben am durchgehenden Rohr angeschraubt ist. Der Standort ist in der Antwort-Liste zur Abgeordnetenhausanfrage mit „Brunnen Genter Straße 51a“ (PLZ 13353) angegeben. Der Brunnen ist im Eigentum des Landes Berlin. |
| Weddg    | 153     | Otawistraße 17 Lage Rehberge                                        | einteilige Säule (Wed)                    | 03–5 m           | Der Brunnen (OSM-ID: 3668787210) steht vor dem mittleren zurückgesetzten Wohnhaus der Otawistraße zwischen Lüderitz- und Togostraße am südöstlichen Fahrbahnrand. Zwischen Brunnenfuß und Bordstein liegt die Platte mit ovaler Mulde und einer Abflussrinne zum Bordstein und der Fahrbahn. Der Wasseraustritt ist längs durch eine Verstärkung gehalten und der Schwengel quer dazu besitzt einen Rhombenkörper am Griff zur Kraftunterstützung beim Pumpen. Der Standort ist in der Antwort-Liste zur Abgeordnetenhausanfrage mit „Brunnen Otawistraße 17 gegenüber“ (PLZ 13351) angegeben. Der Brunnen ist im Eigentum des Landes Berlin. |
| Weddg    | 160     | Transvaalstraße ggü. 6 Lage Rehberge                                | Freyer Säule mit Aufsatz                  | 04–7 m           | Der Brunnen befindet sich 30 Meter in die Transvaalstraße von der Südecke mit Lüderitzstraße vor den Sportplätzen (Togostraße 15). Dem Brunnen gegenüber steht das Eckhaus Transvaalstraße 6 / Lüderitzstraße 55. Auf dem Randstreifen des Gehsteigs steht die Freyersäule, es liegt eine Platte mit ovaler Mulde am Brunnenfuß. Dieser Ablauf liegt quer zur Fahrbahn, so fließt das Wasser über die Hauptachse zum Bordstein. Die Brunnennummer ist 2018 mit Farbe handaufgetragen. Der Standort ist in der Antwort-Liste zur Abgeordnetenhausanfrage mit „Brunnen Transvaalstraße 6 gegenüber“ (PLZ 13351) angegeben. Der Brunnen ist im Eigentum des Landes Berlin. |
| Weddg    | 161     | Antwerpener Straße ggü. 5 Lage Westliche Müllerstraße               | Freyer Säule mit Aufsatz                  | 04–7 m           | Der Brunnen steht auf dem (südwestlichen) Rand am Mittelstreifen mit dem Kinderspielplatz zwischen den gegenüberliegenden Häusern 5 und 47. Zur Fahrbahn liegt eine Platte mit ovaler Mulde am Brunnenfuß. An der Ecke mit der Seestraße 100 Meter vom Brunnen befindet sich die Kapernaumkirche und hinter den Wohnhäusern zur Lütticher Straße liegt im Inneren des Häuserkarrees die Ernst-Schering-Schule (Lütticher Straße 47). Am Schwengelansatz befindet sich erhaben aufgegossen der Hinweis auf die Brunnenbaufirma Freyer. Der Standort wurde in der Liste zur Drucksache 17/15418 mit <Brunnen Antwerpener Straße gegenüber 5> (PLZ 13353) aufgenommen. Der Brunnen ist im Eigentum des Landes Berlin. |
| Weddg    | 165     | Lindower Straße 15 Lage Humboldthain Nordwest                       | einteilige Säule (Wed)                    | 04–7 m           | Am Nettelbeckplatz 30 Meter nach Südosten auf dem Bürgersteig der Lindower Straße steht der Brunnen in Weddinger Ausführung: Neben der Metallleiste die von oben das Austrittsrohr stützt gehört der Rhombenkörper als Gegengewicht direkt an der Handgriffschleife des Schwengels dazu. Seit Instandsetzung des Brunnens im Jahr 2020 ist er grün lackiert (zuvor grau). Zwischen dem am Sockelrohr aufgesetzten Fußflansch des Brunnens und dem Bordstein liegt der Tränkstein mit ovaler Mulde und der Abflussrinne an den Bordstein. Der Randstreifen des Bürgersteigs ist unmittelbar zum Anguss am Flansch mit Formsteinen belegt. Das anliegende Grundstück 15–17 war nach Kriegsschäden. Das Grundstück 15 und 16 war 1962 bebaut, Nummer 17 um 1968 bebaut worden. Die Reinickendorfer Straße mündete auf dem Nettelbeckplatz, ebenso wie Lindower und Gerichtsstraße, die Pankstraße führte im Osten durch. Die neue Verkehrsführung der Reinickendorfer Straße über beräumte Grundstücke rechtwinklig in die Pankstraße und die Umführung der Gerichtsstraße zur Pasewalker und Lindower Straße als Sackgasse am Platz erfolgte im Jahr 1988. Ende der 1940er Jahre beräumt und Anfang der 1960er Jahre neu bebaut worden. Der dreigeschossige Bau Nummer 15 steht mit der geschlossenen Außenfront zum Brunnen, im Haus befindet sich der „Festsaal Maxim“. Der S-Bahnhof Wedding der naheliegenden Ringbahn wurde 1980 eingestellt und für die Wiedereröffnung 2002 vom Nettelbeckplatz in Richtung Müllerstraße verschoben. |
| Gesbr    | 170     | Grenzstraße 20 Lage Humboldthain Nordwest                           | einteilige Säule (Wed)                    | 04–7 m           | Der Brunnen hat an der glatten Säule einen verstärkten Wasseraustritt mit dem Eimerhaken, der in einer angeschweißten Muffe steckt. Unter dem Auslauf liegt zwischen Brunnenfuß und Bordstein eine glatte Platte. Quer zum Rohr ist der Schwengel angebracht mit einem rhombenförmigen Beschwerungskörper. Der Standort befindet sich auf dem breiten Pflasterrand des Gehwegs vor dem Haus Nummer 20 nahe zu 19. An der gegenüberliegenden Straßenseite grenzt der Dorotheenstädtische Friedhof II an. Zur kreuzenden Hochstraße sind es 60 Meter nach Süden. Die anstehende Wohnbebauung wurde Mitte der 1950er Jahre errichtet. |
| Gesbr    | 178     | Steegerstraße 63 Lage Soldiner Straße                               | Freyer Säule mit Kopfaufsatz              | 02–3 m           | Die Freyersäule (OSM-ID: 1606564537) steht an der Steegerstraße 200 Meter südlich der Wollankstraße. Die Wohnhäuser befinden sich zwischen dem II. St. Elisabethfriedhof und dem Bahngelände nördlich vom Nassen Dreieck, das auf Pankower Gelände liegt. Zum grau lackierten Notwasserbrunnen auf dem Formsteinrandstreifen des Gehwegs gehört eine Platte mit ovaler Mulde zwischen Brunnenfuß und Bordstein. Der Schwengelansatz ist mit dem Hinweis auf die Firma Freyer versehen. Der Standort ist in der Antwort-Liste zur Abgeordnetenhausanfrage mit „Brunnen Steeger Straße 63“ (PLZ 13359) angegeben. Der Brunnen ist im Eigentum des Landes Berlin. |
| Weddg    | 192     | Togostraße ggü. 30 Lage Rehberge                                    | einteilige Säule (Eck)                    | 04–7 m           | Der Brunnen steht gegenüber vom Wohnhaus Nummer 30 am nordöstlichen Rand des Mittelstreifens vor der Hecke. Dieser Rand wird als Parkfläche für PKW genutzt. Offensichtlich aus diesem Grund wurde der Austritt an der Säule abgerissen. An der grau lackierten Brunnensäule war der Wasseraustritt mit seiner Verstärkung 2008 noch komplett. Am Brunnenfuß befindet sich die Platte mit ovaler Mulde mit der Hauptachse zwischen Brunnen und Straße. Die Wohnhäuser an der Straßenfront werden durch weitere in das Grundstück reichende (Togostraße 30a–d und Afrikanische Straße 145–145d) ergänzt. Die gesamte Anlage gehört zur Friedrich-Ebert-Siedlung, sie entstand Mitte der 1930er Jahre. Der Standort ist in der Antwort-Liste zur Abgeordnetenhausanfrage mit „Brunnen Togostraße 30“ (PLZ 13351) angegeben. Der Brunnen ist im Eigentum des Landes Berlin. |
| Weddg    | 193     | Türkenstraße 14 Lage Schillerpark                                   | einteilige Säule (Wed)                    | 04–7 m           | Der Brunnen befindet sich in der Türkenstraße an der Ecke Edinburgher Straße gegenüber dem Schillerpark. Das Sockelrohr endet unterhalb des gepflasterten Bürgersteigrandes, wobei zwischen Brunnenfuß und dem Bordstein eine Einsatzplatte mit ovaler Mulde liegt. Deren Abflussrinne setzt sich im Bordstein fort. Die graue Brunnensäule besitzt den Rhombus am Handgriff des Schwengels und das verstärkte Abflussrohr in der fixen Muffe. Im Inneren des Häuserblocks zur Barfußstraße befindet sich das Paul-Gerhardt-Stift. Der Standort ist in der Antwort-Liste zur Abgeordnetenhausanfrage mit „Brunnen Türkenstraße 14“ (PLZ 13349) angegeben. Der Brunnen ist im Eigentum des Landes Berlin. |
| Weddg    | 194     | Afrikanische Straße ggü. 143 Lage Rehberge                          | FSH-L dreiteilige Säule                   | 04–7 m           | Der Brunnen steht in der Friedrich-Ebert-Siedlung auf dem Mittelstreifen der Afrikanischen Straße an der Durchfahrt gegenüber der Usambarastraße. Der Wasseraustritt befindet sich an einer langen Hülse am Mittelzylinder. Der untere Teil ist der Brunnenständer zur FSH-L-Pumpe Der Ablauf geschieht auf die ovale Mulde der Platte am Brunnenfuß zum Bordstein. |
| Weddg    | 195     | Lüderitzstraße ggü. 34 Lage Rehberge                                | Freyer Säule mit Kopfaufsatz              | 04–7 m           | Der Brunnen befindet sich an der Südseite der Lüderitzstraße zur (Südost-)Ecke Kongostraße, vor der Stirnseite des Wohnblocks Kongostraße 36–44. Das gegenüberliegende Eckhaus ist Kongostraße 46/Lüderitzstraße 34. Die Bebauung erfolgte hier um 1960 auf Kleingartenflächen. Die Lüderitzstraße ist die erste südliche Parallelstraße der Müllerstraße über letztere hinweg setzt die Türkenstraße fort. Dem genannten Wohnblock gegenüber befinden sich Sportplätze (Togostraße 15) und über die Togostraße die Anna-Lindh-Schule. Am Brunnenfuß unter dem Wasseraustritt liegt die Platte mit einer ovalen Mulde zum Bordstein für den Abfluss von Pumpwasser zur Straßenentwässerung. |
| Weddg    | 196     | Senegalstraße 2 Lage Rehberge                                       | Freyer Säule mit Aufsatz                  | 04–7 m           | Der bereits grün lackierte Freyerbrunnen befindet sich 10 Meter von der Ecke Tangastraße an der Parkseite der Senegalstraße. Seitwärts am Brunnenfuß die Platte mit ovaler Mulde, deren Abflussrinne das Wasser über den Gehwegrandstreifen zur Bordsteinkante leitet. An der Senegalstraße entlang liegt der Goethepark, zur Tangastraße der St Paul-Kirchhof I. |
| Weddg    | 197     | Senegalstraße ggü. 19 Lage Rehberge                                 | Freyer Säule mit Aufsatz                  | 04–7 m           | Der Brunnen 197 ist grau lackiert und befindet sich am Westende der Senegalstraße an der Südseite des Bürgersteigs am Rand des Goetheparks, 15 Meter westlicher kreuzt die Transvaalstraße. Über diese Straße hinweg liegt westlich der Volkspark Rehberge. Seitwärts am Brunnenfuß liegt die Platte mit ovaler Mulde. Deren Abflussrinne leitet das Wasser über den Gehwegrandstreifen zur Bordsteinkante und liegt wie Schwengel und Wasseraustritt parallel zur Fahrbahn. Der Standort ist in der Antwort-Liste zur Abgeordnetenhausanfrage mit „Brunnen Senegalstraße 20-21 gegenüber“ (PLZ 13351) angegeben. Der Brunnen ist im Eigentum des Landes Berlin. |
| Weddg    | 198     | Guineastraße 24 Lage Rehberge                                       | einteilige Säule (Wed)                    | 04–7 m           | Vor dem sechsgeschossigen Wohnhaus befindet sich der Straßenbrunnen auf dem Pflasterstreifen des südlichen Bürgersteigs. Zur Ableitung von Wasser liegt am Wasseraustritt eine ovale Mulde zwischen Brunnenfuß und Bordstein. Die Säule ist grau. 20 Meter nach Südost beginnt gegenüber die Kongostraße als Fußweg im Grünbereich. Geplant als Straße 24A zwischen Afrikanischer und Müllerstraße entfiel der Abschnitt südlich der Guineastraße um 1970 mit der Wohnbebauung auf Koloniegelände. Der Anschluss der Kongostraße nördlich der Guineastraße war Kleingartenkolonie Waldesgrün und wurde an das Schulgelände beim Schulbau um 1960 angegliedert aber nicht entwidmet. An der gegenüberliegenden Straßenseite befindet sich die Anna-Lindh-Schule (Nummer 17/18) Der Standort ist in der Antwort-Liste zur Abgeordnetenhausanfrage mit „Brunnen Guineastraße 24-25“ (PLZ 13351) angegeben. Der Brunnen ist im Eigentum des Landes Berlin. |
| Weddg    | 199     | Limburger Straße 7 Lage Humboldthain Nordwest                       | einteilige Säule (Wed)                    | 04–7 m           | Im Brüsseler Kiez steht der Brunnen (OSM-ID: 563960927) gegenüber von Haus Gauß (Nummer 18) der Beuth-Hochschule für Technik. Die Entfernung zur Amrumer Straße (darüber hinweg Charité, Campus Virchow Klinikum) beträgt 70 Meter und 130 Meter zur Lütticher Straße. Die Säule besitzt einen verstärkten Wasseraustritt und einen Rhombenkörper am Handgriff des Schwengels. Die ovale Mulde für den Ablauf befindet sich zwischen Brunnenfuß und Bordstein, die Ablaufrinnen zur Fahrbahn gerichtet. Der Standort ist in der Antwort-Liste zur Abgeordnetenhausanfrage mit „Brunnen Limburger Straße 11“ (PLZ 13353) angegeben. Der Brunnen ist im Eigentum des Landes Berlin. |
| Gesbr    | 200     | Uferstraße 4 Lage Reinickendorfer Straße                            | einteilige Säule (Wed)                    | 1,5–2,5 m        | Südöstlich vom Knoten Bad-, Exerzier-, Schweden-, Koloniestraße steht der Brunnen (OSM-ID: 1151108203) 100 Meter am nordwestlichen Bürgersteig. An der anderen Straßenseite liegen die Uferstudios, vormals BVG-Hauptwerkstätte. Die Brunnensäule besitzt den verstärkten Wasseraustritt, den Rhombenkörper am Schwengel und die ovale Mulde am Brunnenfuß leitet den Abfluss zum Bordstein und dem Gerinne. Der Bürgersteig ist breit und um den Brunnen liegt ein Pflastermosaik im gepflasterten Gehwegrand. Die Panke liegt 50 Meter hinter den Studios. Die Wohnbebauung entstand vor 1910, die anliegenden Studiogebäude waren ein Straßenbahndepot. |
| Gesbr    | 201     | Stettiner Straße 21 Lage Gesundbrunnen                              | Freyer Säule mit Kopfaufsatz              | 03–4 m           | Der Brunnen steht auf dem Randstreifen des südöstlichen Gehsteigs vor der Städtischen Kita. Der Wasserabfluss erfolgt auf das Pflaster und ohne weitere Führung über den Bordstein. Der Standort ist in der Antwort-Liste zur Abgeordnetenhausanfrage mit „Brunnen Stettiner Straße 22“ (PLZ 13357) angegeben. Der Brunnen ist im Eigentum des Landes Berlin. |
| Weddg    | 203     | Armenische Straße ggü. 2 Lage Schillerpark                          | einteilige Säule (Wed)                    | 04–7 m           | Die Brunnensäule besitzt den verstärkten Wasseraustritt, den Rhombenkörper am Schwengel und die ovale Mulde am Brunnenfuß leitet den Abfluss zum Bordstein und dem Gerinne. Die Brunnenkennzahl auf dem grün lackierten Zylinder ist mit weißer Farbe am Schwengelansatz aufgemalt. Das Sockelrohr mit dem aufgeschraubten Brunnenkörper endet zwischen Pflaster und Platten des Gehsteigs, die Auffangmulde liegt seitlich mit der Hauptachse zum Brunnen, die Abflussrinne führt Wasser über einige Steine zum Bordstein. Der Standort liegt auf dem nordwestlichen Bürgersteig gegenüber der Stirnseite vom Wohnblock 2–2b und 20 Meter von der Syrischen Straße, an der ein Parkplatz liegt. Die umliegenden Wohnhäuser entstanden Mitte der 1950er Jahre auf dem Gelände der Kleingartenkolonie Nordpark. Die Seestraße verläuft 70 Meter südöstlich. |
| Weddg    | 204     | Brienzer Straße 23 Lage Schillerpark                                | Freyer Säule mit Kopfaufsatz              | 04–7 m           | Der Brunnen steht am südlichen Bürgersteig der Schwyzer Straße etwas versetzt vor der Stirnseite des Hauses Brienzer Straße 23, am Block entlang der Brienzer Straße. 20 Meter östlich befindet sich die Kreuzung Brienzer Straße, von da setzt die Waldersee- die Schwyzer Straße fort. Deren Straßenlauf und die nördliche Brienzer Straße liegen im Nachbarbezirk, Ortsteil Reinickendorf. Das Gemeindezentrum schräg südöstlich der Straßenkreuzung gehört noch zu Wedding. Schwengel und Wasserrohr liegen parallel zur Fahrbahn an der Freyersäule, die auf dem Bürgersteig auf dem Pflasterstreifen steht. Seitlich liegt am Brunnenfuß die ovale Mulde für den Ablauf, das Wasser fließt dann vom Bordstein weg in Richtung auf die PKW-Parkplätze auf den Gehweg. Die Säule ist 2018 noch grau. |
| Weddg    | 205     | Brienzer Straße 6*8 Lage Schillerpark                               | Freyer Säule mit Kopfaufsatz              | 04–7 m           | Der Brunnen ist grün lackiert und am Fuß liegt eine Platte mit Rechteckmulde unter dem Wasseraustritt. Dieser befindet sich gegenüber vom Schwegel, beide am Gehsteig ausgerichtet. Die Freyersäule am östlichen Bürgersteig befindet sich vor der Grünfläche mit Bäumen zwischen den beiden Wohnblöcken 2–6 und 8–12. Nach Norden ist der Frauenfelder Weg 70 Meter und die Ungarnstraße nach Süden 80 Meter entfernt. Der Grünstreifen zwischen den Wohnblöcken ist die Fortsetzung des Schillerparks nach Osten zum Louise-Schröder-Platz. Er ist ein Rest der Kleingartenkolonie Schillerhöhe, die Mitte der 1950er Jahre mit den Wohnhäusern bebaut wurde. |
| Weddg    | 206     | Schwyzer Straße 6 Lage Schillerpark                                 | Borsig Sechseckiger Schaft                | 04–7 m           | Der Borsig-Brunnen ersetzt eine graublaue Säule mit Rhomben-Körper am Handgriff und Verstärkung am Austrittsrohr. Der neue Brunnenkörper besitzt am oberen Abschluss eine spitze Pyramide. Er steht auf demselben Sockelrohr. Die ovale Mulde in der Platte unter dem Austritt seitlich am Brunnenfuß blieb beim Austausch unverändert. Der Standort befindet sich am östlichen Bürgersteig vor dem Gebäude des Oberstufenzentrums Gesundheit I. Gegenüber steht das Wohnhaus Nummer 22 (ein Seniorenwohnhaus). Westlich benachbart zur Barfusstraße steht die St Aloysius-Kirche mit Gemeindehäusern (Schwyzer Straße 2, 4). Nach Süden und Westen erstreckt sich der Schillerpark. Das umliegende Gelände war 1950 mit dem Jugendwohnheim Wedding bebaut, benachbart zur Kleingartenkolonie Sandtal und Kolonie Schillerpark. Um 1960 wurde ein Altersheim (Barfusstraße 22/24) gebaut und die Schwyzer Straße verlängert. 1975 kam die Schule dazu. |
| Weddg    | 208     | Corker Straße 35 Lage Schillerpark                                  | <einteilige Säule (Eck)> (abgebaut)       | 04–7 m           | Die Notwasserpumpe stand bis etwa 2020 in der Corker Straße 15 Meter zur Dubliner Straße auf einem Pflastermosaik. Der Brunnen in grau besaß (2018) einen am Schaft angeschraubten Austritt, wobei dieser wie auch die Platte am Säulenende Rostspuren trug. Die Lackierung schien schon älter zu sein. Der Schwengel hatte einen rhombenförmigen Griff und es bestand ein abgedecktes Rohr als Austritt. Zwischen Brunnenfuß und Bordstein lag die ovale Mulde für den Ablauf. Im Jahr 2020 war kein Brunnen mehr an diesem Standort zu finden, nur Spuren im Kleinpflaster zeugen noch von diesem Standort. Über die Dubliner Straße hinweg befindet sich die KGA Freudental. Bis um 1955 war das anliegende Wohnhaus als Corker Straße 11 / Dubliner Straße 68 adressiert. Der Standort ist in der Antwort-Liste zur Abgeordnetenhausanfrage mit „Brunnen Corker Straße 35“ (PLZ 13349) angegeben. Der Brunnen ist im Eigentum des Landes Berlin. |
| Gesbr    | 209     | Wolgaster Straße 9 Lage Brunnenstraße                               | <Freyer> (abgebaut)                       | 20–30 m          | Der Brunnen befand sich auf dem Randstreifen des östlichen Bürgersteigs 30 Meter von der Bernauer Straße entfernt. Im Jahr 2020 war sie nicht mehr aufzufinden, lediglich an der Gehwegpflasterung ist der ehemalige Standort noch auszumachen. Die vom Bund finanzierte Anlage für die Versorgung und den Schutz der Bevölkerung in Krisen- und Notfällen konzipierte Freyersäule stand mithin 60 Meter zum Ortsteil Prenzlauer Berg und stand schon als die Bezirksgrenze von der Berliner Mauer (dazu auch Tunnel 29) markiert wurde. Der Wohnblock 8/9/10 wurde um 1960 erbaut, die gegenüberliegende Kita folgte um 1980. Unter dem Ablauf vom Austrittsrohr des Brunnens lag seitlich vom Brunnenfuß eine Platte mit ovaler Mulde, der Abfluss erfolgte quer über die Hauptachse zum Bordstein und Straßengerinne. |
| Gesbr    | 210     | Stralsunder Straße 26 Lage Humboldthain Süd                         | Wolf                                      |                  | Die Wolf-Säule steht auf dem nördlichen Gehsteig der Stralsunder Straße, wenige Meter westlich der Einmündung zur Wattstraße. Der Standort wurde im Jahr 2023 neu gebohrt. Zuvor befand sich der Brunnen in der Wattstraße an der Ecke der Stralsunder Straße, wo die Pumpe zuletzt mit einem Metallband am Schwengel stillgelegt und die Nutzung unterbunden war. Das Eckhaus am Brunnen ist als Stralsunder Straße 26 adressiert und war bis Mitte der 1980er Jahre noch als Wattstraße 25 benannt; daneben gehören Wattstraße 21–24 zum Autobus-Betriebshof (Betriebsteil Berlin Transport). Über die Stralsunder Straße hinweg ist der Straßenlauf Strelitzer Straße benannt: nach Norden die Ernst-Reuter-Schule und an deren Südseite die Gustav-Falke-Schule. |
| Gesbr    | 211     | Hussitenstraße ggü. 68 Lage Humboldthain Süd                        | einteilige Säule (Wed)                    | 10–15 m          | Der Brunnen (OSM-ID: 2008772049) steht 15 Meter in der Hussitenstraße von der Mündung der Stralsunder Straße nach Osten vor dem hinter der Grünfläche zurückgesetzten Wohnhaus Stralsunder Straße 38/39. Der Standort befindet sich am nördlichen Bürgersteig in der Baumflucht. An der grauen Brunnensäule besitzt der Schwengel am Handgriff einen rhombenförmigen Schwerekörper, das Wasserrohr steckt in der am Schaft vorhandenen Muffe. Das gerade Rohrstück und der Ausflussbogen sind von oben verstärkt, woran auch der Eimerhaken angesetzt ist. Schwengel und Austritt sind parallel zum Gehsteig. Den Auffang darunter bildet die ovale Mulde der en Abflussrinne in der Nebenachse zum Bordstein und dem benachbarten rechteckigen Straßeneinlass. |
| Gesbr    | 212     | Hochstraße Lage Humboldthain Nordwest                               | Freyer Säule mit Kopfaufsatz              | 04–7 m           | Die grüne Freyersäule (OSM-ID: 2217029272) steht 10 Meter in die Hochstraße hinein vor dem Eckhaus Gerichtstraße 9a östlich der Kreuzung Hoch-/ Gerichtstraße. Der Pankelauf ist 200 Meter nach Westen (Gerichtsstraßenbrücke) erreicht. Am Brunnen liegt der Wasseraustritt zur Fahrbahn und quer zum Schwengel. Die Ablaufplatte mit ovaler Mulde befindet sich zwischen Brunnenfuß und dem Bordstein an der Hochstraße entlang. Der Standort befindet sich neben einem Straßenbaum zwischen Formsteinen des Bürgersteigs. Der ursprünglich im Südwesten an der Kreuzung vorhandene Lenzerer Platz wurde einschließlich der kriegsgeschädigten Bebauung zur Panke im Jahr 1970 mit einem gestaffelten achtgeschossigen Wohngebäude gefüllt (Schönwalder Straße 1–4, Neue Hochstraße 30, Seniorenfreizeitstätte) und 2018 ergänzt. |
| Weddg    | 213     | Malplaquetstraße 24 Lage Leopoldplatz                               | Wolf                                      |                  | Die im Frühjahr 2023 neu gebohrte Wolf-Säule steht auf dem westlichen Gehsteig der Malplaquetstraße, etwa 50 Meter südöstlich der Einmündung zur Seestraße und nur 70 Meter entfernt vom historischen Lauchhammerbrunnen an der Malplaquetstraße, Ecke Liebenwalder Straße. |
| Weddg    | 215     | Groninger Straße gegenüber 37 Lage Leopoldplatz                     | einteilige Säule (Z)                      | 03–4 m           | Der Brunnen besitzt einen zylindrischen Körper am Handgriff und das Austrittsrohr aus einem Stück steckt in der Muffe am Schaft, beide in Gehwegrichtung. Die Auffangmulde am Brunnenfuß ist rechteckig mit der Ablaufrinne an der Schalseite zur Fahrbahn. Er befindet sich 50 Meter von der Seestraße am östlichen Bürgersteig. Das dahinterliegende Grundstück gehört zur Charité (Reinickendorfer Straße 61/62) Haus 8. Der Standort ist in der Antwort-Liste zur Abgeordnetenhausanfrage mit „Brunnen Groninger Straße 37 gegenüber“ (PLZ 13347) angegeben. Der Brunnen ist im Eigentum des Landes Berlin. |
| Gesbr    | 217     | Soldiner Straße 26 Lage Soldiner Straße                             | Freyer Säule mit Kopfaufsatz              | 03–4 m           | Der Brunnen befindet sich auf dem Randstreifen des Bürgersteigs nahe zum Bordstein. Die Auffangplatte am Brunnenfuß hat eine ovale Mulde und liegt wie Schwengel und Austritt parallel zur Fahrbahn. Er steht neben der Buswartehalle am Übergang des Eckhauses Prinzenallee 53/Soldinerstraße 26 zu Hausnummer 27. Die Panke mit dem Grünzug hat ihren Lauf 170 Meter nach Westen an der bei der Umgestaltung in den 1980er Jahren geteilten Stockholmer Straße (Soldiner-Straßen-Brücke). Während das Eckhaus die Luftangriffe überstand, wurde die Bebauung gegenüber nach der Beräumung in den 1950er Jahren und um 1985 neu bebaut. Das sechsgeschossige Wohnhaus 27 zwischen den zwei Altbauten wurde um 1975 erbaut. Über die Prinzenallee hinweg steht die Stephanus-Kirche. Der Standort ist in der Antwort-Liste zur Abgeordnetenhausanfrage mit „Brunnen Soldiner Straße 26“ (PLZ 13359) angegeben. Der Brunnen ist im Eigentum des Landes Berlin. |
| Gesbr    | 218     | Koloniestraße 7 Lage Reinickendorfer Straße                         | <abgebaut>                                | 03–4 m           | Der Brunnen wurde am das Jahr 2021 abgebaut, da er versandet war. Er bestand aus einem auf dem Sockelrohr verschraubten und durchgehenden Rohr mit einer runden Platte oben auf. Angesetzt war eine Muffe, in der das Austrittsrohr mit seiner Verstärkung saß. Oben am Rohr war ein dreieckiger Ansatz angeschweißt der den Drehpunkt des Schwengels trägt und die Verbindung zum Kolbengestänge verdeckt und schützt, der Handgriff war mit einem Rhombenkörper beschwert. Auf dem Gehweg lag an der Seite des Brunnenfußes die ovale Mulde zum Auffangen des Wassers, das über die Hauptachse zum Bordstein fließen konnte. Im Jahre 2008 war der zwischenzeitlich grün lackierte Brunnen noch Grau. Das siebengeschossige Wohnhaus 7 am Brunnen steht an der Ostseite der Koloniestraße zwischen Schwedenstraße und Osloer Straße und ist Ende der 1980er Jahre erbaut. Nach Osten ist die Panke 150 Meter entfernt. |
| Gesbr    | 219     | Wollankstraße ggü. 75/76 Lage Soldiner Straße                       | einteilige Säule (Wed)                    | 10 m             | Die Brunnensäule (OSM-ID: 1606564486) steht am Randstreifen des Bürgersteigs auf einem Pflastermosaik. Der Wasseraustritt ist verstärkt, der Handgriff des Schwengels ist mit einem Rhombenkörper beschwert. Da Schwengel und Wasseraustritt quer zu einanderliegen, befindet sich die ovale Auffangmulde am Brunnenfuß. Bei Straßenbauarbeiten war die Aufstellung des Brunnens an das Sockelrohr und die Bohrung gebunden, so führt die Abflussrinne der Mulde zum runden Straßeneinlass innerhalb des Pflastermosaiks, zur Fahrbahn liegt noch der Radweg und eine Gehwegfläche auf der Parkspur. Der Brunnenstandort ist auf dem nordwestlichen Bürgersteig vor dem um 1965 erbauten zurückgesetzten Wohnblock (hier Haus 51) mit Parkplatz. Es sind 60 Meter zur Friedhofsgrenze vom Kirchhof III der Französischen Gemeinde (Grundstück 50 ist der Zugang: Hauptweg). Dahinter fließt die Panke, 230 Meter westlich vom Brunnen, wobei dazwischen das Pankebecken liegt. Die Fläche vor dem Friedhof (damals Grundstück 44–53) war bis 1950 unbebaut und danach noch 15 Jahre (wohl) kleingärtnerisch genutzt. An der Ostseite der Wollankstraße befindet sich der Französische Friedhof II hinter der Wohnhausreihe. |
| Weddg    | 221     | Maxstraße ggü. 11 Lage Leopoldplatz                                 | einteilige Säule (Wed)                    | 03–4 m           | Der intake Brunnen steht an der Parkseite der Maxstraße vor der Anlage (zum) Leopoldplatz. Der Schwengel längs zum Bürgersteig hat einen Rhombenkörper als Gegengewicht und das Austrittsrohr ist mit einem Metallstreifen von oben verstärkt. Zwischen Fußflansch auf dem Sockelrohr und dem breiten Bordstein liegt die Muldenplatte für den Wasserauffang, abgeleitet über die Rinne an der Querachse der Mulde. Die Brunnensäule ist nach wie vor grau lackiert, was charakteristisch für die Weddinger Plumpen ist. |
| Weddg    | 222     | Lüderitzstraße 2 Lage Rehberge                                      | Freyer Säule mit Kopfaufsatz              | 04–7 m           | Die graue Brunnensäule steht am Gehwegrand vor dem Eckhaus Seestraße 98 / Lüderitzstraße 2 in die Lüderitzstraße hinein. Im Randstreifen unter dem Wasseraustritt liegt die Auffangplatte mit ovaler Mulde. Deren Ausflussrinne ist parallel zur Fahrbahn, so fließt das Wasser über das Kleinpflaster zum Straßengerinne. |
| Gesbr    | 223     | Gerichtstraße ggü. 17 Lage Humboldthain Nordwest                    | einteilige Säule (Wed)                    | 04–7 m           | Der Brunnen (OSM-ID: 1157194701) steht westlich vom Pankelauf im Südosten der Gerichtstraßenbrücke an der Schönwalder Straße. Der Standort ist in der Antwort-Liste zur Abgeordnetenhausanfrage mit „Brunnen Gerichtstraße 17 gegenüber“ (PLZ 13347) angegeben. Der Brunnen ist im Eigentum des Landes Berlin. |
| Gesbr    | 224     | Bastianstraße ggü. 11 Lage Humboldthain Nordwest                    | Borsig Sechseckiger Schaft                | 04–7 m           | Der Brunnen steht am südöstlichen Bürgersteig vor der Mauer des Gewerbegrundstücks (Autowerkstatt Bastiantraße 17). Die Entfernung nach Süden zur Böttgerstraße beträgt 70 Meter, dort steht die Diesterweg-Schule. Der Borsigbrunnen vom Ende der 2010er Jahre ersetzt den Vorgänger einer Rümmlerpumpe (Schliephackebrunnen). Der Brunnen wurde auf dem vorhandenen Sockelrohr gesetzt, dass in der Baumflucht endet und so liegt der Brunnenflansch zwischen Gehwegplatte und Pflasterrand, im letzteren liegt die viereckige Auffangplatte für das Brunnenwasser unter dem Austritt. Aus deren Rinne gelangt das Wasser über etwas Kleinpflaster und den Bordstein zur Straßenentwässerung. Der Schwengel ist längs zum Gehweg zu betreiben. Den oberen Abschluss der Säule bildet ein stumpf-kegeliger Deckel. |
| Gesbr    | 225     | Hochstraße ggü. 18 Lage Humboldthain Nordwest                       | Freyer Säule mit Kopfaufsatz              | 07–10 m          | Der Brunnen (OSM-ID: 3348503393) steht in der Hochstraße am östlichen Gehwegrand nördlich vom S-Bahnhof Humboldthain, 150 Meter von der Wiesenstraße. Über die Gleisanlagen hinweg liegt der Humboldthain. |
| Weddg    | 227     | Transvaalstraße 34 Lage Rehberge                                    | Freyer Säule mit Kopfaufsatz              | 04–7 m           | Am Fuß der Freyersäule liegt die ovale Mulde direkt zum Bordstein des südöstlichen Bürgersteigs. Der Brunnen an der Transvaalstraße zwischen Guinea- und Togostraße befindet sich vor der Grünfläche zwischen Haus 34 und 35. Von da nach Osten ist das Grundstück der Anna-Lindh-Schule gelegen. Die gesamte Fläche im Straßenkarree östlich der Transvaalstraße gehörte bis zur Bebauung um 1955 zur Kleingartenkolonie Waldesluft. Der Standort ist in der Antwort-Liste zur Abgeordnetenhausanfrage mit „Brunnen Transvaalstraße 34“ (PLZ 13351) angegeben. Der Brunnen ist im Eigentum des Landes Berlin. |
| Weddg    | 229     | Lütticher Straße 48 Lage Westliche Müllerstraße                     | einteilige Säule (Wed)                    | 03–4 m           | Der Brunnen ist eine Säule mit Rhombenbeschwerung am Schwengel und verstärktem Austrittsrohr. Dem Abfluss ist eine ovale Mulde seitwärts am Brunnenfuß zugeordnet, die Abflussrinne liegt in Gehwegrichtung und das Wasser läuft über den Randstreifen zum Bordstein. Der Brunnen steht an der Nordostseite der Lütticher Straße zwischen Brüsseler und Seestraße vor der Ernst-Schering-Schule. Der Standort ist in der Antwort-Liste zur Abgeordnetenhausanfrage mit „Brunnen Lütticher Straße 47-48“ (PLZ 13353) angegeben. Der Brunnen ist im Eigentum des Landes Berlin. |
| Weddg    | 230     | Sprengelstraße ggü. 20 Lage Sparrplatz                              | einteilige Säule (Wed)                    | 07–10 m          | Der Brunnen (OSM-ID: 2225887740) steht nördlich vom Sprengelpark am südlichen Gehweg der Straße. Die Entfernung zur Samoastraße beträgt 70 Meter, an der Ostecke beider Straßen steht die Osterkirche. Der Brunnenkörper ist eine Wolfsäule unter deren Austrittsrohr eine Platte mit ovaler Mulde quer zur Fahrbahn liegt. Das üppige Grün am Standort im gepflasterten Randstreifen zeugt von einer aktiven Nutzung des funktionsfähigen Brunnens. Das Rohr ist durch einen verjüngenden Aufsatz verstärkt und der Beschwerungskörper am Hand Handgriff des Schwengels ist ein rautenförmiger Quader. Der Standort ist in der Antwort-Liste zur Abgeordnetenhausanfrage mit „Brunnen Sprengelstraße 28“ (PLZ 13353) angegeben. Der Brunnen ist im Eigentum des Landes Berlin. |
| Weddg    | 231     | Themsestraße 95 Lage Schillerpark                                   | einteilige Säule Wolf                     | 04–7 m           | Der Brunnen im Englischen Viertel steht am Nordbogen der Themse- an die Londoner Straße. Die graue Wolf2-Säule hat einen Knuppel am Deckel und eine Kugel am Schwengelhandgriff, am Schwengelbogen befinden sich zwei Schrauben, das Austrittsrohr ist fest angesetzt. Die Auffangplatte hat eine rechteckige Mulde. Die Aufstellung liegt vor der Stirnseite von Haus 95 (Block 95–101) am Gehwegrandstreifen, wo die Parktaschen enden. Der Standort ist in der Antwort-Liste zur Abgeordnetenhausanfrage mit „Brunnen Themsestraße 95“ (PLZ 13349) angegeben. Die Bebauung zwischen Themsestraße und Londoner Straße erfolgte um 1965. Der Brunnen ist im Eigentum des Landes Berlin. |
| Weddg    | 232     | Themsestraße ggü. 2 Lage Schillerpark                               | einteilige Säule (Wed)                    | 04–7 m           | Der Brunnen im Englischen Viertel steht am Südbogen der Themse- an die Londoner Straße. Die graue Wolf-Säule hat einen glatten Deckel und am Schwengelhandgriff einen Rhombenkörper das Austrittsrohr ist in einer Muffe angesetzt und hat die Verstärkung oben auf dem Rohr. Eine Auffangplatte am Brunnenfuß fehlt. Der Standort ist in der Antwort-Liste zur Abgeordnetenhausanfrage mit „Brunnen Themsestraße 2a gegenüber“ (PLZ 13349) angegeben. Die Bebauung zwischen Themsestraße und Londoner Straße erfolgte um 1965. Der Brunnen steht auf dem Pflasterrand des nördlichen Bürgersteigs 20 Meter von der Londoner Straße (Stirnseite Hausnummer 22). Der Brunnen ist im Eigentum des Landes Berlin. |
| Weddg    | 233     | Turiner Straße Leopoldplatz Lage Leopoldplatz                       | einteilige Säule (Wed)                    | 05–10 m          | Der Brunnen (OSM-ID: 832835263) steht vor der Neuen Nazarethkirche (Kirchenadresse: Schulstraße 119) vom Kirchenzugangsweg etwas zur Schulstraße versetzt. Der Standort liegt in Höhe des „Boulodrome“ am Leopoldplatz. Der Standort liegt 25 Meter zur Schulstraße und 60 Meter zur Nazarethkirchstraße, zum Eingang der Kirche orientiert. Die Pumpensäule steht am Gehwegrand, dem vormaligen Straßenrand vor dem beim Straßenumbau Parkbuchten eingesetzt wurden. Vom einfache Wasseraustrittsrohr fließt der Wasserablauf in einen Tränkstein mit ovaler Mulde mit der Rinne parallel zum Straßenlauf. Somit fließt das Wasser über Kleinpflaster und Bordstein in die Regenentwässerung des Gerinnes. „Kein Trinkwasser“ auf dem rotumrandeten Blechschild ist zweisprachig. Anzumerken gegenüber anderen einteiligen Säulen ist der Gewichtskörper am Schwengel in Rautenform und eine spitzwinklig-dreieckige Verstärkung am Austrittsrohr, die insbesondere auf dem Rohr aufgeschweißt den Haken zum Einhängen des Eimers bietet. Der Standort ist in der Antwort-Liste zur Abgeordnetenhausanfrage mit „Brunnen Leopoldplatz / Turiner Str.“ (PLZ 13353) angegeben. Der Brunnen ist im Eigentum des Landes Berlin. |
| Gesbr    | 234     | Nauener Platz Lage Leopoldplatz                                     | <abgebaut>                                | 03–4 m           | Der Standort ist in der Antwort-Liste zur Abgeordnetenhausanfrage mit „Brunnen Reinickendorfer Straße 55“ (PLZ 13347) angegeben. Bei der Begehung vor Ort befand sich (2018) kein Straßenbrunnen mehr an dieser Stelle. Auf der Abbildung von StreetView 2008 steht eine dreiteilige Säule (FSH-L, erkennbar am halbrunden Schwengelansatz) am Gehwegrand vor dem Spielplatz (20 Meter von der Hauskante) neben dem „Haus der Jugend“. Der zugeordnete Standort befindet sich 90 Meter von der Schulstraße auf der Gesundbrunner Seite in die Reinickendorfer Straße hinein, an dieser Stelle befindet sich 2018 die Asphaltschüttung für die Baustellenzufahrt. Spuren des entnommenen Brunnen waren so im Januar 2019 verloren. Der Brunnenstandort ist im Eigentum des Landes Berlin. |
| Gesbr    | 235     | Osloer Straße 12 Lage Soldiner Straße                               | einteilige Säule (Eck)                    | 03–4 m           | Der Straßenbrunnen steht in der Osloer Straße zwischen Prinzenallee und Wriezener Straße an der Nordseite vor dem Labyrinth Kindermuseum Berlin. Das Pumpenrohr besteht aus zwei Teilen, die fest verbunden sind. Das Austrittsrohr quer zum Schwengel ist zur Fahrbahn gerichtet. Das Pumpenrohr steht mit der bodengleichen Grundplatte zwischen den (höherliegenden) Formsteinen des Gehwegs. Der Abfluss erfolgt über oder in die Formsteine. Ein mit einem Blechband befestigtes zweisprachiges Metallschild besagt „Kein Trinkwasser“. Der Standort ist in der Antwort-Liste zur Abgeordnetenhausanfrage mit „Brunnen Osloer Straße 12“ (PLZ 13359) angegeben. Der Brunnen ist im Eigentum des Landes Berlin. |
| Gesbr    | 236     | Drontheimer Straße ggü. 9 Lage Soldiner Straße                      | einteilige Säule (Wed)                    | 04–7 m           | Der graue Brunnen hat eine durchgehende Säule mit runder Platte abgedeckt. Die Schwengelhalterung/ -abdeckung ist angeschweißt und am Handgriff beschwert ein Rhombenkörper den Schwengel. In einer Muffe dieser Säule ist das Austrittsrohr eingepasst, dass eine Verstärkung besitzt. Der Standort liegt am Eingang zur Halle der „Domäne“ (Drontheimer Straße 30a, 30b), wobei das Gebäude 32 hinten liegt. Der Brunnen steht auf dem Randstreifen (ohne Auffangplatte) des westlichen Bürgersteigs. Das gesamte Grundstück (28–38) zur Tromsöer Straße ist Gewerbegelände. Nach Süden schließen sich die DRK-Kliniken mit dem Schwesternheim und an der Osloer Straße das Finanzamt Wedding an. In der Antwort-Liste zur Abgeordnetenhausanfrage ist „Brunnen Drontheimer Straße 32“ (PLZ 13359) angegeben. Der Brunnen ist im Eigentum des Landes Berlin. |
| Gesbr    | 237     | Biesentaler Straße #8 Lage Soldiner Straße                          | Lauchhammer Typ I                         | 03–4 m           | Der Brunnen (OSM-ID: 4812243834) wurde nach der Inschrift am Brunnenkopf 1987 bei Winkelhoff saniert und offensichtlich zu dieser Zeit am südlichen Bürgersteig zwischen Wriezener Straße und Prinzenallee aufgestellt. Das Grundstück 7 wurde 1970 beräumt und zur Grünzone mit Spielplatz im Innenbereich geformt. Der Brunnen steht am Rand des Wohnhauses 8 vor dem linken Zaunpfeiler am ursprünglichen Grundstückseingang zu Nummer 7. Der Wasserabfluss erfolgt über Pflaster und Bordstein und der Austritt ist ein einfaches Rohr. Der Standort ist in der Antwort-Liste zur Abgeordnetenhausanfrage mit „Brunnen Biesentaler Straße 7“ (PLZ 13359) angegeben. Der Brunnen ist im Eigentum des Landes Berlin. |
| Weddg    | 238     | Utrechter Straße 4 Lage Humboldthain Süd                            | FSH-L dreiteilige Säule                   | 04–7 m           | Der Brunnen (OSM-ID: 1659884037) steht an der Ecke der Südseite Utrechter Straße mit der Müllerstraße Nummer 34, dieses Gebäude wurde um 2010 neu auf Abrissflächen erbaut. Der vor dem Umbau 2008 hier noch stehende grau lackierte Brunnenkörper bestand aus einer einteiligen Säule mit eingesetzten Austrittsrohr. Bei der Begehung im Mai 2018 lag hier eine mit vier Schrauben befestigte Abdeckplatte auf dem Quellstandrohr, die Mulde des Tränksteins ist mit Asphalt bodengleich ausgegossen. Der Standort war in der Antwort-Liste zur Abgeordnetenhausanfrage als „Brunnen Utrechter Straße 2-4“ (PLZ 13347) angegeben. Inzwischen wurde der Straßenbrunnen in der Bauform FSH-L wieder aufgebaut (Begehung Juli 2020). Der Standort ist im Eigentum des Landes Berlin. |
| Gesbr    | 239     | Neue Hochstraße 5 Lage Humboldthain NW                              | einteilige Säule (Z)                      | 04–7 m           | In der Antwort-Liste zur Abgeordnetenhausanfrage ist „Brunnen Neue Hochstraße 5“ (PLZ 13347) angegeben. Gegenüberliegend wurde ab 1960 der Spielplatz und mit den Neubauten an der Chausseestraße der Park südlich der Schulzendorfer Straße eingerichtet. Die Altbauten 44, 45 und 5–7 wurden zm 1980 abgerissen. Um 1985 entstanden die Neubau-Wohnhäuser 5, 6, 7 und danach die Kita auf 44/45. Der Brunnen besitzt einen massiven Handgriff mit einem Quader zur Beschwerung und einen Wasseraustritt, dessen Rohr verkleidet und direkt an der Säule angeschweißt ist. Vor dem Brunnenfuß liegt die Auffangplatte mit ovaler Mulde auf dem Pflastermosaik, das dem Bürgersteig vorgesetzt zwischen den Parktaschen liegt. Der Brunnenstandort ist im Eigentum des Landes Berlin. |
| Weddg    | 240     | Liebenwalder Straße 27 Lage Leopoldplatz                            | einteilige Säule (Wed)                    | 04–7 m           | Der Brunnen steht auf dem nördlichen Gehweg vor den zurückgesetzten Wohnhäusern. Am Brunnenkörper ist der Wasseraustritt verstärkt und daran der Haken für den Halt eines Eimers. Ein rautenförmiger Schwerekörper am Handgriff des Schwengels erleichtert das Pumpen per Hand durch „Beschleunigungswirkung“. Der Standort ist in der Antwort-Liste zur Abgeordnetenhausanfrage mit „Brunnen Liebenwalder Straße 27“ (PLZ 13347) angegeben. Der Brunnen ist im Eigentum des Landes Berlin. |
| Weddg    | 242     | Oudenarder Straße 5 Lage Leopoldplatz                               | einteilige Säule (Wed)                    | 03–4 m           | Der grau lackierte Brunnenkörper (OSM-ID: 1471202702) steht vor dem Haus 5 im Straßenabschnitt zwischen Groninger und Reinickendorfer Straße. Der Wasseraustritt zeigt zur Fahrbahn, darunter liegt das Kleinpflaster des Gehwegrandes. Zur Beschwerung am Handgriff ist ein Zylinderkörper eingesetzt. Der Standort ist in der Antwort-Liste zur Abgeordnetenhausanfrage mit „Brunnen Oudenarder Straße 05“ (PLZ 13347) angegeben. Der Brunnen ist im Eigentum des Landes Berlin. |
| Weddg    | 243     | Antonstraße 23 Lage Reinickendorfer Straße                          | einteilige Säule (Z)                      | 03–4 m           | Der Brunnen steht zwischen Max- und Prinz-Eugen-Straße. Der Rohrbogen für den Austritt ist in einer Muffe an der Brunnensäule fixiert. Das ablaufende Wasser gelangt über die Ausflussrinne der ovalen Mulde und die Rinne des Bordsteins zur Straßenentwässerung. Die Schwengelhalterung und -abdeckung ist am oberen Säulenende angeschraubt und oberhalb vom Handgriff ist ein zylindrischer Ansatz, dessen Schwung beim Pumpen ein Hartgummiaufsatz dämpft. Der Standort wurde in der Liste zur Drucksache 17/15418 mit <Brunnen Antonstraße 23> (PLZ 13347) aufgenommen. Der Brunnen ist im Eigentum des Landes Berlin. |
| Weddg    | 244     | Sparrstraße ggü. 4 Lage Sparrplatz                                  | einteilige Säule (Z)                      | 03–5 m           | Der Brunnen (OSM-ID: 2225887759) steht an der Ostseite vom Sparrplatz gegenüber von Haus 4, 1955 entstand durch Verringerung der Straßenbreite die Fläche entlang des Platzes auf dem der Brunnen sich befindet. Um 1970 wurde die ursprünglich zur Triftstraße durchführende Straße mit dem Bau eines Studentenwohnheims zur Sprengelstraße verkürzt und an der Ostseite des Platzes zur Sackgasse. Der Rohrbogen für den Austritt des gepumpten Wassers steckt in einer Muffe an der (2018 noch frisch) grünlackierten Brunnensäule. Die Schwengelhalterung und -abdeckung ist am oberen Säulenende angeschraubt und oberhalb vom Handgriff ist ein zylindrischer Ansatz, dessen Schwung beim Pumpen ein Hartgummiaufsatz dämpft. Der Wasserabfluss gelangt auf Pflastersteine zum Fahrbahnrand. Der auf dem Sockelrohr verschraubte Brunnenfuß ist der Mittelpunkt einer halbkreisförmigen Umpflasterung als Schmuck des Schmuckplatzes im Wedding auf dem auch ein Trinkbrunnen steht. Die Der Standort ist in der Antwort-Liste zur Abgeordnetenhausanfrage mit „Brunnen Sparrstr. 4 gegenüber“ (PLZ 13353) angegeben. Der Brunnen ist im Eigentum des Landes Berlin. |
| Gesbr    | 245     | Pankstraße 47 Lage Humboldthain Süd                                 | Lauchhammer Typ I                         | 03–4 m           | Der Straßenbrunnen mit Fischkopf und Pinienzapfenkrone steht in der Pankstraße (Südostseite) vor dem Museum Mitte. Zwei Kleinpflasterreihen trennen das Pumpengehäuse von der Bordsteinkante. Der Pumpenablauf läuft über den Bordstein ab. Die graublaue Farbe des Brunnens von 2008 ist 2016 in die übliche grüne Lackierung geändert. Von der Böttgerstraße sind es 125 Meter und 145 Meter zur Badstraße. Der Standort ist in der Antwort-Liste zur Abgeordnetenhausanfrage mit „Brunnen Pankstraße 47“ (PLZ 13357) angegeben. Der Brunnen ist im Eigentum des Landes Berlin. |
| Gesbr    | 246     | Koloniestraße neben 136 Lage Soldiner Straße                        | einteilige Säule (Z)                      | 04–7 m           | Der Brunnen steht an der Westseite der Koloniestraße südlich der Verkehrsberuhigung vor dem Anbau des Gewerbegebäudes 136 und gegenüber von Hausnummer 21. Das Gebäude und die nebenliegende Fläche wird von der „Union Sozialer Einrichtungen gemeinnützige GmbH“ genutzt. Seitwärts vom Brunnenständer liegt der Tränkstein und führt den Wasserablauf über das Kleinpflaster am Baumstreifen des Gehwegs zur Fahrbahn ab. An der einteiligen Säule ist das Wasseraustrittsrohr direkt eingelassen, zudem sitzt auf der runden Grundplatte eine leicht erweiterte zylindrische Erweiterung. Der Pumpvorgang ist intakt. Der Standort ist in der Antwort-Liste zur Abgeordnetenhausanfrage mit „Brunnen Koloniestraße 135“ (PLZ 13359) angegeben. Der Brunnen ist im Eigentum des Landes Berlin. |
| Gesbr    | 247     | Bellermannstraße 3/4 Lage Gesundbrunnen                             | einteilige Säule (Z)                      | 02–3 m           | Der Brunnen befindet sich 60 Meter von der Prinzenallee am westlichen Bürgersteigrand. Noch 1973 sind mit dem Wohnhaus zwei Grundstücke als 3 und 4 aufgenommen, 1977 ist 3/4 eingetragen. Der Schwengelansatz ist oben an der Säule angeschraubt, wobei der Drehbolzen mit Deckeln geschützt ist. Der Schwengel hat am Handgriff einen Zylinder als Beschwerung. Das Austrittsrohr sitzt in einer Muffe am Brunnenkörper, aber ohne Verstärkung. Der Abfluss gelangt auf die ovale Mulde zwischen Brunnenfuß und Bordstein. Anzumerken ist die Kanalbetriebsstelle Wedding auf Grundstück 7–9 mit dem Pumpwerk (Nummer 6) der Kanalisation nach Hobrecht. Die St. Petrus-Kirche (Bellermannstraße 92) steht dem Brunnen schräg gegenüber. Der Standort ist in der Antwort-Liste mit „Brunnen Bellermannstraße 3“ (PLZ 13357) angegeben. Der Brunnen ist im Eigentum des Landes Berlin. |
| Gesbr    | 248     | Heidebrinker Straße 13 Lage Gesundbrunnen                           | einteilige Säule (Z)                      | 10–15 m          | Die Häuser 7–19 der Heidebrinker Straße sind hinter einer Grünfläche zurückgesetzt, in Höhe von Hausnummer 13 steht die Brunnensäule am westlichen Gehsteigrand. Eine zylindrische Beschwerung befindet sich über dem Handgriff des Schwengels, dessen Drehbolzen steckt in der an der Säule angeschraubten Verkleidung. Der Wasseraustritt steckt als Rohrbogen in einer Muffe am Gehäuserohr. Der Abfluss gelangt über die Abflussrinne der ovalen Mulde zur Rinne im Bordstein. Der Standort ist in der Antwort-Liste zur Abgeordnetenhausanfrage mit „Brunnen Heidebrinkerstraße 13“ (PLZ 13357) angegeben. Der Brunnen ist im Eigentum des Landes Berlin. |
| Gesbr    | 249     | Wiesenstraße 60 Lage Humboldthain NW                                | einteilige Säule (Z)                      | 04–7 m           | Der Brunnen steht auf einem Pflastermosaik am Eckhaus 60 in der Wiesenstraße zu Kolberger Straße 59 (Nordwestecke). Dieses fünfgeschossige Wohnhaus wurde um 1988 erbaut. In den 1990er Jahren entstand eine Sporthalle auf dem benachbarten Grundstück (58, 59) Eine zylindrische Beschwerung befindet sich über dem Handgriff des Schwengels, dessen Drehbolzen liegt in der an der Säule angeschraubten Verkleidung und Halterung. Der Wasseraustritt steckt als Rohrbogen in einer Muffe am Gehäuserohr. Der Abfluss gelangt über das Pflaster zum Bordstein. Zur Dämpfung des Pumpschlags am Schwengel befindet sich ein Hartgummistück am Säulenrohr. Die Panke fließt im sanierten Lauf 150 Meter westlich zwischen Bahn- und Gerichtstraßenbrücke. Der Standort ist in der Antwort-Liste zur Abgeordnetenhausanfrage mit „Brunnen Wiesenstraße 60“ (PLZ 13357) angegeben. Der Brunnen ist im Eigentum des Landes Berlin. |
| Gesbr    | 250     | Brunnenstraße 87 Lage Brunnenstraße                                 | einteilige Säule (Z)                      | (–)              | Der Brunnen steht auf dem Rand des Gehsteigs zwischen Formsteinen. Der Brunnenfuß ist auf dem Sockelrohr aufgeschraubt, unter dem Wasseraustritt liegt ein Muldenstein als Ablauf. Der Beschwerungskörper ist ein Zylinder direkt am Handgriff. Die Brunnensäule steht an der Südostecke von Brunnen- und Rügener Straße, wo sich vor dem Wohnblock der Flachbau eines Supermarktes (Brunnenstraße 87) befindet. Diese Ecke wurde Anfang der 1970er Jahre nach Abriss neu bebaut. 2008 war die gleiche Säule grau lackiert. Dabei ist das gegenüberliegende Gebäude auf dem Grundstück Rügener Straße 26 als Brunnenstraße 90 adressiert. Schräg über die Kreuzung zum Humboldthain steht die Himmelfahrtskirche. Über die Brunnenstraße hinweg steht ein 13-geschossiger Büroturm aus den 1990er Jahren. Der Brunnen-Standort ist in der Antwort-Liste zur Abgeordnetenhausanfrage mit „Brunnen Rügener Straße 26 gegenüber“ (PLZ 13355) angegeben. Der Brunnen ist im Eigentum des Landes Berlin. |
| Gesbr    | 251     | Voltastraße 2a Lage Humboldthain Süd                                | Freyer Säule mit Kopfaufsatz              | 10–15 m          | Der Brunnen in der Freyer-Form mit dem aufgekragten Schwengelaufsatz stand 2008 grau lackiert in der Voltastraße. Seitlich vom Brunnenfuß liegt ein rechteckiger Muldenstein im unregelmäßigen Kleinpflaster am Gehsteigrand. Die Abflussrinne liegt einige Steine vom Bordstein weg. Diese siebengeschossigen Wohnhäuser entstanden in den 1990er Jahren. Die bereits 1910 bestehende ursprüngliche Wohnbebauung wurde (wohl) in den 1950er Jahren für das AEG-Gelände gewerblich genutzt, teilweise umgebaut. Der Standort liegt 100 Meter westlich der Brunnenstraße und ist seinerseits in der Antwort-Liste zur Abgeordnetenhausanfrage mit „Brunnen Voltastraße 2a“ (PLZ 13355) angegeben. Der Brunnen ist im Eigentum des Landes Berlin. |
| Gesbr    | 252     | Badstraße 46 Lage Reinickendorfer Straße                            | Lauchhammer Typ I                         | 2,5–3 m          | Der Standort ist in der Antwort-Liste zur Abgeordnetenhausanfrage mit „Brunnen Badstraße 46“ (PLZ 13357) angegeben. Der unter Denkmalschutz stehende Straßenbrunnen (OSM-ID: 719313924) steht an der Westecke Bad-/ Buttmannstraße. Der Standort befindet sich vor dem Wohnhaus Badstraße 46, letztlich mündet auf Grundstück 47 die Buttmannstraße. Die Ecke ist mit Buschwerk und einer Sitzbank gestaltet. Der Brunnen hat einen Fischkopf als Wasseraustritt in Richtung Nord zur Badstraße, der Schwengel dazu ist 90° zur Buttmannstraße gerichtet. Der Wasserablauf erfolgt über den ovalen Tränkstein mit Rinne in einen Viereckrost auf dem Gehweg. Auffallend ist die graublaue Färbung des Brunnens, die vom üblichen Chromoxidgrün abweicht. Die Brunnensäule mit dem Fisch-Motiv steht für einen Typ I, jedoch weicht der kegelige Gehäuseabschluss die Merkmale eines Typ II auf. Der Brunnen ist im Eigentum des Landes Berlin. |
| Weddg    | 253     | Cambridger Straße ggü. 19 Lage Schillerpark                         | einteilige Säule (Z)                      | 04–7 m           | Der Brunnen steht 170 Meter der Greenwicher Straße nach Nordost auf dem Randstreifen des östlichen Gehsteigs. Für den Ablauf liegt eine Platte mit ovaler Mulde zwischen Brunnenfuß und Bordstein. Dessen Abflussrinne endet am Bordstein. Die benachbarte Wohnbebauung wurde um 1960 errichtet. 15 Meter vom Standort verläuft ein Fußweg zwischen Belfaster und Gotthardstraße. Der Brunnen steht gegenüber der Stirnseite des Wohnblocks 19–23 und vor dem zurückgesetzten Wohnhaus 18 im Block 14–18. Die Säule ist 2018 noch grau lackiert wie 2008 und offensichtlich intakt. Das Modell ist charakterisiert durch den zylindrischen Beschwerungskörper am Handgriff. Der Standort ist in der Antwort-Liste zur Abgeordnetenhausanfrage mit „Brunnen Cambridger Straße 26“ (PLZ 13349) angegeben. Der Brunnen ist im Eigentum des Landes Berlin. |
| Weddg    | 254     | Ostender Straße 27 Lage Westliche Müllerstraße                      | einteilige Säule (Wed)                    | 04–7 m           | Der Brunnen steht mit einem quaderförmigen Körper am Handgriff und einer Platte mit ovaler Mulde für den Abfluss im Brüsseler Kiez. 100 Meter von der Amrumer und 110 Meter von der Lütticher Straße steht er am westlichen Gehsteigrand. Gegenüber liegt der Hausdurchgang Ostender Straße 35/36. Auf der Brunnenseite befindet sich der Durchgangsweg zu den platzartig 15 Meter zurückgesetzten Vorkriegs-Wohnhäusern 26–27b. Der Standort ist in der Antwort-Liste zur Abgeordnetenhausanfrage mit „Brunnen Ostender Straße 27“ (PLZ 13353) angegeben. Der Brunnen ist im Eigentum des Landes Berlin. |
| Weddg    | 255     | Belfaster Straße 11 Lage Schillerpark                               | Borsig Sechseckiger Schaft                | 04–7 m           | Die Borsigsäule ersetzt die grau lackierte Wolfsäule, die noch 2008 mit der gleichen Abflussplatte mit ovaler Mulde hier stand. Am Brunnen befindet sich das Bezirkswappen von Mitte aus dem Jahr 2002. Der obere Abschluss ist ein flacher Kegel. Der Brunnenfuß ist auf dem Sockelrohr befestigt und liegt zwischen Gehwegplatten und Kleinpflasterrand. Der Standort im Englischen Viertel befindet sich 20 Meter an der nördlichen Ecke Belfaster/Greenwicher Straße vor der Stirnseite von Haus 11 und dem Hauseingang 16 gegenüber. Er ist in der Antwort-Liste zur Abgeordnetenhausanfrage mit „Brunnen Belfaster Straße 11“ (PLZ 13349) angegeben. Der Brunnen ist im Eigentum des Landes Berlin. |
| Gesbr    | 256     | Schulzendorfer Straße gegenüber 22 Lage Humboldthain NW             | einteilige Säule (Wed)                    | 04–7 m           | Der Brunnen hat einen quaderförmigen Schwerekörper am Schwengel und einen verstärkten (kurzen) Wasseraustritt. Der Brunnenfuß befindet sich zwischen Randstreifen und Gehwegplatten und davor liegt die Platte mit ovaler Mulde und Abflussrinne zum Bordstein. Nach Westen zur Ecke Reinickendorfer Straße (Ortsteilgrenze Gesundbrunnen und Wedding) sind es 80 Meter, nach Osten (Schulzendorfer Straßenbrücke) 30 Meter zur Kunkelstraße und der Rinne der Panke (Nordpanke/Schönhauser Graben). Die graue etwas rötlich lackierte Säule steht am südlichen Gehsteigrand vor Parkplätzen. Der Standort ist in der Antwort-Liste zur Abgeordnetenhausanfrage mit „Brunnen Schulzendorfer Straße 22 gegenüber“ (PLZ 13347) angegeben. Der Brunnen ist im Eigentum des Landes Berlin. |
| Gesbr    | 257     | Schönwalder Straße 10 Lage Humboldthain NW                          | einteilige Säule (Wed)                    | 04–7 m           | Der Brunnen steht auf einer Betonfläche im Formsteinrandstreifen des Bürgersteigs. Das Kein-Trinkwasser-Schild ist zweisprachig, der Schwerekörper am Schwengelhandgriff ist ein Quader und das Austrittsrohr ist von oben mit einem Ankerstreifen verstärkt. Am Brunnenfuß liegt zum Bordstein eine Platte mit ovaler Mulde. Zum kanalisierten Pankelauf sind es 50 Meter nach Osten an der Schönewalder Straßenbrücke. Das Wohnhaus 10 am Brunnen befindet sich neben einer Grünfläche, Kunkelstraße. Vom Standort 170 Meter nach Westen liegt die Biegung Fenn-/Reinickendorfer Straße. In der Antwort-Liste zur Abgeordnetenhausanfrage ist „Brunnen Schönwalder Straße 10“ (PLZ 13347) angegeben. Der Brunnen ist im Eigentum des Landes Berlin. |
| Gesbr    | 258     | Gottschedstraße (# 14) Lage Reinickendorfer Straße                  | einteilige Säule (Wed)                    | 03–4 m           | Der in einem hellen Blau lackierte Brunnen steht vor der Mauer des Geländes der BVG-Hauptwerkstätten (15–19) im Randstreifen des Bürgersteigs der östlichen Straßenseite, gegenüber das fünfgeschossige Wohnhaus 29 neben dem Spielplatz der Kita (27/28). Die Martin-Opitz-Straße liegt 90 Meter nach Süden. In der Antwort-Liste zur Abgeordnetenhausanfrage ist „Brunnen Gottschedstraße 15“ (PLZ 13357) angegeben. Der Brunnen ist im Eigentum des Landes Berlin. |
| Gesbr    | 259     | Grüntaler Straße 5 Lage Gesundbrunnen                               | einteilige Säule (Wed)                    | 15–20 m          | Die Brunnensäule steht im mit Formsteinen ausgelegten Randstreifen des südöstlichen Bürgersteigs vor der Willy-Brandt-Schule (einst Gewerbliche Berufsschule Wedding, dann Berufsschule). Mit der Schulnähe wird sie zum Anschließen von Fahrrädern genutzt. Der Schwerekörper am Schwengelgriff ist quaderförmig, der Wasseraustritt besitzt oberhalb einen Streifen zur Verstärkung, der Wasserablauf am Brunnenfuß unter dem Austritt ist eine Platte mit ovaler Mulde und Abflussrinne zum Bordstein. Der Abstand von der Exerzierstraße sind 70 Meter. Der Standort ist in der Antwort-Liste zur Abgeordnetenhausanfrage mit „Brunnen Grüntaler Straße 3“ (PLZ 13357) angegeben. Der Brunnen ist im Eigentum des Landes Berlin. |
| Weddg    | 260     | Glasgower Straße neben 27 Lage Schillerpark                         | einteilige Säule (Wed)                    | 04–7 m           | Im Englischen Viertel steht der Brunnen von der Sansibarstraße (vorher Ofener Straße) 20 Meter nach Nordwest vor dem unbebauten Grundstück 28, einer noch Ende der 1940er Jahre beräumten Ruinenfläche. Der Brunnen hat am Schwengelgriff einen Quader und am dazu querliegenden Austrittsrohr eine Verstärkung. Unter letzterem liegt eine Platte mit ovaler Mulde zum Bordstein für den Ablauf des Brunnenwassers in die Straßenentwässerung. Der Standort ist in der Antwort-Liste zur Abgeordnetenhausanfrage mit „Brunnen Glasgower Straße 27“ (PLZ 13349) angegeben. Der Brunnen ist im Eigentum des Landes Berlin. |
| Weddg    | 261     | Togostraße 77 Lage Rehberge                                         | einteilige Säule (Wed)                    | 03–4 m           | Der Brunnen befindet sich am Rand des Mittelstreifens zum südwestlichen Bürgersteig auf halbem Weg zwischen Kameruner und Seestraße. Östlich benachbart der Kinderspielplatz auf dem Mittelstreifen. Der Brunnenfuß mit dem Frosthahn steht auf dem Sockelrohr in einem engen Pflastermosaik zwischen Gehwegplatten, die mit einem Metallzaun zum schmalen Randstreifen offen liegen. Am Mosaik unterhalb vom verstärkten Wasseraustritt liegt die Platte mit ovaler Mulde. Der Handgriff am Schwengel ist mit einem Quader beschwert. In der Antwort-Liste zur Abgeordnetenhausanfrage ist der „Brunnen Togostraße 77“ (PLZ 13351) angegeben. Der Brunnen ist im Eigentum des Landes Berlin. |
| Gesbr    | 262     | Brunnenstraße ggü. 128 Lage Brunnenstraße                           | einteilige Säule (Wed)                    | 20–30 m          | Der Brunnen steht am östlichen Gehsteig des ehemaligen „Sanierungsgebiet Gesundbrunnen“, wo der Wohnblock zwischen Bernauer und Stralsunder Straße (ab 53 mit Nummer 57, Stralsunder Straße ab 60) wurde um 1980 errichtet, nachdem Altbauten und kriegsbeschädigte Gebäude abgerissen wurden. Die Grundstücke 56/57 und Eckgrundstück 58/Stralsunder Straße 60 waren bereits beräumte Ruinenflächen. Der Wohnblock ist zurückgesetzt und der Brunnen steht im Zuge der vorgesetzten Buschzone schräg von der Blockecke auf eigentlichem Straßengebiet Stralsunder Straße (Parkplatz). Das gegenüberliegende Eckhaus befanden sich die Meldestelle und das Poluizeirevier16, sowie das Postamt 654 und neu im Bürohaus die Degewo. Die Wolfsäule – nach dem Schwengelansatz – wird zudem vom beschwerenden Quader am Handgriff und der Rohrverstärkung am Austritt charakterisiert. Der Brunnen ist im Eigentum des Landes Berlin und in der Antwort-Liste zur Abgeordnetenhausanfrage mit „Brunnen Brunnenstraße 57“ aufgenommen. |
| Gesbr    | 263     | Demminer Straße ggü. 5 Lage Brunnenstraße                           | einteilige Säule (Wed)                    | 04–7 m           | Der Brunnen (OSM-ID: 3020437318) steht vor dem OBI-Markt (Nummer 31) gegenüber vom Kiosk (Nummer 5) am Gehsteigrand. Hinter dem mit Nummer 5 adressierten Flachbau steht der 30 Meter zurückgesetzte Wohnblock (4 und 6–8). Die Wolfsäule mit Rhombenkörper am Schwengelgriff und verstärktem Wasseraustritt steht am nördlichen Gehwegrand. Der Bau der Baumarkthalle geht auf die Mitte der 1970er Jahre zurück, dafür wurden Altbauten abgerissen. Die Aufstellung des Brunnen könnte so auch vorher erfolgt sein. Der Brunnenfuß steht in einem engen Pflasterkarree, der Ablauf erfolgt über Gehwegplatte und Bordstein zur Straßenentwässerung. Der Standort liegt 60 Meter von der Brunnenstraße und ist in der Antwort-Liste zur Abgeordnetenhausanfrage mit „Brunnen Demminer Straße 31“ (PLZ 13355) aufgenommen. Der Brunnen ist im Eigentum des Landes Berlin. |
| Weddg    | 265     | Liebenwalder Straße ggü. 34 Lage Leopoldplatz                       | Lauchhammer Typ III                       | 04–7 m           | Der Straßenbrunnen (OSM-ID: 3393947817) steht 180 Meter von Brunnen 266 auf dem als Erholungszone gestalteten Stadtplatz vor dem Karl-Schrader-Haus. Ebenso wie das gefaste Eckhaus ist der Brunnen als Baudenkmal gelistet: „Auf der kleinen Platzfläche vor dem Karl-Schrader-Haus, an der Kreuzung von Malplaquetstraße und Liebenwalder Straße, steht ein öffentlicher Straßenbrunnen. Die Wasserpumpe ist das einzige erhaltene Beispiel des Typs Lauchhammer Nr. 3 im ehemaligen Bezirk Wedding.“ Das Austrittsrohr am Brunnen ist nicht original erhalten. Statt des ursprünglichen Fabelwesens ist ein unscheinbares Rohr mit Auslaufbogen am Gehäuse aufgeschraubt. Die aufgesetzte (Bären-)Krone auf dem Brunnenkopf ist anzumerken und steht an den Lauchhammerbrunnen für den Typ III. Der Pumpenablauf des auf dem Vorplatz vor dem Eckhaus Liebenwalder Straße 35 / Malplaquetstraße 16b stehenden Brunnens erfolgt über einen rechteckigen Rost in den Straßeneinlauf. Der StandortKarte von Berlin: Liebenwalder Straße 35 / Malplaquetstraße 16b ist in der Antwort-Liste zur Abgeordnetenhausanfrage mit „Brunnen Liebenwalder Straße 34a gegenüber“ (PLZ 13347) angegeben. Der Brunnen ist im Eigentum des Landes Berlin. |
| Weddg    | 266     | Utrechter Straße 34 Lage Leopoldplatz                               | Lauchhammer Typ I                         | 04–7 m           | Der Straßenbrunnen (OSM-ID: 1659884039) steht an der Malplaquet-/Utrechter Straße 180 Meter von Brunnen 265 entfernt. Der Standort befindet sich in der Mitte der als offene Schmuckfläche gestaltete Vorplatz am Eckhaus Utrechter Straße 34. Diese Brunnenaufstellung steht auf einem niedrigen Podest als Skulptur mit einem großen gelben Eimer als Ablauf ausgestaltet. Durch den (Kunst-)Eimer fließt überschüssiges Pumpenwasser über einen rechteckigen Gerinne-Rost in den Straßeneinlauf. An dem 15 cm hohen Podest befindet sich eine umlaufende Inschrift mit orangen Text auf grauem Stein in Holländisch. „… Twee emmertjes Pompen. / De Meisjes op de Klompen. …“ Diese Anlage ist als Kunstdenkmal aufgenommen: „Der kleine Stadtplatz an der Kreuzung von Malplaquetstraße und Utrechter Straße bietet ein stimmungsvolles Bild, weil einige umliegende Mietshäuser der Jahrhundertwende ihre historische Gestalt bewahrt haben. Auf der dreieckigen Platzfläche steht eine achteckige öffentliche Bedürfnisanstalt. Wasser kann man einem öffentlichen Straßenbrunnen entnehmen.“ Die Wasserpumpe entspricht dem 1892 entworfenen Typ Lauchhammer Nr. 1. Angemerkt sei: dass der kegelige Gehäuseabschluss ansonsten dem Typ II entspricht. Der Standort ist in der Antwort-Liste zur Abgeordnetenhausanfrage mit „Brunnen Utrechter Straße 31 gegenüber“ (PLZ 13347) angegeben. Der Brunnen ist im Eigentum des Landes Berlin.                                                                                         |
| Gesbr    | 268     | Kösliner Straße 7 Lage Reinickendorfer Straße                       | einteilige Säule (Wed)                    | 04–7 m           | Der Brunnen in grauer Lackierung steht im Pflastersteinring vom Randstreifen des östlichen Bürgersteigs vor dem bis Mitte der 1950er Jahre erbauten Wohnblock 7–9, 30 Meter südlich der Wiesenstraße. Die Brunnensäule besitzt das verstärkte Austrittsrohr und den Rhombenkörper am Handgriff des Schwengels. Der Abfluss geschieht über die Muldenplatte mit seitlicher Rinne zum Bordstein. Zum Lauf der Panke hinter dem Wohnblock sind es 80 Meter nach Osten. Der Standort ist in der Antwort-Liste zur Abgeordnetenhausanfrage mit „Brunnen Kösliner Straße 10“ (PLZ 13357) angegeben. Der Brunnen ist im Eigentum des Landes Berlin. |
| Gesbr    | 269     | Putbusser Straße (#5) Lage Brunnenstraße                            | Lauchhammer Typ I                         | 07–10 m          | Der Straßenbrunnen steht an der Südwestecke von Putbusser mit der Lortzingstraße. Der Standort vor dem Sportplatz der Vineta-Schule (Schuladresse Putbusser Straße 1) liegt 20 Meter in die Putbusser Straße hinein. Der Fischkopf als Wasseraustritt für Typ I korreliert an diesem Gehäuse mit einer flacheren Krone mit Pinienzapfen und Blattmuster. „Kein Trinkwasser“ wird auf einem rechteckigen Blechschild mit rotem Rand, das am Schaft zur Gehwegseite liegt, mitgeteilt. Die Inschrift auf den beiden Schilden zwischen Frosch und Schwengeldrehachse am oberen Schaftende an der Austrittsseite besagen „1978“ darüber mit dem Symbol „.S“ im Dreieck und auf dem Schild gegenüber der Name der Stahlguss-Firma Schoening, von der die Restaurierung zu ersetzender Teile ausgeführt wurde. Der Brunnen steht ohne gesonderten Abfluss auf einer gepflasterten Fläche am Gehwegrand. Er ist als Baudenkmal unter Denkmalschutz gestellt. Der Standort ist in der Antwort-Liste zur Abgeordnetenhausanfrage mit „Brunnen Putbusser Straße 52“ (PLZ 13355) angegeben. Bis 1983 befand sich der Standort als „StrBr 112 Putbusser Straße 51“ wenig daneben: Die verbliebenen Altbauten an der Lortzingstraße (Eckhaus 8) wurden abgerissen (Putbusser Straße 52 war kriegsberäumt und noch unbebaut) und auf dem freigeräumten Grundstücken wurde das Gebäudekarree Brunnenstraße 72–75, Lortzingstraße 1–4, Putbusser Straße 52 errichtet. Der Brunnen ist im Eigentum des Landes Berlin.                                      |
| Weddg    | 270     | Triftstraße 4 Lage Sparrplatz                                       | einteilige Säule (Wed)                    | 04–7 m           | Der Brunnen (OSM-ID: 2223091615) steht am nördlichen Gehsteig 15 Meter schräg zur Einmündung der Wildenowstraße. Nach der Ausstattung besitzt diese Wolfsäule einen verstärkten Wasseraustritt und den quaderförmigen Körper am Schwengelgriff. Der Standort auf einem breiten Pflasterstreifen am Bürgersteig am Brunnenfuß eine Platte mit ovaler Mulde und Abflussrinne in das Kleinpflaster zum Gehweg. Zur Müllerstraße beträgt die Entfernung 70 und zur Genter Straße 115 Meter. In der Antwort-Liste zur Abgeordnetenhausanfrage mit „Brunnen Triftstraße 4“ (PLZ 13353) angegeben. Der Brunnen ist im Eigentum des Landes Berlin. |
| Gesbr    | 271     | Exerzierstraße 34 Lage Reinickendorfer Straße                       | Krause                                    | 04–7 m           | Der Brunnen (OSM-ID: 3157332461) steht am nördlichen Gehweg Übergang der Exerzier- zur Schulstraße, dabei östlich der hier mündenden Heinz-Galinski-Straße. Vor dem charakteristischen um 1990 erbauten achteckigen Wohnhaus mit einem Restaurant im Erdgeschoss befindet sich der Standort auf einer runden Pflasterschmuckfläche in deren Mitte sich der Abflussrost befindet, der Brunnenkörper steht einen Meter in Richtung Exerzierstraße. Anzumerken ist die Zahl „27“ am Brunnenfuß unter dem Wasseraustritt. Der Standort ist in der Antwort-Liste zur Abgeordnetenhausanfrage mit „Brunnen Exerzierstraße 34“ (PLZ 13357) angegeben. Der Brunnen ist im Eigentum des Landes Berlin. |
| Gesbr    | 272     | Osloer Straße 103–104 Lage Reinickendorfer Straße                   | einteilige Säule (Wed)                    | 04–7 m           | Der Brunnen (OSM-ID: 4392778391) steht östlich der Osloer Straßenbrücke am südlichen Gehweg zur Ecke Travemünder Straße. Zur kanalisierten Panke sind es etwa 35 Meter. Am Aufsatz des Wasseraustritts ist deutlich zu erkennen, dass das Rohr auf den Ansatz am Brunnenständer aufgesteckt ist und der oben aufgeschweißte Träger einen Haken bietet. Der Handgriff am Schwengel ist mit einem rautenförmigen Körper beschwert. Der Ablauf erfolgt in das Kleinpflaster am Bürgersteigrand. Der Standort ist in der Antwort-Liste zur Abgeordnetenhausanfrage mit „Brunnen Osloer Straße 103“ (PLZ 13359) angegeben. Der Brunnen ist im Eigentum des Landes Berlin. |
| Gesbr    | 273     | Gartenstraße am Gartenplatz Lage Humboldthain Süd                   | einteilige Säule (Wed)                    | 04–7 m           | Am Schwengelhandgriff befindet sich ein kleiner Quader als Beschwerung zur Verbesserung der Pumpkraft. Der Standort befindet sich südwestlich am Gartenplatz (15 Meter vom dortigen Straßenlauf) am Pflasterrand des nordöstlichen Bürgersteigs der Gartenstraße. Am Gartenplatz steht die Sebastiankirche. Der Wasserablauf erfolgt ohne besondere Einrichtung über das Kleinpflaster. An der Gegenseite der ehemaligen Bahnhofsmauer des Nordbahnhofs befindet sich die Ortsteilgrenze zu Mitte, bis 1989 befand sich mit der Berliner Mauer hier die Ost-West-Trennlinie zwischen Bezirk Wedding (West-Berlin) und Bezirk Mitte (Ost-Berlin). Der Brunnen ist im Eigentum des Landes Berlin. In der Antwort-Liste zur Abgeordnetenhausanfrage ist er mit „Brunnen Gartenstraße 54-55“ (PLZ 13355) angegeben. |
| Weddg    | 274     | Bristolstraße 11 Lage Schillerpark                                  | Krause                                    | 04–7 m           | Der um 1930 aufgestellte Krausebrunnen (OSM-ID: 5537784508) steht im Englischen Viertel (Siedlung Schillerpark) an der Bristolstraße vor der Grünfläche die entlang der westlichen Seite der Oxforder Straße liegt, das benachbarte Wohnhaus in Klinkerbauweise ist Bristolstraße 11, vormals als Oxforder Straße 1. Der Austritt des Pumpenwassers erfolgt zur Straße in einen rechteckigen Tränkstein und von diesem über den Bordstein zum Straßeneinlauf. Der Schwengel ist dazu 90° nach links angeordnet. Die Bristolstraße bildet den Nordostrand des Schillerparks, der Pumpenstandort liegt 10 Meter zur Mündung der Fahrbahn der Oxforder Straße. Der Brunnen steht auf der Berliner Denkmalliste. Der Standort ist in der Antwort-Liste zur Abgeordnetenhausanfrage mit „Brunnen Bristolstraße 11-13“ (PLZ 13349) angegeben. Der Brunnen ist im Eigentum des Landes Berlin. |
| Weddg    | 275     | Edinburger Straße ggü. 61 Lage Schillerpark                         | einteilige Säule (Wed)                    | 04–7 m           | Der Brunnen steht am Südwestrand vom Schillerpark (15 Meter östlich) gegenüber der Mündung Schöning- in die Edinburgher Straße. Am Schwengelgriff befindet sich der Rhombenkörper als Kraftverstärkung und an der Gegenseite an der Wolfsäule der Wasseraustritt mit einer angesetzten Verstärkung des Rohrs. Da das Rohr parallel zu Fahrbahn befestigt ist liegt die Auffangplatte mit ovaler Mulde seitlich am Brunnenfuß und die Rinnen entsprechend parallel zum Bordstein zu dem das Pumpwasser über die Kleinpflasterung abfließt. Der Standort ist in der Antwort-Liste zur Abgeordnetenhausanfrage mit „Brunnen Edinburger Straße 55 gegenüber“ (PLZ 13349) angegeben. Der Brunnen ist im Eigentum des Landes Berlin. |
| Gesbr    | 276     | Gottschalkstraße 20 Lage Soldiner Straße                            | einteilige Säule (Wed)                    | 02–3 m           | Der Brunnen ist in blauem Grau lackiert, gegenüber der Fassung von 2008 wurde offensichtlich neu lackiert, wobei die Brunnenkennung überstrichen worden ist. Das Austrittsrohr ist mit einer Verspannung verstärkt und besitzt am Handgriff einen Rhombenkörper als Beschwerung zur Kraftverstärkung beim Pumpen. Der Schwengel war im Juli 2018 mit einer Fahrradkette gegen Nutzung gesperrt. Der Brunnen steht 130 Meter östlich der Panke (nahe vom Panke-(Speicher-)Becken: „Franzosenbecken“). Zur benachbarten Toreinfahrt (Haus 20) hin ist der Brunnen mit einem Pfosten gesichert. Die Lage am Gehwegrandstreifen führt dazu, dass der Abfluss über diesen zum Bordstein gelangt. Der Wasseraustritt ist zur Fahrbahn gerichtet, der Schwengel dazu quer gelegen. Noch 1987 waren die nach den Luftangriffen beräumten Grundstücke 20/21 eine Grünfläche zwischen den beiden erhaltenen Nachbarhäusern. Der Standort ist in der Antwort-Liste zur Abgeordnetenhausanfrage mit „Brunnen Gottschalkstraße 19“ (PLZ 13359) angegeben. Der Brunnen ist im Eigentum des Landes Berlin. |
| Gesbr    | 277     | Gleimstraße 70 Lage Brunnenstraße                                   | Freyer Säule mit Kopfaufsatz              | (–)              | Der Standort des Brunnen liegt zwischen Graun- und näher zur Swinemünder Straße am nördlichen Bürgersteig. Im gepflasterten Randstreifen liegt unter dem Wasseraustritt seitlich am Brunnenfuß die Platte mit ovaler Mulde, sodass deren Abflussrinne zur Gehsteigrichtung zeigt. Die Wohnhäuser hinter dem Brunnen wurden um 1960 erbaut auf freigeräumten Ruinenflächen. In der Antwort-Liste zur Abgeordnetenhausanfrage mit „Brunnen Gleimstraße 70“ (PLZ 13355) angegeben. Der Brunnen ist im Eigentum des Landes Berlin. |
| Weddg    | 278     | Swakopmunder Straße ggü. 26 Lage Rehberge                           | Freyer Säule mit Kopfaufsatz              | 04–7 m           | In der Friedrich-Ebert-Siedlung steht der Brunnen am Rand des westlichen Bürgersteigs zwischen den zur Straße querstehenden Wohnblocks 23–23c und 27–27c. Der Standort 50 Meter von der Ghana-/ Togostraße ist mit „Brunnen Swakopmunder Straße 28 gegenüber“ (PLZ 13351) in der Antwort-Liste zur Abgeordnetenhausanfrage angegeben. Die Freyersäule ist grau lackiert. Der Brunnen ist im Eigentum des Landes Berlin. |
| Gesbr    | 279     | Swinemünder Straße ggü. 62 Lage Brunnenstraße                       | Freyer Säule mit Kopfaufsatz              | 07–10 m          | Der Straßenbrunnen 279 steht an der Westseite der Swinemünder Straße in Höhe der Heinrich-Seidel-Grundschule. Der Brunnen ist 60 Meter von der Südwestecke Ramler Straße, 90 Meter zur Rügener Straße und 200 Meter vom Bahngraben am Bahnhof Gesundbrunnen entfernt. Der Brunnen ist nach der in den dreieckigen Rohransatz der Schwengeldrehachse von „Freyer & Sohn Berlin“. Oberhalb der mitgegossenen Inschrift befindet sich ein „N im Kreis“ als Symbol. Der Brunnenständer besteht aus dem Rohr für das Kolbengestänge und dem direkt angebrachten Wasseraustritt. Der obere Aufsatzteil am Zylinder für den Schwengel ist mit einer breiten Krempe am unteren Gehäuse fixiert ist. Das Rohr wird von einem angeschraubten Deckel mit Knopf verschlossen. Die Pumpe ist mit einer runden Grundplatte auf dem Standrohr verschraubt. Der Ablauf geht in einen eckigen Tränkstein mit ovaler Mulde, dessen Rinne liegt parallel zur Bordsteinkante. Pumpenwasser fließt letztlich vom Kleinpflasterrand des Gehwegs ins Gerinne. Der Standort ist in der Antwort-Liste zur Abgeordnetenhausanfrage mit „Brunnen Swinemünder Straße 69“ (PLZ 13355) angegeben. Der Brunnen ist im Eigentum des Landes Berlin. |
| Gesbr    | 280     | Bernauer Straße ggü. 15 Lage Invalidenstraße                        | Freyer Säule mit Kopfaufsatz              | 15–20 m          | Der Brunnen (OSM-ID: 793020092) steht vor der Ernst-Reuter-Schule (Bernauer Straße 86) 30 Meter östlich der Strelitzer Straße (Brunnenstraße 150 Meter nach Osten) auf dem nördlichen Bürgersteig. Bis 1989 stand gegenüber die Berliner Mauer an der Südseite der Bernauer Straße, wobei das Haus Nummer 15 wie alle anderen (Nummer 15–24) auf dieser Straßenseite für die Mauer abgerissen wurden. Im damaligen Bezirk Wedding wurde die Schule (vormals Schule für Sehschwache und Jugendheim) um 1980 statt abgerissener Altbauten (Nummer 92, 93) erweitert und errichtet. In der Antwort-Liste zur Abgeordnetenhausanfrage mit „Brunnen Bernauer Straße 92“ (PLZ 13355) angegeben. Für die Wasserableitung liegt unter dem Austrittsrohr der Freyersäule eine Platte mit ovaler Mulde am Brunnenfuß. Der Bewuchs in und um diese Mulde belegt den aktiven Zustand. Der Brunnen ist im Eigentum des Landes Berlin. |
| Gesbr    | 281     | Bellermannstraße 19a Lage Humboldthain Süd                          | Freyer Säule mit Kopfaufsatz              | 04–7 m           | Der Brunnen (OSM-ID: 1478987035) steht in der Bellermannstraße an der Westecke mit der Heidebrinker Straße. Das Eckhaus Bellermannstraße 19a (mit 18 und 19) wurde bis 1956 auf dem beräumten Grundstück des kriegszerstörten Wohnhauses 18/19 neu errichtet. Der Brunnenkörper ist eine Säule von Freyer & Sohn Berlin, was der Inschrift zu entnehmen ist. Diese steht gegenüber der (von Nordosten mündenden) Eulerstraße. Der Abfluss vom Rohr fällt auf die ovale Mulde zwischen Brunnenfuß und Bordstein, das Wasser fließt jedoch seitwärts ab. Der Standort ist in der Antwort-Liste zur Abgeordnetenhausanfrage mit „Brunnen Bellermannstraße 19a“ (PLZ 13357) angegeben. Der Brunnen ist im Eigentum des Landes Berlin. |
| Gesbr    | 282     | Gottschedstraße 3 Lage Reinickendorfer Straße                       | Freyer Säule mit Kopfaufsatz              | 04–7 m           | Der Brunnen ist in der Antwort-Liste zur Abgeordnetenhausanfrage mit „Brunnen Gottschedstraße 2“ (PLZ 13357) angegeben. Er steht 30 Meter von der Seestraße an der Südseite auf dem Gehsteigrand. Die gegenüberliegenden Wohnhäuser sind 41, neben 42 und mit Durchgang zu 40. Hinter der Mauer, vor der der Brunnen (70 Meter zur Bornemannstraße) steht, befindet sich das Baudenkmal der vormaligen Rotaprint-Fabrik. Zwischen Brunnenfuß und Bordstein liegt ein Pflastermosaik innerhalb des gepflasterten Randstreifens. Der Brunnen ist im Eigentum des Landes Berlin. |
| Weddg    | 283     | Barfusstraße ggü. 34 Lage Schillerpark                              | Freyer Säule mit Kopfaufsatz              | 04–7 m           | Der Brunnen steht 30 Meter von der Ecke Aroser Allee vor der Ostecke des Zauns am Golgatha- und St-Johannes-Evangelist-Kirchhof. Der Brunnenfuß ist auf dem Pflaster des Randstreifens während vor dem Friedhof Gehwegplatten beginnen. Der Wasserabfluss gelangt auf das Kleinpflaster und so zum Bordstein. Das Rohr des Austritts mit dem Eimerhaken ist an der Säule angeschweißt. Der Standort ist in der Antwort-Liste zur Abgeordnetenhausanfrage mit „Brunnen Barfusstraße 34 gegenüber“ (PLZ 13349) angegeben. Der Brunnen ist im Eigentum des Landes Berlin. |
| Gesbr    | 284     | Zechliner Straße ggü. 4 Lage Soldiner Straße                        | Freyer Säule mit Kopfaufsatz              | 04–7 m           | Der Standort ist in der Antwort-Liste zur Abgeordnetenhausanfrage mit „Brunnen Zechliner Straße 4 gegenüber“ (PLZ 13359) angegeben. Die Freyersäule gehört zur Wohnanlage Brunnenhof zwischen Stockholmer und Koloniestraße am Mittelstreifen der Fordoner zur Zechliner Straße. Dem Brunnen gegenüberliegend das Schulvorderhaus Nummer 4 der Zechliner Straße, im Innenhof mit der Breite von Wohnhaus 3–5b befindet sich die Carl-Kraemer-Schule. Der Lauf der Panke liegt 140 Meter nach Südost. Der Brunnen ist im Eigentum des Landes Berlin. |
| Gesbr    | 285     | Gartenstraße / Theodor-Heuß-Weg Lage Humboldthain Süd               | Freyer Säule mit Kopfaufsatz              | 04–7 m           | Der Brunnen (OSM-ID: 2916543491) steht in der Ernst-Reuter-Siedlung an der Nordostseite der Gartenstraße. Auf der anderen Straßenseite im Ortsteil Mitte befindet sich der Park am Nordbahnhof, diese Mauer am ehemaligen Bahnhofsgelände war Sichtblende zur Berliner Mauer. Der Brunnenstandort liegt 15 Meter vom Theodor-Heuss-Weg nach Nordwest (Stirnseite von Theodor-Heuss-Weg Haus 2 und neben Haus 1). Der Notbrunnen besitzt eine ältere Lackierung in Grau und ohne eine erkennbare Zahl, der Status ist jedoch „aktiv nutzbar“. Die Entfernung zum Brunnen 273 am Gartenplatz beträgt etwa 300 Meter, die Freyer-Säule stand bereits 2008. Der Wasserablauf aus dem Austritt (quer zum Schwengel) fällt auf das Kleinpflaster und läuft zum Bordstein. |
| Weddg    | 286     | Sansibarstraße 4 Lage Rehberge                                      | Freyer Säule mit Kopfaufsatz              | 03–4 m           | Der Brunnen steht 20 Meter von der Afrikanischen Straße an deren Gegenseite der Volkspark Rehberge (Langes Fenn) grenzt. Es gehört am Brunnenfuß die Rechteckplatte mit Mulde dazu, die dem Auffang von Wasser aus dem Austritt dient. Da Schwengel und Rohr sich gegenüber und parallel zum Straßenlauf liegen, befindet sich diese Platte seitwärts im Randstreifen des südöstlichen Gehwegs. Der Standort ist in der Antwort-Liste zur Abgeordnetenhausanfrage mit „Brunnen Sansibarstraße 2“ (PLZ 13351) angegeben. Das Wohnhaus wurde um 1930 erbaut. Der Brunnen ist im Eigentum des Landes Berlin. |
| Weddg    | 286     | Sansibarstraße 42 Lage Rehberge                                     | Freyer Säule mit Kopfaufsatz              | 04–7 m           | Der Brunnen steht im Afrikanischen Viertel. Der Standort am südöstlichen Bürgersteig liegt vor den zurückgesetzten Häusern 50 Meter zur Togostraße und 80 Meter zur Lüderitzstraße. In der Antwort-Liste zur Abgeordnetenhausanfrage mit „Brunnen Sansibarstraße 42“ (PLZ 13351) angegeben. Der auf dem Sockelrohr verschraubte Brunnenfuß befindet sich auf dem Pflasterstreifen zwischen Gehwegplatten und Bordstein. Zu letzterem gerichtet liegt eine Platte mit ovaler Mulde unter dem Wasseraustritt, dessen Rohr an der Säule angeschweißt ist. Der Brunnen ist im Eigentum des Landes Berlin. |
| Weddg    | 287     | Fehmarner Straße 20 Lage Sparrplatz                                 | Freyer Säule mit Kopfaufsatz              | 04–7 m           | Der Brunnen (OSM-ID: 938367980) steht am Bürgersteigrand vor dem Hauseingang Nummer 20. Zum Auffangen des Wassers aus dem Brunnen liegt am Brunnenfuß die rechteckige Muldenplatte mit der Abflussrinnen zum Bordstein. Der Schwengel der Freyersäule und der Wasseraustritt liegen quer zueinander. Nach der Abbildung auf StreetView von 2008 war der Brunnenschaft frisch in silbrig-grau lackiert, im Gegensatz zu 2018. In den Zwischenjahren entstand in diesem Haus im Sprengelkiez eine Eisdiele mit Frozen Yogurt. Die Altbauten stammen vom Beginn des 20. Jahrhunderts. Der Standort ist in der Antwort-Liste zur Abgeordnetenhausanfrage mit „Brunnen Fehmarner Straße 20“ (PLZ 13353) angegeben. Der Brunnen ist im Eigentum des Landes Berlin. |
| Weddg    | 288     | Kiautschoustraße ggü. 9 Lage Sparrplatz                             | Freyer Säule mit Kopfaufsatz              | 04–7 m           | Der Brunnen (OSM-ID: 2225887713) steht an der Nordostecke des Pekinger Platzes. Der Standort liegt an der Südseite der Kiautschoustraße und 20 Meter von der Fahrbahn der Samoastraße. Der Aufsatz der Freyersäule mit der Schwengelhalterung ist auf dem Kranz am Unterrohr verschraubt. Für den Abfluss liegt eine Platte mit Rechteckmulde unter dem Austrittsrohr. Der Standort ist in der Antwort-Liste zur Abgeordnetenhausanfrage mit „Brunnen Kiautschoustr. 9 gegenüber“ (PLZ 13353) angegeben. Der Brunnen ist im Eigentum des Landes Berlin. |
| Gesbr    | 289     | Voltastraße ggü. 18 Lage Humboldthain Süd                           | Freyer Säule mit Kopfaufsatz              | 10–15 m          | Der Standort ist in der Antwort-Liste zur Abgeordnetenhausanfrage mit „Brunnen Voltastraße 5“ (PLZ 10179) angegeben. Die Freyer-Säule steht auf dem Kleinpflaster des nördlichen Bürgersteigs, wobei Schwengel und Austritt parallel zum Bordstein angebracht sind. Für den Wasserablauf existiert seitwärts am Brunnenfuß eine Platte mit Rechteckmulde mit Ausflussrinne zum Bordstein. Die Aufstellung des Notwasserbrunnens liegt gegenüber der Mündung der Jasmunder Straße 10 Meter weiter in die Voltastraße. Der Abstand zur Hussitenstraße nach Westen beträgt 170 Meter. Das fünfgeschossige Fabrikgebäude hinter dem Brunnen stand schon vor 1910 schon als Voltastraße 20–28, bevor das Wohnhaus Voltastraße 29 Ecke Hussitenstraße und jene Wohngebäude entlang der Hussitenstraße (alle im Eigentum der AEG) im Jahre 1925/1926 für den ergänzenden Fabrikeckbau statt Wohnhäuser ergänzt wurden. Der AEG-Fabrikbau am Brunnen setzt sich mit einem geschlossenen Blockrand an der Voltastraße 11 (Grundstück 11, Adresse 5) bis in die Hussitenstraße 31/35 fort. Der Brunnen ist im Eigentum des Landes Berlin. |
| Gesbr    | 290     | Putbusser Straße ggü. 23 Lage Brunnenstraße                         | Freyer Säule mit Kopfaufsatz              | (–)              | Der Brunnen (OSM-ID: 1210092960) steht vor dem Durchgang zur 32 und 33 auf dem westlichen Bürgersteig im Baumstreifen. Gegenüber liegt das sechsgeschossige Wohnhaus 23 neben dem Klinkerbau Nummer 22 dem Schulbau zur Heinrich-Seidel-Schule, die sich zur Swinemünder Straße erstreckt. Die umgebende Wohnbebauung entstand im Sanierungsgebiet Gesundbrunnen um 1980 nach Abriss der Altbauten. Schwengel und Austritt liegen sich gegenüber und parallel zum Bürgersteig. Der Wasserablauf erfolgt auf das Kleinpflaster über die Bordsteinkante. |
| Weddg    | 291     | Dubliner Straße ggü. 29 Lage Schillerpark                           | Freyer Säule mit Kopfaufsatz              | 04–7 m           | Der Brunnen im Englischen Viertel 60 Meter nördlich der Edinburgher Straße am Rand des (Schillerparks). Schwengel und Wasseraustritt stehen quer zueinander, wobei der Wasserabfluss vom angeschweißten Rohr mit Eimerhaken am Brunnenfuß über das Kleinpflaster direkt zum Bordstein ins Straßengerinne erfolgt. In Höhe des Brunnens steht an der westlichen Straßenseite die Kornelius-Kirche als Dubliner Straße 29 adressiert, die 1959 auf einem Teil des entlang der Straße nach Süden reichenden Streifen der Kleingarten-Kolonie Freudental (29/41) erbaut wurde, nachdem auf dem Eckgrundstück schon eine als Gotteshaus genutzte Kapelle stand. Der Domkirchhof II liegt davon nach Westen, der durch den Ausbau der Edinburgher Straße zwischen Liverpooler bis Londoner Straße als Fußweg geteilt ist. |
| Gesbr    | 292     | Hansastraße Ecke Reginhardstraße Lage Soldiner Straße               | Freyer Säule mit Kopfaufsatz              | 03–4 m           | Der Brunnen steht 15 Meter in die Hansastraße hinein am nördlichen Bürgersteig zur spitzen Ecke zwischen Hansa- und Reginhardstraße. An der Gegenseite der letzteren befindet sich die Bezirksgrenze zu Reinickendorf. Der Brunnen befindet sich mit gegenüberliegendem Schwengel und Austrittsrohr gegenüber von dem um 1980 erbauten Wohnhaus Nummer 8 und dem Biergarten des Vereinslokals Gelbes Schloss. Die Anbindung der Hansastraße wurde an der Südseite um 1970 beschaffen. Bis um 1955 gehörte der Straßenlauf der Reginhardstraße noch zur Seestraße. Am Brunnenfuß liegt eine rechteckige Muldenplatte seitwärts zum Bordstein. |
| Gesbr    | ---     | Humboldthain Lage Humboldthain Süd                                  | Lauchhammer Typ I                         | (–)              | Der Straßenbrunnen (OSM-ID: 5537784514) ist in der Denkmalliste aufgenommen. „Im südlichen Humboldthain befindet sich ein öffentlicher Straßenbrunnen mit einer Wasserpumpe des Modells Lauchhammer Nr. 1.“ Der Standort liegt in einem Pflasterrund am oberen Weg des Südhangs vom Volkspark Humboldthain 130 Meter oberhalb der Gustav-Meyer-Allee. |
| Gesbr    | ---     | Bernauer Straße 65a Lage Brunnenstraße                              | Krause                                    | 20–30 m          | Die Pumpe steht auf dem Spielplatz Bernauer Straße Ecke Wolliner Straße. Anzumerken ist der mit Pflastersteinen gebildete Standplatz über Niveau, wozu auch der als Tränkstein geformte Auffang des Pumpenwassers erhöht mit Auslaufrinne ist. Außerdem ist diese Pumpe rot lackiert. Neben dem Berg auf dem der Krausebrunnen steht befinden sich weitere auf dem Spielplatz Dieses Grundstück lag zwischen Mauerbau und Mauerfall an der Westseite im Bereich der Berliner Mauer. Bis in die 1970er Jahre war es ein Lagerplatz. |
| Gesbr    | ---     | Liesenstraße 15/16 Lage Humboldthain Nordwest                       | Krause                                    | 04–7 m           | Die Pumpe steht auf dem Spielplatz Ecke Liesen- und Neue Hochstraße. Sie steht an der nördlichen Ecke des Spielplatzes auf einem mit Pflastersteinen gestalteten Berg der ansteigenden Hügeln, wobei jeweils zentrisch um die Pumpe Mulden ausgebildet sind. Im Gegensatz zu den meist grünen Plumpen ist diese Pumpe rot lackiert und (wohl) ohne Quellbohrung (kein Tiefbrunnen). An dieser Ecke, die der Spielplatz einnimmt, standen die bei den Luftangriffen im Zweiten Weltkrieg zerstörten und beräumten Wohnhäuser Liesenstraße 15 und das Eckhaus 16. Anzumerken ist, dass über die Fahrbahn der Liesenstraße die Ortsteilgrenze zu Mitte und dort der Kirchhof der Berliner Domgemeinde (Nr. 6) und der der Französischen Gemeinde (Nr. 7) liegt. Dies war zwischen Mauerbau 1961 und Wende 1990 die fixierte (Staats-)Grenze zwischen Ost- und Westberlin mit der Berliner Mauer. Der Standort ist in der Antwort-Liste zur Abgeordnetenhausanfrage mit „Brunnen Neue Hochstraße 5“ (PLZ 13347) angegeben. Der Brunnen ist im Eigentum des Landes Berlin. |
| Gesbr    | ---     | Vinetaplatz Lage Brunnenstraße                                      | > Handpumpe                               | (**)             | Der Brunnen steht auf dem Spielplatz am Rand des Vinetaplatzes, 130 Meter von der Bernauer Straße durch den Grünstreifen im Lauf der Vinetastraße. Der Brunnen ermöglicht einen Matschspielplatz. Der Standort ist in der Antwort-Liste zur Abgeordnetenhausanfrage mit „Brunnen Vinetaplatz“ (PLZ 13355) angegeben. Der Brunnen ist im Eigentum des Landes Berlin. |
| Mitte    | ---     | Arkonaplatz Lage Arkonaplatz                                        | Modell „Pankow“ Wappenschild G/P          | (**)             | Diese Schmuckpumpe steht in der Mitte des Arkonaplatzes in der Achse der Swinemünder Straße. Das grau lackierte Brunnengehäuse mit dem Wappenschild „PG“ steht vor einem Wasserbecken in das aus einem Fischkopf als Speier Wasser fließt. Der ständige Wasserfluss charakterisiert diesen Brunnen als Trinkbrunnen mit Anschluss an das öffentliche Wassernetz. Ein Hinweis hierzu befindet sich auf der Webseite Bildhauerei.in-Berlin.de. |
| Weddg    | ---     | Zeppelinplatz Lage Westliche Müllerstraße                           | A 11 auf Ständer                          | (**)             | Der Brunnen befindet sich auf dem Spielplatz am nordwestlichen Ende des Zeppelinplatzes. Die Handpumpe vom Typ A 11 ist auf einem Brunnenständer ausgesetzt, um die beabsichtigte Höhe zu erreichen. Der Abfluss erfolgt aus dem Austrittsrohr in die Metallfläche, die einen Matschspielplatz ermöglicht. |
| Weddg    | (000)   | Tegeler Straße 6/7 Lage Humboldthain NW                             | <abgebaut>                                | 04–7 m           | Der Standort ist in der Antwort-Liste zur Abgeordnetenhausanfrage mit „Brunnen Tegeler Straße 6-7“ (PLZ 13353) angegeben. Der Brunnen befand sich nach dieser Angabe 80 Meter vom Berlin-Spandauer Schifffahrtskanal an der Nordostseite der Straße gegenüber vom Mettmannplatz (Tegeler Straße 55, vormals Straße Nordufer). Im Bereich fanden Bauarbeiten für den Anschluss des Hauptbahnhofs an den Nordring (Pilzkonzept) statt. Bereits 2008 fehlte der Brunnen in der Abbildung von Google Earth. Die Streckenführung der geplanten S-Bahn-Strecke kommt unter der Ringbahn hervor, kreuzt unter der Bahnbrücke zum Hauptbahnhof westlich vom Haus 7 die Tegeler Straße und steigt weiter an, um den Kanal zu überqueren. Der Brunnen ist im Eigentum des Landes Berlin. |
| Mitte    | (000)   | Gartenstraße 3 Lage Invalidenstraße                                 | <abgebaut>                                | 02 m             | Der Standort im Romantik-Kiez ist in der Antwort-Liste zur Abgeordnetenhausanfrage mit „Brunnen Gartenstraße 1-4“ (PLZ 10115) aufgeführt. Auf der Abbildung aus 2008 von StreetView ist ebenso wie bei der Begehung im Januar 2019 kein Brunnenkörper aufzufinden, der Brunnen wäre zwischen Stadtbad Mitte (Gartenstraße 5) und Torstraße gelegen. Die Eckbebauung Gartenstraße 1/2 blieb im Zweiten Weltkrieg erhalten und wurde 2000 saniert, das Haus 4 wurde wohl wiederaufgebaut, das Gebäude auf Grundstück 3 war zerstört und nach Zwischennutzungen als Neubau von 1997 errichtet. Die Spuren eines Brunnens, der eventuell vor 2005 diesen Standort hatte, sind verloren. Im Bereich des Standortes nahe Torstraße fand eine Verkehrsberuhigung statt, dabei wurden auch am Straßenrand Bäume auf Boldern im Parkstreifen und Aufpolsterungen angelegt. Der Brunnenstandort ist im Eigentum des Landes Berlin. |
| Tierg    | ---     | Zoologischer Garten Lage Großer Tiergarten                          | Lauchhammerbrunnen Typ I                  |                  | Schmuckbrunnen ohne Schwengel und ohne Funktion in der Nähe des Affenhauses |

## Aufgegebene Standorte
- Lauchhammerbrunnen Typ I: Er stand noch in den 1960er Jahren an der östlichen Straßenseite zwischen Rügener und Ramlerstraße (Bezirk Wedding)(Lage) etwa in Höhe von Hausnummer 97 (zu 98). Die im Film gezeigte Straßenfront wurde um 1980 beräumt und um 1985 neu bebaut.[201]

## Kiezgröße und Anzahl der aufgestellten Brunnen
In den gesetzlichen Vorgaben aus den 1960er Jahren werden für jeweils 1500 bis 2500 Anwohner Entnahmestellen zur „Notwasserversorgung im Katastrophenfall“ gefordert. Nach amtlichen Angaben existierten im Bezirk 206 Brunnen für 379.610 Einwohner im Bezirk (Stand 2018), also nezirksweit eine Notwasserstelle mit einer Leistung von 1,5 m³ je Stunde zur Versorgung für 1800 Einwohner. Die folgende Tabelle gibt einen Überblick der Verteilung von „Plumpen“ auf die Planungsräume nach dem System der lebensweltlich orientierten Räume. Die Nutzungskategorien der Flächen des Planungsraums sind ergänzend hinzugefügt. Diese Zahlen sind lediglich Richtwerte: durch unterschiedliche Einflüsse können Brunnen ausfallen und Aufstellung im Randbereich der Kieze gibt eine Möglichkeit der Nutzung für den Nachbarkiez.
| Bezirksregion (Ortsteil) | „Kiez“/ LOR Planungsraum | LOR-Nummer Sozialdaten | Flächen nutzung | Einwohner | Brunnen | Quotient |
| ------------------------ | ------------------------ | ---------------------- | --------------- | --------- | ------- | -------- |
| Alexanderplatz           | Alexanderplatzviertel    | 01 01 13 03            | 07 % wohnen     | 09580     | 02      | 4790     |
| Brunnenstraße Süd        | Arkonaplatz              | 01 01 14 02            | Wohnnutzung     | 13.423    | 04      | 3350     |
| Moabit West              | Beusselkiez              | 01 02 21 02            | Wohnnutzung     | 06446     | 03      | 2150     |
| Brunnenstraße Nord       | Brunnenstraße            | 01 03 32 01            | Wohnnutzung     | 13.275    | 10      | 1300     |
| Alexanderplatz           | Charitéviertel           | 01 01 13 01            | 05 % wohnen     | 06611     | 02      | 3300     |
| Moabit West              | Elberfelder Straße       | 01 02 21 06            | Wohnnutzung     | 11.788    | 10      | 1170     |
| Moabit West              | Emdener Straße           | 01 02 21 04            | Wohnnutzung     | 18.617    | 14      | 1330     |
| Osloer Straße            | Gesundbrunnen            | 01 03 31 02            | Wohnnutzung     | 12.061    | 04      | 3000     |
| Tiergarten-Süd           | Großer Tiergarten        | 01 01 11 02            | ***             | 0000      | 01      | (***)    |
| Moabit Ost               | Hansaviertel             | 01 02 22 07            | Wohnnutzung     | 05673     | 04      | 1400     |
| Moabit Ost               | Heidestraße              | 01 02 22 02            | 02 % wohnen     | 01517     | 0       | (---)    |
| Alexanderplatz           | Heine-Viertel Ost        | 01 01 13 06            | Wohnnutzung     | 09983     | 01      | 9000     |
| Alexanderplatz           | Heine-Viertel West       | 01 01 13 05            | Wohnnutzung     | 07752     | 04      | 1950     |
| Brunnenstraße Nord       | Humboldthain Nordwest    | 01 03 32 03            | Wohnnutzung     | 14.478    | 12      | 1200     |
| Brunnenstraße Nord       | Humboldthain Süd         | 01 03 32 02            | 20 % wohnen     | 09766     | 12      | 0850     |
| Moabit West              | Huttenkiez               | 01 02 21 01            | 10 % wohnen     | 03577     | 05      | 0700     |
| Brunnenstraße Süd        | Invalidenstraße          | 01 01 14 01            | Wohnnutzung     | 16.720    | 09      | 1900     |
| Alexanderplatz           | Karl-Marx-Allee          | 01 01 13 04            | Wohnnutzung     | 08598     | 05      | 1700     |
| Tiergarten-Süd           | Körnerstraße             | 01 01 11 04            | 15 % wohnen     | 04685     | 02      | 2350     |
| Regierungsviertel        | Leipziger Straße         | 01 01 12 04            | 12 % wohnen     | 07707     | 01      | 7700     |
| Wedding-Zentrum          | Leopoldplatz             | 01 04 42 03            | Wohnnutzung     | 16.534    | 08      | 2200     |
| Moabit Ost               | Lübecker Straße          | 01 02 22 03            | Wohnnutzung     | 07022     | 04      | 1750     |
| Moabit Ost               | Lüneburger Straße        | 01 02 22 06            | 10 % wohnen     | 03016     | 01      | 3000     |
| Tiergarten-Süd           | Lützowstraße             | 01 01 11 03            | k. A.           | 05192     | 06      | 0850     |
| Tiergarten-Süd           | Nördlicher Landwehrkanal | 01 01 11 05            | 05 % wohnen     | 01180     | 01      | 1200     |
| Alexanderplatz           | Oranienburger Straße     | 01 01 13 02            | 16 % wohnen     | 12.604    | 03      | 4200     |
| Parkviertel              | Rehberge                 | 01 04 41 01            | 15 % wohnen     | 20.653    | 16      | 1500     |
| Wedding-Zentrum          | Reinickendorfer Straße   | 01 04 42 01            | Wohnnutzung     | 23.791    | 09      | 2650     |
| Parkviertel              | Schillerpark             | 01 04 41 02            | Wohnnutzung     | 16.322    | 15      | 1100     |
| Osloer Straße            | Soldiner Straße          | 01 03 31 01            | Wohnnutzung     | 26.804    | 14      | 1900     |
| Wedding-Zentrum          | Sparrplatz               | 01 04 42 02            | Wohnnutzung     | 16.719    | 07      | 2400     |
| Moabit Ost               | Stephankiez              | 01 02 22 01            | 25 % wohnen     | 11.200    | 07      | 1600     |
| Tiergarten-Süd           | Stülerstraße             | 01 01 11 01            | 10 % wohnen     | 03187     | 03      | 1050     |
| Moabit Ost               | Thomasiusstraße          | 01 02 22 04            | Wohnnutzung     | 05896     | 06      | 0980     |
| Regierungsviertel        | Unter den Linden Nord    | 01 01 12 02            | ***             | 00620     | 01      | 0620     |
| Regierungsviertel        | Unter den Linden Süd     | 01 01 12 03            | 02 % wohnen     | 01039     | 0       | (---)    |
| Moabit West              | Westhafen                | 01 02 21 03            | ***             | 00252     | 0       | (***)    |
| Parkviertel              | Westliche Müllerstraße   | 01 04 41 03            | Wohnnutzung     | 08575     | 04      | 2150     |
| Regierungsviertel        | Wilhelmstraße            | 01 01 12 01            | 12 % wohnen     | 02236     | 0       | (---)    |
| Moabit Ost               | Zille-Siedlung           | 01 02 22 05            | Wohnnutzung     | 03296     | 01      | 3300     |
| Moabit West              | Zwinglistraße            | 01 02 21 05            | Wohnnutzung     | 05361     | 01      | 5350     |

## OpenStreetMap
- Straßenbrunnen des Bezirks auf OpenStreetMap
- Straßenbrunnen in Berlin – OpenStreetMap Wiki. In: wiki.openstreetmap.org. 21. Juni 2010, abgerufen am 8. Februar 2018 (englisch).